# Liste der Kulturdenkmale in Marbach am Neckar

Wappen von Marbach

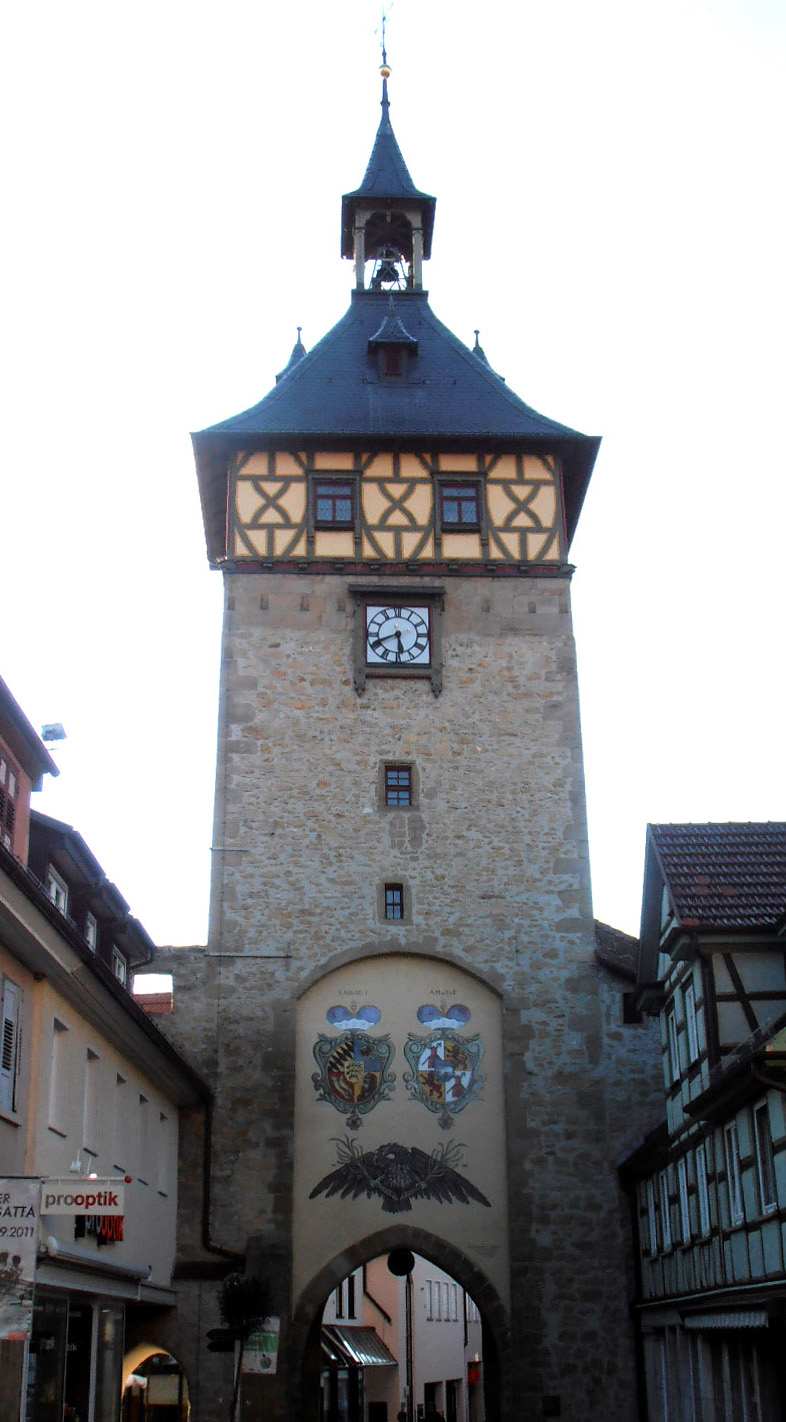
Oberer Torturm

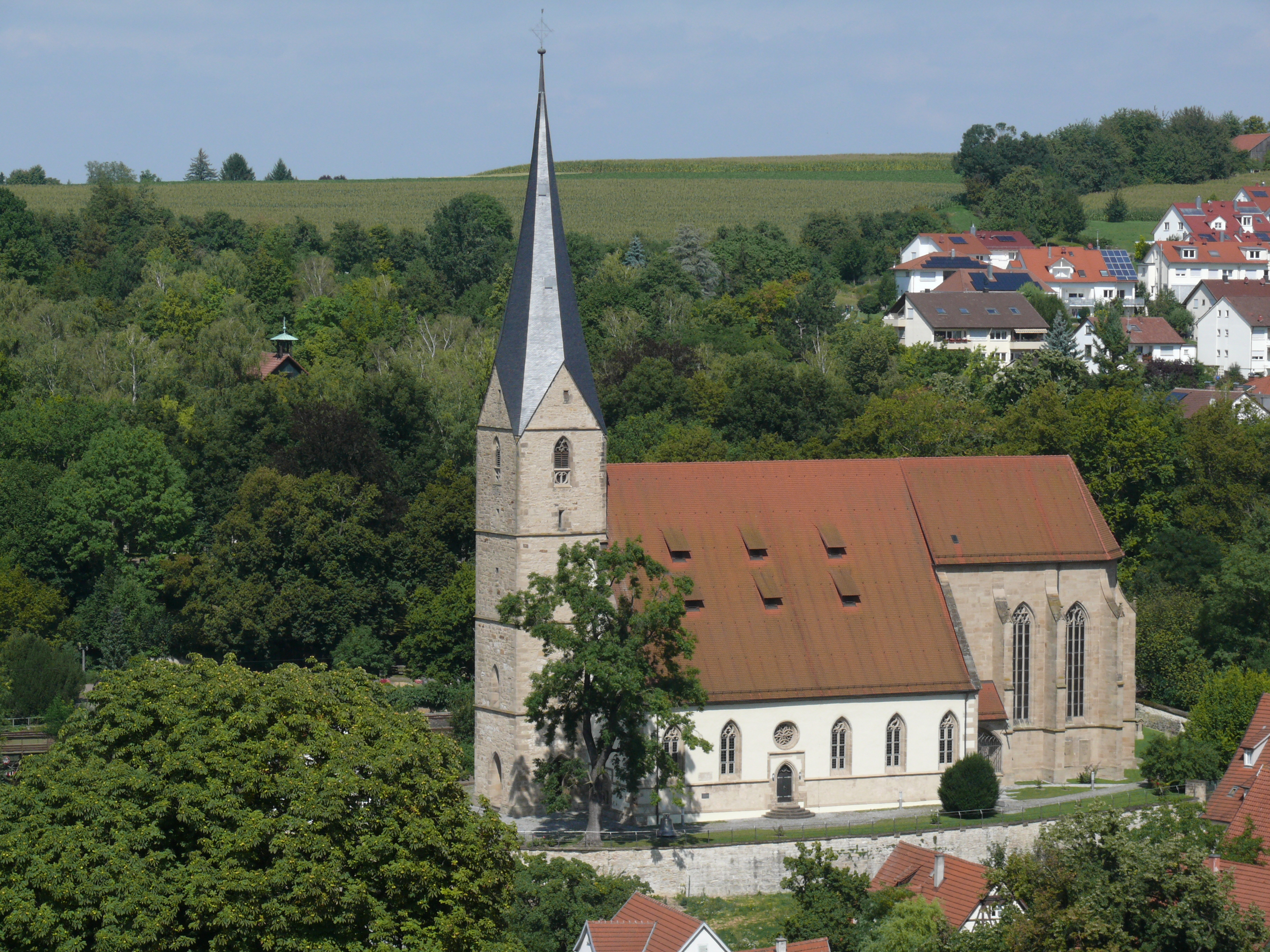
Blick vom Oberen Torturm zur Alexanderkirche, der alten Pfarrkirche der Siedlung

In der Liste der Kulturdenkmale in Marbach am Neckar sind alle unbeweglichen Bau- und Kunstdenkmale (und die erhaltenswerten Gebäude) der Altstadt verzeichnet, die im Denkmalpflegerischen Werteplan Gesamtanlage Marbach enthalten sind, der von W. Thiem im Regierungspräsidium Stuttgart, Referat Denkmalpflege, am 23. Dezember 2008 erstellt wurde. Es ist ein Verzeichnis des Landesamts für Denkmalpflege Baden-Württemberg. in dem zusätzlich zu den geschützten noch alle erhaltenswerten Gebäude und Gebäudeteile aufgeführt sind, die für die Altstadt von Marbach – also die geschützte Gesamtanlage – eine denkmalpflegerische Bedeutung haben.
Diese Liste ist nicht rechtsverbindlich. Eine rechtsverbindliche Auskunft ist lediglich auf Anfrage bei der Unteren Denkmalschutzbehörde der Stadt Marbach am Neckar oder in Ludwigsburg erhältlich.
Eine Liste aller Kulturdenkmale der Stadt Marbach am Neckar ist nach derzeitiger Gesetzeslage nicht möglich, da man nach der Bestimmung des Denkmalschutzgesetzes von Baden-Württemberg „ein berechtigtes Interesse nachweisen muss“, um als Bürger alle Informationen über die Kulturdenkmale zu erfahren.
Folgende Bestimmung des § 14 gilt immer noch und wird von den Unteren Denkmalschutzbehörden analog meist so praktiziert:
(1) Das Denkmalbuch wird von der höheren Denkmalschutzbehörde geführt.
(2) Die Einsicht in das Denkmalbuch ist jedermann gestattet, der ein berechtigtes Interesse darlegt.
Siehe auch die Liste der Kulturdenkmale in Rielingshausen.

## Allgemein
- Bild: Zeigt ein ausgewähltes Bild aus Commons, „Weitere Bilder“ verweist auf die Bilder im Medienarchiv Wikimedia Commons.
- Bezeichnung: Nennt den Namen, die Bezeichnung oder die Art des Kulturdenkmals.
- Lage: Straßenname und Hausnummer oder Flurstücknummer des Kulturdenkmals, gegebenenfalls auch den Ortsteil. Die Grundsortierung der Liste erfolgt nach dieser Adresse. Der Link (Karte) führt zu verschiedenen Kartendiensten mit der Position des Kulturdenkmals. Fehlt dieser Link, wurden die Koordinaten noch nicht eingetragen. Sind diese bekannt, können sie über ein Tool mit einer Kartenansicht einfach nachgetragen werden. In dieser Kartenansicht sind Kulturdenkmale ohne Koordinaten mit einem roten bzw. orangen Marker dargestellt und können durch Verschieben auf die richtige Position in der Karte mit Koordinaten versehen werden. Kulturdenkmale ohne Bild sind an einem blauen bzw. roten Marker erkennbar.
- Datierung: Baubeginn, Fertigstellung, Datum der Erstnennung oder grobe zeitliche Einordnung entsprechend des Eintrags in der zuständigen Denkmaldatenbank (Landesamt für Denkmalpflege Baden-Württemberg).
- Beschreibung: Kurzcharakteristik des Kulturdenkmals.

## Kulturdenkmale inMarbach

### Gesamtanlage von Marbach gemäß § 19 DSchG

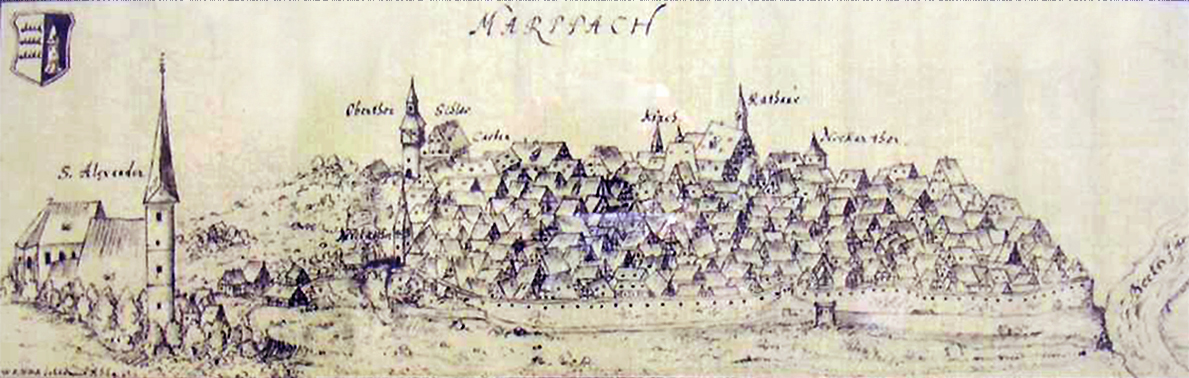
Stadtansicht aus dem Jahr 1664

Die Gesamtanlage Marbach besteht aus dem Gebiet des im 13. Jahrhundert gegründeten und um 1400 nach Norden erweiterten Stadtkerns von Marbach. Südwestlich des hochmittelalterlichen, gleichnamigen Marktfleckens um die Alexanderkirche hatte man zeitgleich mit dem späteren Schloss die Stadt planmäßig mit einer Hauptachse und zwei parallelen Nebenstraßen angelegt. Im Zuge der Stadterweiterung wurden mit der Unteren und Mittleren Holdergasse zwei weitere Parallelstraßen hinzugefügt. Die ab 1302 württembergische Stadt diente zeitweilig als Residenz und später als Amts- bzw. Oberamtsstadt.
Erst der große Stadtbrand von 1693 und das Erstarken des benachbarten Ludwigsburgs im 18. Jahrhundert setzte der Blütezeit ein Ende. In der Geburtsstadt von Friedrich Schiller sind nicht nur große Teile der Stadtbefestigung erhalten, sondern auch zahlreiche (acker-)bürgerliche und weinbäuerliche Anwesen, die als typische barocke Wiederaufbauten der Zeit um 1700 vielfach noch ältere Kerne der Renaissance besitzen. Aufgrund dieser Bedeutung ist Marbach eine Gesamtanlage gemäß § 19 DSchG, an deren Erhaltung ein besonderes öffentliches Interesse besteht.

### Stadtbefestigung

#### Baugeschichte
Trotz einer Belagerung mit Brandschatzung im Jahr 1311 erlangte Marbach für die Württemberger im Verlauf des 14. Jahrhunderts eine wichtige Mittelpunktsfunktion, was sich an der Etablierung des 1380 erstmals erwähnten Amtes Marbach zeigt.
In der zweiten Hälfte des 14. Jahrhunderts baute man die Stadtbefestigung massiv aus, errichtete das Stadtschloss ab 1392 neu und schuf schon zuvor einen dritten Stadteingang, indem man die Ludwigsburger Straße und das Neckartor als Zugang zu den ab 1377 städtischen Mühlen am Neckar anlegte. Der Bau eines neuen Rathauses und die erhebliche Erweiterung der Stadt nach Norden zeigen  den Reichtum der Stadt um 1400.
Für diese Erweiterung trug man die alte Stadtmauer nördlich der Oberen Holdergasse ab, legte jenseits des alten Stadtgrabens die Mittlere Holdergasse und noch weiter nördlich in stark abfallendem Gelände die Untere Holdergasse an. Dieses neue Viertel wurde als Niklas- oder auch als Wicklinsvorstadt bezeichnet und durch eine neue Stadtmauer gesichert. In der zweiten Hälfte des 15. Jahrhunderts entstand zusätzlich eine zweite bzw. äußere Stadtmauer, die Zwingermauer.

#### Abbau der Mauer
Ende des 18. Jahrhunderts waren die alten Stadtgrenzen zu eng geworden und es kam mit dem Abbruch der Stadtbefestigung zwischen Oberem Tor und Niklastor ansatzweise zur Vorstadtbildung. Anstelle der beseitigten Stadtmauer und des spätestens damals dort aufgefüllten Stadt- bzw. Halsgrabens verbreiterte man die Torgasse nach Osten und errichtete einige Anwesen. Ebenso entstanden ab etwa 1820 vor dem Oberen Tor um die spätere Kreuzung Wildermuthstraße-Charlottenstraße ein paar Häuser.
Ein 1841 verabschiedeter Generalbebauungsplan regelte nicht nur die Bebauung der Stadterweiterungsgebiete, sondern forderte für die Altstadt die Entzerrung von Wohnhäusern und Scheunen sowie nach Möglichkeit die Verbreiterung der schmäleren Gassen. Im Rahmen des Plans durchbrach man 1843 in Verlängerung der Bärengasse die Stadtmauer zur Anbindung der Grabenstraße und erweiterte man 1873 die Ludwigsburger Straße durch den Abbruch von Anwesen beträchtlich.

#### Bedeutung der Stadtbefestigung
Die in weiten Teilen authentisch überlieferte, sehr massiv angelegte Stadtbefestigung hat hohen dokumentarischen Wert für die verteidigungstechnische Entwicklung der Stadt sowie für deren Fernwirkung nach Westen, Süden und Norden.

| Bild | Bezeichnung                                   | Lage | Datierung       | Beschreibung | ID |
| ---- | --------------------------------------------- | --- | --------------- | --- | -- |
|      | Stadtbefestigung, Stadtmauer (Sachgesamtheit) | Auf den Felsen, Grabenstraße, Ludwigsburger Straße, Marktstraße, Niklastorstraße, Strohgasse, Untere Holder-Gasse, Wildermuthstraße | 13. Jahrhundert | Stadt- und Zwingermauer mit Türmen sowie allen oberirdischen und im Boden befindlichen Teilen samt Graben bzw. Hangbereich; Befestigung nach der Stadtgründung im 13. Jahrhundert angelegt, ab 1350 verstärkt ausgebaut, um 1400 nach Norden erweitert, ab 1550 durch Zwingermauer verdoppelt. Wiederaufbau nach dem Stadtband von 1693 ohne Wehrgang, ab 1794 Abtragung des Niklas- und Neckartores, Auflösung der Stadtmauer zwischen Obertor und Niklastor; mit Ausnahme dieses Bereiches komplett erhalten, - mit Torturm des Oberen Tores (Marktplatz 1), - Haspelturm (Untere Holdergasse 40) - und Diebsturm (Strohgasse 11/2), - im Süden teils erhaltene Zwingermauer mit Bürgerturm (Wildermuthstraße 2/3), - im Südosten so genannter Schlosserker (Wildermuthstraße 2/2), - Stadtgraben bzw. Zwinger im Norden und Süden teils erhalten. Die in weiten Teilen authentisch überlieferte, sehr massiv angelegte Stadtbefestigung hat hohen dokumentarischen Wert für die verteidigungstechnische Entwicklung der Stadt sowie für deren Fernwirkung nach Westen, Süden und Norden. Geschützt nach § 28 DSchG |    |

#### Einzeldenkmale der Stadtbefestigung
| Bild           | Bezeichnung                                                                     | Lage                          | Datierung             | Beschreibung | ID |
| -------------- | ------------------------------------------------------------------------------- | ----------------------------- | --------------------- | --- | -- |
| Weitere Bilder | Torturm des Oberen Tores                                                        | Marktplatz 1                  | um 1300               | Torturm, massiv aus Bruch- und Quadersteinen mit Eckquaderung, teils verputzt, nach außen rundbogige, nach innen spitzbogige Durchfahrt, auf der Außenseite über Tor Putzfeld mit Malereien, oberstes Geschoss in Fachwerk, Walmdach mit Dachreiter (Glockenturm), um 1300 als Teil der ersten Stadtbefestigung erbaut (1290 erstmals erwähnt), ursprünglich Schalenturm (nach innen offen), den Stadtbrand von 1693 als Steintorso überstanden, 1718 wieder aufgebaut, 1736 „verblendet“, also wohl geschlossen und mit Wappen bemalt, 1881 saniert und mit Fachwerkaufsatz versehen, 1904 renoviert, 1929 seitliche Durchgänge eingerichtet, 1955 in Anlehnung an Zustand um 1900 neu bemalt, 1989 saniert und umgebaut. Geschützt nach § 28 DSchG |    |
| Weitere Bilder | Stadtturm, sogenannter Haspelturm                                               | Untere Holdergasse 40 (Karte) | um 1400               | Stadtturm in der Nordwestecke der Stadtmauer am westlichen Ende der Unteren Holdergasse, zweigeschossiger Massivbau aus Bruchsteinen mit Eckquaderung, unverputzt mit Schießscharten und Abtritterker nach außen, Zeltdach, im Zuge der Stadterweiterung nach Norden um 1400 als Stadtmauerturm errichtet, 1473 als Bürgerturm erwähnt, Zeltdach von 1712, zeitweilig als Frauengefängnis genutzt, seit dem 19. Jahrhundert als Haspelturm bezeichnet, 2002 Ausbesserungsarbeiten. Den Namen Bürgerturm trägt seit dem 19. Jahrhundert der Zwingerturm am Südosteck der Stadt (siehe Wildermuthstraße 2/3). Geschützt nach § 28 DSchG |    |
| Weitere Bilder | Stadtturm, sogenannter Diebsturm                                                | Strohgasse 11/2               | 14./15. Jahrhundert   | Stadtturm, massiv und verputzt aus Bruchsteinen, Eckquaderung und Werksteingewände unverputzt, im Obergeschoss Abtritt auf Konsolen, Walmdach, im Kern 14./15. ;Jahrhundert, 1693 ausgebrannt und 1719/20 wieder mit zwei Gefängnissen eingerichtet, 1754/1755 bauliche Verbesserungen. Die Scheunen Strohgasse 11 und 11/1 stehen in baulichem Verbund mit dem Turm (siehe Strohgasse 11 und 11/1). Das daneben angrenzende Grabentor wurde erst 1847 durch die Stadtmauer gebrochen. Geschützt nach § 28 DSchG |    |
| Weitere Bilder | Wehrturm, sogenannter Bürgerturm                                                | Wildermuthstraße 2/3          | Mitte 15. Jahrhundert | Zweigeschossiger, runder Wehrturm, massiv aus Bruchsteinen, Ansätze der ehemaligen Zwingermauer, zum zweiten Geschoss Gesims, dort auch Schießscharten, spitzes und polygonales Turmdach, der eigentlichen Stadtmauer vorgelagert als Eckturm der ehemaligen Zwingermauer in der 2. Hälfte des 15. Jahrhunderts errichtet, 1826 zum „stadtschultheißenamtlichen“ Gefängnis umgebaut, um 1982 weiterer Umbau mit Einbau eines Ladens. Den Namen Bürgerturm hatte der Turm erst ab 1826 vom späteren Haspelturm übertragen bekommen (siehe Untere Holdergasse 40). Geschützt nach § 28 DSchG |    |
| Weitere Bilder | Reste der Stadtburg, hier sogenannter Schlosserker, Teil des „Archäologieparks“ | Wildermuthstraße 2/2          | 13./16. Jahrhundert   | Fundamente und Mauerreste der ehemaligen Stadtburg, innere und äußere Burgmauer mit Graben, Untergeschoss des Wehrturmes, Teil des Palas im Ostgiebel des Amtsgerichtes (siehe Strohgasse 3), Schlosskeller, 13. bis 16. Jahrhundert; gleichzeitig mit der Stadt im ausgehenden 12. Jahrhundert als Herrensitz angelegt und ab Mitte des 13. Jahrhunderts massiv ersetzt, ab 1392 neu errichtet, im 15./16. Jahrhundert zum Schloss ausgebaut, 1693 als seit dem 17. Jahrhundert verfallende Anlage abgebrannt, letzte Reste für den Wiederaufbau der Stadt abgetragen, seither „Föhr'scher“ Garten, im Zuge einer geplanten Neubebauung 1978/1981 archäologisch untersucht, aktuell als „Archäologiepark“ offener Veranstaltungsort; Kulturdenkmal gem. § 28 DSchG ist die auf der Ost- und Südseite bestehende Stadtmauer, die hier gleichzeitig als Burg- und Stadtmauer mit dem Herrensitz ab dem 13. Jahrhundert entstanden war. Geschützt nach § 28 DSchG |    |
| Weitere Bilder | Teil der Oberamtei, sogenannter Rondellturm                                     | Strohgasse 5 (Karte)          | 14./15. Jahrhundert   | Dieser Stadtmauerrest ist Teil der Vogtei, bzw. Oberamtei, die 1697/1698 unter Einbeziehung der Stadtmauer und Teile der alten Vogtei neu erbaut wurde. Geschützt nach § 28 DSchG |    |
| Weitere Bilder | Teil der Zwingermauer                                                           | Strohgasse 13 (Karte)         | 14./15. Jahrhundert   | Dieser Rest der Stadtmauer ist ein Teil der Geistlichen Verwaltung (sogenanntes Dekanat), bzw. des Pfarrhauses Geschützt nach § 28 DSchG |    |
| Weitere Bilder | Teil der Stadtmauer                                                             | Strohgasse 35 (Karte)         | 14. Jahrhundert       | Dieser Teil auf der Südseite des Anwesens ist ein Teil der Stadtmauer aus dem 14. Jahrhundert Geschützt nach § 28 DSchG |    |
| Weitere Bilder | Teil der Stadtmauer                                                             | Nähe Strohgasse (Karte)       | 14./15. Jahrhundert   | Geschützt nach § 28 DSchG |    |
| Weitere Bilder | Teil der Stadtmauer im Norden                                                   | Untere Holdergasse 22         | 14./15. Jahrhundert   | Geschützt nach § 28 DSchG |    |
| Weitere Bilder | Teil der Stadtmauer im Norden (mit Maurengärten)                                | Untere Holdergasse 22         | 14./15. Jahrhundert   | Geschützt nach § 28 DSchG |    |
| Weitere Bilder | Teil der Stadtmauer im Norden (mit Maurengärten)                                | Untere Holdergasse 22         | 14./15. Jahrhundert   | Traditionell genutzte Gartenparzellen zwischen der Unteren Holdergasse und der Stadtmauer, zur Straße durch eine Hangmauer und nach Norden durch die Stadtmauer begrenzt; die Gärten befinden sich am Nordwestrand der Stadterweiterungszone des 15. Jahrhunderts und waren vermutlich nie bebaut, nach archivalischen Unterlagen verteilten sich die „Maurengärten“ im Jahr 1726 auf etwa 40 Besitzer, die vornehmlich im Bereich der Marktstraße wohnten und somit der besser gestellten Bevölkerungsschicht angehörten, heute bestehen etwa 30 schmale Besitzparzellen ohne interne Zäune. Geschützt nach § 28 DSchG |    |

### Altstadt vonMarbach

#### Auf den Felsen
Verbindungsstraße; benannt nach den dort anstehenden und felsenartig verfestigten Terrassenschottern des Neckars; von der Marktstraße als breite Gasse bis zur Oberen Holdergasse führend, mit einem rechten Winkel dort dessen Trasse aufgreifend und nach Westen umknickend, dann erneut nach Norden abbiegend und in die Mittlere sowie Untere Holdergasse übergehend; mit dem Anwesen Nummer 1 hochwertige und noch zur Marktstraße orientierte Bebauung, im weiteren Verlauf nach Norden nur teils zur Gasse „Auf den Felsen“ ausgerichtete und unregelmäßige Bebauung mit einfachen Wohnhäusern ähnlich der Mittleren Holdergasse; als westliche Querverbindung der Hauptachsen bei der Stadtgründung angelegt, 1473 als „uf dem felsen“ erwähnt.
| Bild           | Bezeichnung                        | Lage                      | Datierung           | Beschreibung | ID |
| -------------- | ---------------------------------- | ------------------------- | ------------------- | --- | -- |
| Weitere Bilder | Heinlinscher Hof, Hofanlage        | Auf den Felsen 1 (Karte)  | 1688                | Dreigeschossiges Fachwerkhaus in Hang- und Ecklage, Erdgeschoss massiv aus unverputzten Quadersteinen mit Eckquaderung, über Eckknagge Zierfachwerk mit umlaufenden Vorstößen, asymmetrische Fensteraufteilung mit Stuben in Ecklage, Satteldach mit Halbwalm nach Süden, 1688 erbaut, im Kern spätmittelalterlich, 1984 Fachwerkfreilegung, 2000 Dachsanierung, 2008 Umbauten; dazugehörige Scheune, Erdgeschoss massiv aus Hausteinen mit Rundbogen-Kellertor auf Westseite, im Kern vor 1693, Obergeschoss sind von 2006/2008 kein Kulturdenkmal; dazugehörig Hofmauer auf der Westseite zur Mauergasse. Lage und Substanz des Anwesens lassen auf ein einst herrschaftliches Gebäude schließen. Bis 1686 wohnte hier der Pfarrer von Rielingshausen, 1704 der Bürgermeister Heinlein. Das Anwesen bildet mit dem ehemaligen Physikat den westlichen Abschluss der Marktstraße. Als Gebäude aus der Zeit vor 1693 mit frühneuzeitlichem Kern hat es dokumentarischen Wert für den repräsentativen Fachwerkbau der gehobenen Schicht. Geschützt nach § 2 DSchG |    |
|                | Wohnhaus (Erhaltenswertes Gebäude) | Auf den Felsen 2 (Karte)  | 16. Jahrhundert     | Zweigeschossiges verputztes Fachwerkhaus in Ecklage, Erdgeschoss massiv mit Eckquaderung und Segmentbogenfenster, rückwärtig Rundbogen-Kellertor, Obergeschoss rückwärtig über Steinkonsolen sowie am Giebel vorkragend, über dem traufseitigen Eingang Fenstererker, Satteldach, im Kern 16. Jahrhundert, im 18., 19. und 20. Jahrhundert überformt. Das Anwesen steht als Eckhaus am westlichen Ende der nördlichen Bauzeile der Marktstraße, die beidseits geschlossen mit giebelständigen Anwesen bebaut ist. Es veranschaulicht mit seinem im Kern frühzeitlichem Erdgeschoss und seinem barocken Aufbau die typische Wiederaufbausituation Marbachs nach dem Stadtbrand von 1693. |    |
|                | Wohnhaus (Erhaltenswertes Gebäude) | Auf den Felsen 7 (Karte)  | 1812                | Zweigeschossiges Fachwerkhaus, Erdgeschoss massiv mit rundbogigem Eingang und großem rundbogigem Tor, Fachwerk mit Vorstößen und mit Andreaskreuzen, Satteldach mit Schleppgauben, nach dem Steuerbuch 1812 erbaut (wohl unter Verwendung älterer Bauteile), 1983 Fachwerkfreilegung und umfassende Sanierung mit Neufassung des Erdgeschosses sowie Einbau einer Garage und Umbau des Dachgeschosses. 1832 wohnten ein Schmied und ein Kübler (Küfer, Fassbinder) in dem Haus, im Erdgeschoss waren eine Küblerwerkstatt und Ställe untergebracht. Das Anwesen steht in der Mitte von drei giebelständigen Anwesen und veranschaulicht als ehemaliges Anwesen von Kleinhandwerkern die einfachere Bauweise dieser Bevölkerungsschicht abseits der dominierenden Marktstraße. |    |
|                | Wohnhaus (Erhaltenswertes Gebäude) | Auf den Felsen 15 (Karte) | 19. Jahrhundert     | Eingeschossiges verputztes Wohnhaus, durch großes Zwerchhaus auf der Südseite zweigeschossiger Charakter, Satteldach, im Kern 19. Jahrhundert, 1988 Umbau mit Einbau von Sprossenfenstern und Anbringung von Klappläden; Kulturdenkmal gem. § 28 DSchG ist die auf der Westseite des Anwesens angrenzende Stadtmauer, 14. Jahrhundert. Das Kleinhaus direkt an der westlichen Stadtmauer veranschaulicht die schlichte Bauweise der einfacheren Bevölkerungsschicht abseits der dominierenden Marktstraße in einer Randlage der Stadt. Die Stadtmauer hat dokumentarischen Wert für den militärischen Ausbau der Stadt im späten Mittelalter. Geschützt nach § 28 DSchG |    |
|                | Wohnhaus (Erhaltenswertes Gebäude) | Auf den Felsen 17 (Karte) | 17./18. Jahrhundert | Zweigeschossiges verputztes Fachwerkhaus, Erdgeschoss massiv, Fachwerk mit zwei Vorstößen, Anbau bis zur Stadtmauer, Satteldach mit Stehgaube, im Kern 17./18. Jahrhundert, in den 1950er Jahren einschließlich Dachbereich grundlegend umgebaut, 1987 Neueindeckung des Daches; Kulturdenkmal gem. § 28 DSchG ist die auf der Westseite des Anwesens angrenzende Stadtmauer, 14. Jahrhundert. Das Kleinhaus direkt an der westlichen Stadtmauer veranschaulicht die schlichte Bauweise der einfacheren Bevölkerungsschicht abseits der dominierenden Marktstraße. Die Stadtmauer hat dokumentarischen Wert für den militärischen Ausbau der Stadt im späten Mittelalter. Geschützt nach § 28 DSchG |    |

#### Bärengasse
Verbindungsstraße; benannt nach dem Gasthof Zum Bären an der Ecke zur Marktstraße (Marktstraße 21); südliche Fortsetzung der Gasse zur Stadtkirche, dabei rechtwinklig die Strohgasse querend und nach dem stichbogigen Durchbruch durch die Stadtmauer in die Grabenstraße führend; hauptsächlich von hochwertigen Eckhäusern des Wiederaufbaues des frühen 18. Jahrhunderts geprägt, die zur Marktstraße und Strohgasse orientiert sind, dazwischen teils überformte Anwesen; als Anbindung der Strohgasse zur Stadtkirche wohl schon bei der Stadtgründung angelegt, 1847 Durchbruch durch die Stadtmauer, 1873 Einebnung des außerhalb befindlichen Stadtgrabens, Überbauung des Durchbruches mit dem stichbogigem Grabentor, 1935 erneuert, zuletzt 1978 umgebaut.
| Bild | Bezeichnung     | Lage                 | Datierung | Beschreibung | ID |
| ---- | --------------- | -------------------- | --------- | --- | -- |
|      | Ackerbürgerhaus | Bärengasse 2 (Karte) | 1705      | Zweigeschossiges Fachwerkhaus mit Zwischengeschoss, Erdgeschoss massiv mit zwei Eingängen, Zwischengeschoss Fachwerk mit Ladeluke, Obergeschoss mit Stube in Ecklage, Fachwerk mit Vorstößen, rückwärtig an der nördlichen Traufseite zweigeschossiger Anbau, Satteldach, zum Anbau abgeschleppt, am Eckständer 1705 bezeichnet, 1744 unter dem Haus Keller errichtet, 1853 Aufstockung des Stallanbaues, 1995 innere Umbauten. Ein vergleichbares Zwischengeschoss ist beim Anwesen Obere Holdergasse 8 zu finden. Der für Marbach klassische Wiederaufbau der Zeit nach 1693 greift auf die Formen des 17. Jahrhunderts zurück. Innerhalb der dicht bebauten Bärengasse hat das Anwesen mit seinem zu Lagerzwecken integrierten Zwischengeschoss dokumentarischen Wert für den Typus eines städtischen Ackerbürgerhauses. Geschützt nach § 2 DSchG |    |

#### Göckelhof
Verbindungsgasse; seit 1929 offiziell benannt nach dem 1975 abgebrochenen Göckelhof im Zentrum der Gasse; von der Rosengasse nach Nordosten abzweigend, nördlich des schmalen Anschlusses zur Torgasse platzartig aufgeweitet, anschließend rechtwinkelig nach Westen umbiegend und in Niklastorstraße einmündend; auf der mittleren Ostseite einfache und einst landwirtschaftlich orientierte Anwesen des 19. Jahrhunderts mit geschlossener Baulinie, ansonsten überwiegend jüngere Ersatzbebauung; für die Erschließung des Areals zwischen Rosengasse, Niklastorstraße und Torgasse wohl noch im Mittelalter als Negativbild der Bebauung entstanden, durch zahlreiche Abbrüche um 1974 Entkernung des Quartiers und starke Verbreiterung der einst schmalen Gasse.
Vor allem mit ihrer auf der Ostseite angrenzenden und ehemals bäuerlich ausgerichteten Bebauung veranschaulicht die Gasse Göckelhof den früheren ackerbürgerlichen Charakter des Quartiers abseits der Hauptstraße am Ostrand der Altstadt.

| Bild | Bezeichnung                        | Lage                | Datierung       | Beschreibung | ID |
| ---- | ---------------------------------- | ------------------- | --------------- | --- | -- |
|      | Wohnhaus (Erhaltenswertes Gebäude) | Göckelhof 2 (Karte) | 19. Jahrhundert | Eingeschossiges verputztes Wohnhaus in Ecklage, an der westlichen Traufseite mit Eingangsvorbau, im Eckbereich durch Zwerchhaus zweigeschossig, Satteldach mit Schleppgaube, Zwerchhaus mit Walmdach, im Kern 19. Jahrhundert, Umbauten in der 1. Hälfte des 20. Jahrhunderts. Das für den abgeschiedenen Bereich um den Göckelhof typische Kleinanwesen veranschaulicht die schlichte Bauweise der einfacheren Bevölkerungsschicht im 19. Jahrhundert. Abgerissen im Jahr 2016. | BW |
|      | Wohnhaus (Erhaltenswertes Gebäude) | Göckelhof 4 (Karte) | 19. Jahrhundert | Zweigeschossiges verputztes Wohnhaus in Hanglage, im Erdgeschoss zwei Eingänge und Garage, Zwerchhaus mit jeweils seitlich angefügten Gauben, Satteldach, im Kern 19. Jahrhundert, Umbauten nach 1945. Das für den abgeschiedenen Bereich um den Göckelhof typische Anwesen verweist mit seinem einst landwirtschaftlich genutzten Erdgeschoss auf den ackerbürgerlichen Charakter der Stadt abseits der Hauptstraßen wie hier um den ehemaligen Göckelhof.                      |    |
|      | Wohnhaus (Erhaltenswertes Gebäude) | Göckelhof 6 (Karte) | 1700            | Zweigeschossiges verputztes Fachwerkhaus in Ecklage, Erdgeschoss massiv mit zwei Eingängen und Garage, Fachwerk mit zwei Vorstößen, Satteldach mit Schleppgaube, im Kern um 1700, Umbauten um 1960/1970. Das für den abgeschiedenen Bereich um den Göckelhof typische Anwesen verweist mit seinem einst landwirtschaftlich genutzten Erdgeschoss auf den ackerbürgerlichen Charakter der Stadt abseits der Hauptstraßen wie hier um den ehemaligen Göckelhof.                    |    |

#### Hirschgasse

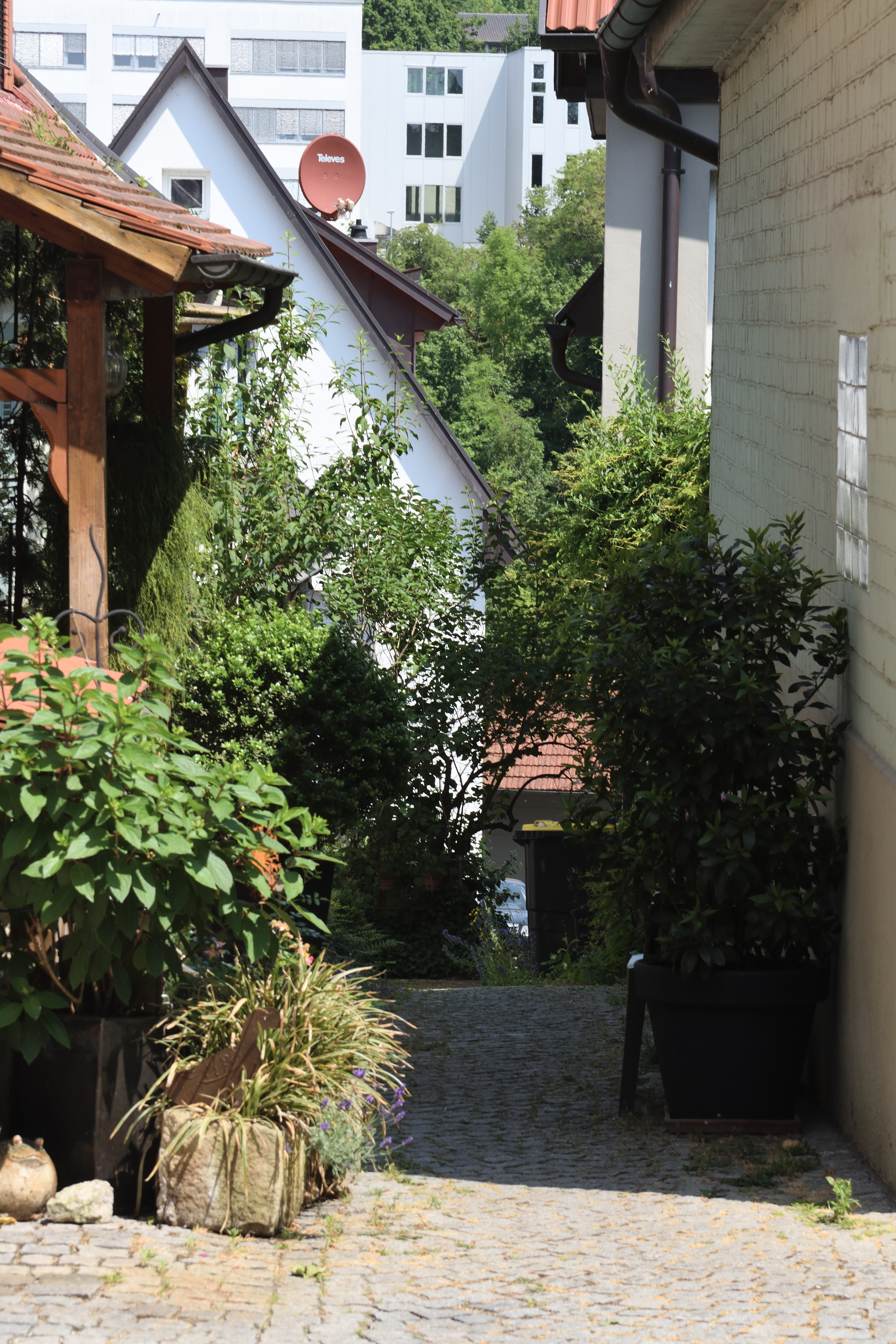
Hirschgasse

Verbindungsgasse; benannt nach dem Gasthaus Hirsch (siehe Marktstraße 46); von der Marktstraße als schmale Gasse nach Norden führend, nach einem Doppelknick bei den Rückgebäuden des Gasthauses als Staffel in die Obere Holdergasse mündend, östlich versetzt von der Oberen Holdergasse geradlinig nach Norden führend, nach einer Staffel die Mittlere Holdergasse querend und in die Untere Holdergasse einmündend; von den jeweiligen Eckanwesen der einzelnen Straßen bzw. deren rückwärtigen Gebäudeteilen geprägt, diese vielfach überformt oder aus dem 19. Jahrhundert, mit Ausnahme der Wiederaufbauhäuser Obere Holdergasse 11 und Marktstraße 46; als typische „Quersprosse“ des leiterförmigen Grundrisses zwischen den Holdergassen Teil der um 1400 erweiterten Stadtanlage, von Marktstraße zur Oberen Holdergasse erst nach 1832 durch Abbruch eines Anwesens als Staffel durchgebrochen.
Die Gasse hat als klassische fußläufige Querverbindung der im späten Mittelalter angelegten Planstadt mit leiterförmigem Grundriss dokumentarischen Wert für den Planungswillen dieser Zeit.

#### Ludwigsburger Straße
Verbindungsstraße; benannt nach seiner Zielrichtung Ludwigsburg, bis ins 18. Jahrhundert als Neckargasse bezeichnet; am westlichen Ende der Markstraße rechtwinklig und breit nach Süden abzweigend, nach der Abzweigung der Strohgasse das 1810/1811 abgetragene Neckartor querend und in die Grabenstraße einmündend; auf der Ostseite Eck- und Rückgebäude der Markt- und Strohgasse v. a. der Wiederaufbauzeit, auf der Westseite im Kern frühneuzeitliches Anwesen mit zum Wohnhaus umgebauter Scheune (siehe Ludwigsburger Straße 6, 8); im Zuge der Stadterweiterung um 1400 als westliche Aus-
fahrt der bis dahin als Sackgasse endenden Marktstraße zu den 1377 von der Stadt erworbenen Getreidemühle angelegt, Errichtung des dritten Stadttores (Neckartor), durch den Abbruch von drei Anwesen 1873 nach Osten wesentlich verbreitert.
| Bild           | Bezeichnung                        | Lage                            | Datierung       | Beschreibung | ID |
| -------------- | ---------------------------------- | ------------------------------- | --------------- | --- | -- |
|                | Wohnhaus                           | Ludwigsburger Straße 6 (Karte)  | 1608            | Zweigeschossiges verputztes Fachwerkhaus in Hanglage, Sockel und Erdgeschoss massiv, vermauertes Rundbogen-Kellertor, Vorstoß zum Obergeschoss teils mit profiliertem Steingesims, Fassadengliederung im Obergeschoss deutet auf Stube in Ecklage sowie ehemaligen Fenstererker, Satteldach mit Schleppgauben, am Kellertor 1608 bezeichnet, Obergeschoss und Dach Wiederaufbau aus der Zeit um 1700, 1986 umfassende Sanierung und Umbau für sieben Wohneinheiten und Büros; Kulturdenkmal gem. § 28 DSchG ist die auf der Westseite des Anwesens angrenzende Stadtmauer, 14. Jahrhundert. Bis 1693 war das Haus unter anderem in Besitz der aus Frankreich eingewanderten Schönfärberfamilie Ploucquet, die zu den Begründern der württembergischen Textilindustrie zählt. Das Anwesen hat mit seinen beachtlichen Bauteilen von 1608 dokumentarischen und als ehemalige Wohnstätte einer für Württemberg bedeutsamen Familie heimatgeschichtlichen Wert. Die Stadtmauer hat dokumentarischen Wert für den militärischen Ausbau der Stadt im späten Mittelalter. Geschützt nach §§ 2, 28 DSchG |    |
| Weitere Bilder | Wohnhaus (Erhaltenswertes Gebäude) | Ludwigsburger Straße 8 (Karte)  | 19. Jahrhundert | Zweigeschossiges verputztes Fachwerkhaus in Hanglage, Erdgeschoss massiv, auf der südlichen Traufseite Anbau mit Eingang und Aufgang zum Obergeschoss, Satteldach mit Zwerchhaus über dem Anbau, im Kern 19. Jahrhundert, 1993 Ausbau des Daches mit Zwerchhaus; Kulturdenkmal gem. § 28 DSchG ist die auf der Südwestseite des Anwesens angrenzende Stadtmauer, 14. Jahrhundert. Nach dem Urkatasterplan von 1832 diente das Gebäude damals noch als Scheune (wohl des Anwesens Ludwigsburger Straße 6). Das Anwesen veranschaulicht die Umnutzung ehemaliger Scheunen im 19. und 20. Jahrhundert am südwestlichen Rand der Altstadt. Die Stadtmauer hat dokumentarischen Wert für den militärischen Ausbau der Stadt im späten Mittelalter. Geschützt nach § 28 DSchG |    |
|                | Ehemaliges Torwarthaus             | Ludwigsburger Straße 10 (Karte) | 14. Jahrhundert | Reste des ehemaligen Torwarthauses des abgegangenen Neckartores, Untergeschoss mit ungewöhnlich dicken Umfassungswänden, Gewölbekeller und Stall, 18. Jahrhundert; an der Nordseite des Anwesens angrenzende Stadtmauer, 14. Jahrhundert. Das Gebäude war bis 1834 in städtischem Besitz, wurde anschließend privatisiert und hatte 1979 anstelle eines Walmdaches ein steiles Satteldach erhalten. Die im Untergeschoss vorhandenen baulichen Reste des einstigen Torhauses sowie der spitzwinklige Grundriss des Anwesens haben dokumentarischen Wert für die Entwicklung und Struktur der Stadtbefestigung. Die Stadtmauer hat dokumentarischen Wert für den militärischen Ausbau der Stadt im späten Mittelalter. Geschützt nach §§ 2, 28 DSchG |    |

#### Marktstraße

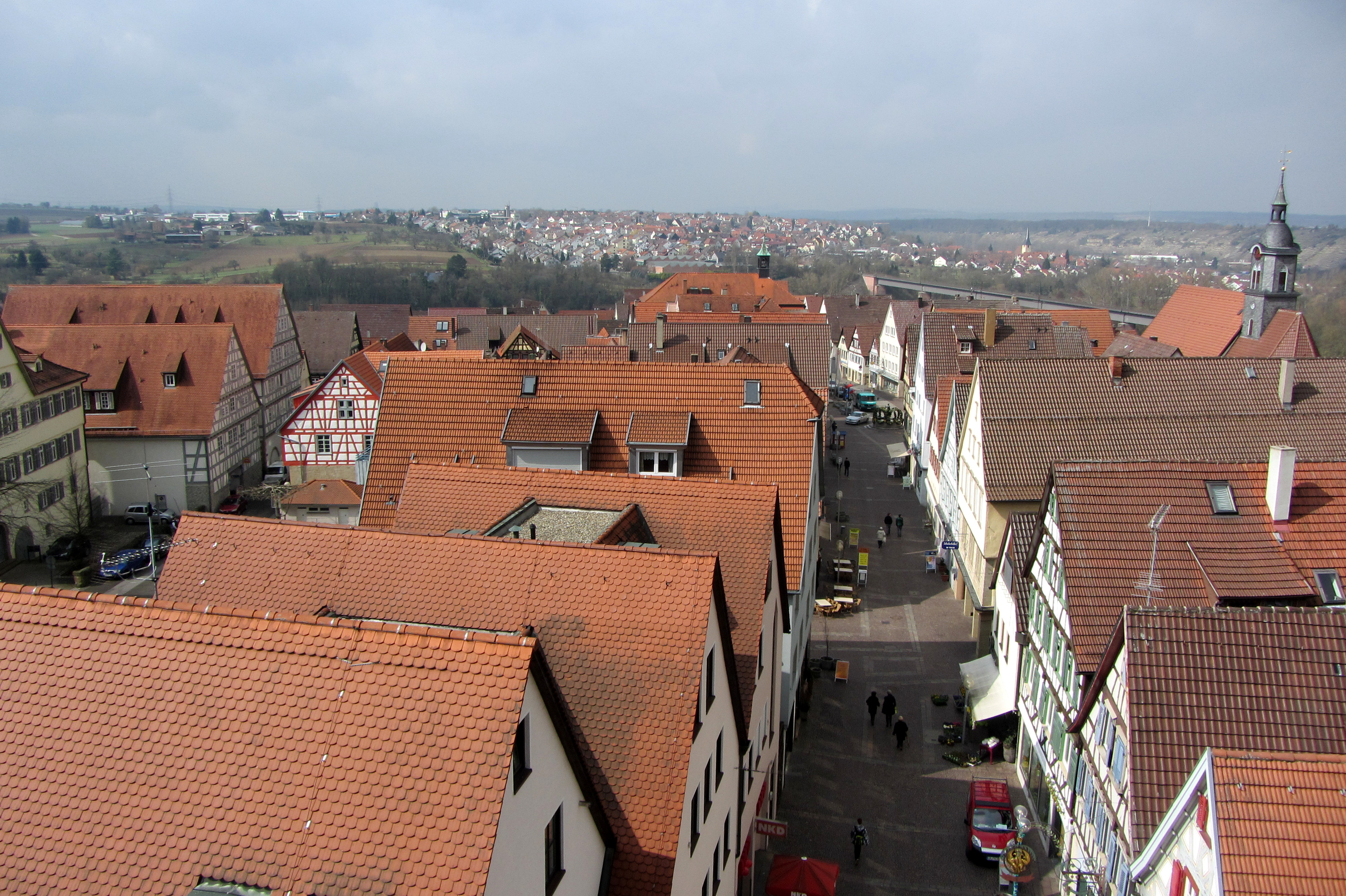
Blick auf die Marktstraße vom Oberen Tor

Hauptverbindungsstraße der Altstadt mit namensgebender Marktfunktion, östlicher Teil (obere Marktstraße) heute Fußgängerzone; vom Oberen Torturm nach Westen führend, ab Marktstraße 28 durch zurückversetzte Baulinie verbreitert, ab der Abzweigung Niklastorstraße als untere Marktstraße gleichmäßig breit verlaufend und stumpf am ehemaligen Physikatshaus endend bzw. in die Ludwigsburger Straße übergehend; zwischen Burgplatz und Oberamteigasse Neubaukomplex, ansonsten beidseitig giebelständige Anwesen, meist Wiederaufbauten der Zeit nach 1693, vielfach mit stilistischem Rückgriff auf das 17. Jahrhundert sowie älteren Kernen; Vorsprung des Rathauses als primus inter pares; als zentrale Achse des Stadtgründungsgebietes Ende des 12. Jahrhunderts angelegt, durch den Einbruch der Ludwigsburger Straße um 1400 nach Westen geöffnet, nach dem Stadtbrand 1693 Begradigung der Baulinien.
| Bild           | Bezeichnung                                                                   | Lage                                 | Datierung              | Beschreibung | ID |
| -------------- | ----------------------------------------------------------------------------- | ------------------------------------ | ---------------------- | --- | -- |
| Weitere Bilder | Reste der Stadtburg                                                           | Marktstraße (Flst.Nr. 113/1)         | 12. Jahrhundert        | Fundamente und Mauerreste der ehemaligen Stadtburg, innere und äußere Burgmauer mit Graben, Untergeschoss des Wehrturmes, Teil des Palas im Ostgiebel des Amtsgerichtes (siehe Strohgasse 3), Schlosskeller, 13. bis 16. Jahrhundert; gleichzeitig mit der Stadt im ausgehenden 12. Jahrhundert als Herrensitz angelegt und ab Mitte des 13. Jahrhunderts massiv ersetzt, ab 1392 neu errichtet, im 15./16. Jahrhundert zum Schloss ausgebaut, 1693 als seit dem 17. Jahrhundert verfallende Anlage abgebrannt, letzte Reste für den Wiederaufbau der Stadt abgetragen, seither „Föhr’scher“ Garten, im Zuge einer geplanten Neubebauung 1978/1981 archäologisch untersucht, heute als „Archäologiepark“ offener Veranstaltungsort; Kulturdenkmal gem. § 28 DSchG ist die auf der Ost- und Südseite bestehende Stadtmauer, die hier gleichzeitig als Burg- und Stadtmauer mit dem Herrensitz ab dem 13. Jahrhundert entstanden war. Die Reste der ehemaligen Stadtburg und der Stadtmauer haben hohen dokumentarischen Wert für die geschichtliche, städtebauliche und herrschaftliche Entwicklung der Stadt Marbach. Geschützt nach § 28 DSchG                                                    |    |
| Weitere Bilder | Oberes Tor (Torturm)                                                          | Marktstraße 1 (Karte)                | um 1300                | Torturm, massiv aus Bruch- und Quadersteinen mit Eckquaderung, teils verputzt, nach außen rundbogige, nach innen spitzbogige Durchfahrt, auf der Außenseite über Tor Putzfeld mit Malereien, oberstes Geschoss in Fachwerk, Walmdach mit Dachreiter (Glockenturm), um 1300 als Teil der ersten Stadtbefestigung erbaut (1290 erstmals erwähnt), ursprünglich Schalenturm (nach innen offen), den Stadtbrand von 1693 als Steintorso überstanden, 1718 wieder aufgebaut, 1736 „verblendet“, also wohl geschlossen und mit Wappen bemalt, 1881 saniert und mit Fachwerkaufsatz versehen, 1904 renoviert, 1929 seitliche Durchgänge eingerichtet, 1955 in Anlehnung an Zustand um 1900 neu bemalt, 1989 saniert und umgebaut. Die beiden anderen Tortürme (Wicklinstorturm und Neckartorturm) wurden 1794 sowie 1810/1811 abgebrochen. Als letzter der einst drei Stadttortürme hat der Obere Torturm hohen dokumentarischen Wert für die Geschichte der Stadtbefestigung seit Anlage der Stadt kurz vor 1200. Er ist zudem Zeugnis einer typischen historistischen Überarbeitung einer Stadtbefestigung und Herausbildung als Identifikationsmerkmal im 19. Jahrhundert. Geschützt nach § 28 DSchG   |    |
|                | Kriegerdenkmal                                                                | Zu Marktstraße 1                     | 1933/34                | Standbild zweier Soldaten am nordwestlichen Eck des Torturmes des Oberen Tores zum Stadtinneren, Inschriftentafel am südwestlichen Eck, nach Entwurf von Jakob Brüllmann 1933/1934 zum Andenken an die Gefallenen des Ersten Weltkriegs am Turm aufgestellt. Etwa gleichzeitig hatte man auf der Turmaußenseite den Reichsadler und das Hoheitszeichen der NSDAP aufgemalt, deren letzten Reste durch eine historisierende Neubemalung 1955 beseitigt wurden. Die Inschriftentafel war offenbar vorübergehend an der angrenzenden Stadtmauer angebracht. Das zeittypische Kriegerdenkmal hat als eine Hinterlassenschaft der frühen nationalsozialistischen Zeit dokumentarischen Wert für die damals von der Politik gelenkten stadtgestalterischen Vorstellungen. Geschützt nach § 2 DSchG |    |
| Weitere Bilder | Wendelinskapelle, jetzt Buchhandlung                                          | Marktstraße 2 (Karte)                | 1433                   | Ehemalige Kapelle, Bruchstein, Ecken und Fenster mit Quadersteinen gefasst, unverputzt, Steingesims über Sockel, Rundbogeneingang, rechteckige Maßwerkfenster, auf der Westseite spitzbogiger Eingang und Fachwerkgiebel, Satteldach mit polygonalem Abschluss über dem ehemaligen Chor, 1433 von einem reichen Bürger gestiftet, 1693 ausgebrannt und mit einfachen Bretterdach gesichert, 1743 Ausbesserung der Mauern und neues Dach, 1749 Einwölbung, damals als städtischer Lagerraum genutzt, bis 1976 auch Stadtarchiv, 1977/1978 umfassende Renovierung mit Einbau einer Empore und Umnutzung zur Buchhandlung und Galerie. Die von einem Bürger gestiftete Kapelle mit dem den Schäfern gewidmeten Wendelinspatronat hat direkt am Stadteingang gegenüber der ehemaligen Stadtburg dokumentarischen Wert für das Selbstverständnis reicher Bürger im späten Mittelalter. Als eine stilistische Besonderheit gelten die für die Gotik mit ihrer Rechteckform ungewöhnlichen Maßwerkfenster. Geschützt nach § 28 DSchG |    |
|                | Türsturz                                                                      | Marktstraße 4 (Karte)                | 1728                   | Türsturz mit Initialen und Datierung „1728“, geohrt, massiv aus Naturstein, gleichzeitig mit dem Anwesen entstanden; dieses ist erhaltenswert, dreigeschossig und verputzt, Untergeschoss massiv mit rechteckigem Kellereingang, Obergeschosse wohl konstruktives Fachwerk ohne Vorstöße, Satteldach, im Kern nach Bezeichnung von 1728, Obergeschosse und Dach 19. Jahrhundert oder Anfang 20. Jahrhundert, 1996/97 Außenrenovierung. Der Türsturz hat heimatgeschichtlichen Wert, da er auf den Erbauer des Hauses Johann Kodweiß verweist, einem Angehörigen der ortsgeschichtlich bedeutsamen Bürgermeisterfamilie Kodweiß. Das im Kern von 1728 stammende Gebäude veranschaulicht eine einfachere städtische Bauweise im 18./19. Jahrhundert im Rückbereich der Marktstraße. Geschützt nach § 2 DSchG |    |
|                | Scheune (Erhaltenswertes Gebäude)                                             | Marktstraße 4/1 (Karte)              |                        | Fachwerkscheune hinter dem Anwesen Torgasse 7, Erdgeschoss massiv aus Bruchsteinen mit rechteckigem Eingang, auf der Südseite großteils verputzt, Holztreppe zum Eingang im Obergeschoss, Satteldach, 19. Jahrhundert. Die Scheune veranschaulicht den einst ackerbürgerlichen Charakter Marbachs, der gerade durch einige Scheunen an den Rändern der Altstadt augenscheinlich wird. |    |
| Weitere Bilder | Wohn- und Geschäftshaus                                                       | Marktstraße 8 (Karte)                |                        | Zweigeschossiges Fachwerkhaus in Ecklage zur ehemaligen Kreuzgasse, Erdgeschoss massiv und verputzt, rückwärtig ehemaliger Wirtschaftsteil mit Zwischengeschoss, zur Marktstraße moderner Ladeneinbau, zum stark vorkragenden Obergeschoss zum Teil steinerne und profilierte Konsolen, Obergeschoss verputzt, Giebeldreieck mit Zierfachwerk, Satteldach mit Schleppgauben, im Kern ausgehendes 16. Jahrhundert, nach dem Stadtbrand 1693 unter Verwendung älterer Bauteile neu errichtet, 1992/1998 Sanierung und Umbau. Das Haus gehörte einst Friedrich Schillers Urgroßvater Johannes Kodweiß (1666–1745). Das Anwesen innerhalb der Reihe giebelständiger Anwesen auf der Nordseite der oberen Marktstraße hat als im Kern frühzeitliches Gebäude mit barockem Aufbau, als ehemaliges Ackerbürger- und Handwerkerhaus sowie als Stammhaus der Familie Kodweiß dokumentarischen Wert für die Haus- und Heimatgeschichte Marbachs. Geschützt nach § 2 DSchG |    |
|                | Wohn- und Geschäftshaus (Café) - Erhaltenswertes Gebäude                      | Marktstraße 9 (Karte)                |                        | Zweigeschossiges verputztes Fachwerkhaus in Ecklage zur Oberamteigasse, Erdgeschoss massiv aus Quadersteinen mit Ladeneinbau, Steingesims zum Obergeschoss mit Fachwerkerker, profilierte Schwellbalken, Satteldach mit breiter Schleppgaube, im Kern 18. Jahrhundert, Erdgeschoss 19./20. Jahrhundert, 1954 Errichtung des Stubenerkers in der heutigen Form, um 1970 Ausbau des Daches mit Abbau eines Zwerchhauses, 1987 Neugestaltung des Erdgeschosses. Das Haus an der städtebaulich markanten Ecke bei der alten Zufahrt zur Oberamtei veranschaulicht als im Kern barocker Bau mit seinen modernen Zutaten den traditionsorientierten Umgang mit historischer Bausubstanz im 20. Jahrhundert. |    |
| Weitere Bilder | Gasthof zum Adler, Wohn- und Geschäftshaus                                    | Marktstraße 10 (Karte)               | nach 1693              | Zweigeschossiges Fachwerkhaus, Erdgeschoss massiv und verkleidet mit modernem Ladeneinbau, Fachwerk mit Vorstoß zum Giebel, Ausleger mit Doppeladler, rückwärtig verputzt mit hohem Untergeschoss und moderner Außentreppe, hier ehemals Wirtschaftsteil mit Stallungen, Satteldach, nach 1693 über älterem Kern neu erbaut, Fachwerk im Obergeschoss zur Markstraße Mitte des 19. Jahrhunderts ausgetauscht sowie klassizistischer Fensterverdachungen angebracht, 1955 zum Wohn- und Geschäftshaus umgebaut, 1960 Umbauten im nördlichen Gebäudeteil, 1974 Fachwerkinstandsetzung, 1979 Doppeladler nach altem Vorbild erneuert, 1988 Erneuerung des Putzes, 1994 Neugestaltung des rückwärtigen Treppenaufganges. Das Anwesen innerhalb der Reihe giebelständiger Anwesen auf der Nordseite der oberen Marktstraße hat dokumentarischen Wert als ehemaliges Gasthaus und barocker Wiederaufbau nach dem Stadtbrand 1693. Geschützt nach § 2 DSchG |    |
| Weitere Bilder | Wohn- und Geschäftshaus                                                       | Marktstraße 12 (Karte)               | um 1700                | Dreigeschossiges Fachwerkhaus, Erdgeschoss massiv und verkleidet mit modernem Ladeneinbau, Zierfachwerk mit Vorstößen, rückwärtig durch Hanglage viergeschossig mit Anbau, Satteldach, nach dem Stadtbrand um 1700 über älterem und zurückversetztem Keller neu erbaut, 1955 Umbau des Erdgeschosses mit Treppenverlegung, damals wohl auch Rückseite neu gestaltet. Das Anwesen innerhalb der Reihe giebelständiger Anwesen auf der Nordseite der oberen Marktstraße hat dokumentarischen Wert als typischer Wiederaufbau der Zeit um 1700. Charakteristisch hierfür ist das Aufgreifen stilistischer Elemente des 17. Jahrhunderts, die beispielsweise durch die Geschossvorsprünge und Andreaskreuze in den Brüstungsfeldern sichtbar werden. Geschützt nach § 2 DSchG |    |
| Weitere Bilder | Wohn- und Geschäftshaus mit Scheune und Brennhaus                             | Marktstraße 13, Strohgasse 4 (Karte) | um 1700                | Dreigeschossiges Fachwerkhaus, Erdgeschoss massiv aus unverputzten Bruchsteinen, zur Marktstraße für Ladeneinbau geöffnet, Zierfachwerk mit Vorstößen, seitlich verputzt, Satteldach, nach dem Stadtbrand um 1700 über älterem Kern neu erbaut, 1871 Umbaumaßnahmen im Innern mit neuer Treppe, 1971/1972 Umbauten für Einbau einer Bank, 1973/1985 Fachwerkfreilegung, 1991 Fassadeninstandsetzung; dazugehörig rückwärtig anschließendes Brennhaus, Fachwerkbau mit massivem Unterbau, Satteldach, 1830 neu erbaut; zudem Fachwerkscheune mit massivem Untergeschoss (Strohgasse 4), Satteldach, 1830 neu erbaut; erhaltenswert ist ein Nebengebäude auf der Westseite des Hofes, Backsteinbau, abgewalmtes Satteldach, um 1900. Die Hofanlage hat innerhalb der Reihe giebelständiger Anwesen auf der Südseite der oberen Marktstraße dokumentarischen Wert als typisches und repräsentatives Gebäude der Wiederaufbauzeit um 1700. Mit den Ökonomiegebäuden des 19. und frühen 20. Jahrhunderts ist er ein inzwischen seltenes Zeugnis einer kompletten Hofanlage der wohlhabenden Schicht in Marbach. Geschützt nach § 2 DSchG                                                                |    |
| Weitere Bilder | Wohn- und Geschäftshaus                                                       | Marktstraße 15 (Karte)               | 1696                   | Zweigeschossiges Fachwerkhaus, Erdgeschoss massiv mit Ladeneinbau, seitlich Rundbogentor, Steingesims zum Obergeschoss, Zierfachwerk mit Vorstößen, Satteldach mit Schleppgauben, am Eckständer 1696 bezeichnet, damals nach dem Stadtbrand über älterem Kern neu errichtet, Keller und Teile des Erdgeschosses sowie Portal um 1600, 1962 Umbau mit Versetzung des Rundbogentores, 1975 Instandsetzung der Fachwerkfassade, 1990/91 Ausbau des Dachgeschosses; erhaltenswert ist die dazugehörige Doppelscheune (Strohgasse 6, 6/1), massiv aus Bruchsteinen, teils verputzt, Satteldach, im Kern Mitte 17. Jahrhundert, einst 1644 bezeichnet, 1999 Nummer 6 zum Wohnhaus umgebaut, moderne Durchfahrt und Schleppgauben. Das von einem Handelsmann erbaute Fachwerkhaus hat innerhalb der Reihe giebelständiger Anwesen auf der Südseite der oberen Marktstraße dokumentarischen Wert als typisches und sehr repräsentatives Gebäude aus der Zeit des Wiederaufbaus um 1700. Die Doppelscheune veranschaulicht den Bedarf großer Nebengebäude auch für im Handel tätige Bürger. Eine in Marbach inzwischen selten gewordene komplette Hofanlage ist damit überliefert. Geschützt nach § 2 DSchG |    |
| Weitere Bilder | Gasthof zum Wilden Mann, Gasthof Rose, Gasthaus Post, Wohn- und Geschäftshaus | Marktstraße 16 (Karte)               | um 1700                | Dreigeschossiges verputztes Fachwerkhaus in Ecklage, Erdgeschoss massiv, Giebelseite zum Marktplatz einschließlich erstem Obergeschoss unverputzt aus Bruch- und Quadersteinen, teils mit Doppelfenstern, im rückwärtigen Abschnitt Steingesims zum ersten Obergeschoss, Vorstoß zum zweiten Obergeschoss, dort ehemaliger Tanzsaal, Fenster teils mit Verdachungen, rückwärtig kleiner Anbau, Satteldach, um 1700 wohl unter Verwendung älterer Bauteile als Gasthaus neu errichtet, um 1840 Umbau zum Gasthof Post (Fensterverdachungen), 1956 Umbau des Erdgeschosses, 1977 Umbau zum Supermarkt, 1986 Instandsetzung des Giebels und Freilegung des Sockels (rückwärtig). Das Anwesen ist der bisher älteste nachgewiesene Gasthof in Marbach (1584 Wilder Mann, 1700 Rose, 1865 Gasthaus Post). Das Gebäude innerhalb der Reihe giebelständiger Anwesen auf der Nordseite der oberen Marktstraße hat dokumentarischen Wert als ehemaliger Gasthof mit einstigem Tanzsaal und großem gasthaustypischen Gewölbekeller sowie als typischer Wiederaufbau mit an die Renaissance anknüpfenden Elementen. Geschützt nach § 2 DSchG                                                                  |    |
|                | Wohn- und Geschäftshaus (Erhaltenswertes Gebäude)                             | Marktstraße 17 (Karte)               | um 1700                | Dreigeschossiges verputztes Fachwerkhaus, rückwärtig zweigeschossig, Erdgeschoss massiv mit Ladeneinbau, Vorstöße zu den Obergeschossen und zum Giebel, in der Giebelspitze Rundfenster, Satteldach, rückwärtiger steiler, um 1700 nach dem Stadtbrand neu errichtet, 1930 vorderer Hausteil aufgestockt, Ladeneinbau modern. 1832 wohnte in dem Anwesen der Oberamtschirurg Wilhelm Friedrich Glaßer. Das schmale Anwesen steht innerhalb der Reihe giebelständiger Häuser auf der Südseite der oberen Marktstraße. Es ist ein typisches Beispiel aus der Wiederaufbauphase der Stadt nach dem Stadtbrand von 1693 mit Veränderungen des 20. Jahrhunderts. |    |
| Weitere Bilder | Wohn- und Geschäftshaus                                                       | Marktstraße 18 (Karte)               | nach 1700              | Zweigeschossiges Fachwerkhaus in Ecklage, Erdgeschoss massiv mit Ladeneinbau, Zierfachwerk ohne Vorstöße mit Andreaskreuzen in den Brüstungsfeldern, Satteldach, nach 1700 über älterem Gewölbekeller neu erbaut, nach 1927 Einbau von Schaufenstern, 1937 Fachwerkfreilegung, 1978/1979 Umbau des Ladens im Erdgeschoss, 1986 Dachausbau, 1992/1993 Instandsetzungen an der Fassade (Nordgiebel). Das seit Anfang des 18. Jahrhunderts von Handwerkern bewohnte Gebäude diente zwischen 1877 und 1927 auch als Gasthaus Stuttgarter Hof. Das im Kern barocke und stilistisch nicht mehr dem für Marbach typischen Wiederaufbau zugehörige Anwesen hat innerhalb der Reihe giebelständiger Anwesen auf der Nordseite der oberen Marktstraße dokumentarischen Wert als ehemaliges Handwerkerhaus und als ehemaliger Gasthof. Geschützt nach § 2 DSchG |    |
|                | Fenstersturz, Gasthof Schillerhof (erhaltenswert)                             | Marktstraße 19 (Karte)               | spätes 18. Jahrhundert | Tür- oder Fenstersturz mit Cherub (geflügeltes Fabelwesen), spätes 18. Jahrhundert, Spolie unbekannter Herkunft am Rückgebäude; erhaltenswert ist der dazugehörige Gasthof Schillerhof, dreigeschossiges verputztes Gasthaus in Ecklage, Gesimse mit Verzierungen zu den Obergeschossen und an der Traufe, zwei polygonale Erker am zweiten Obergeschoss, Mansarddach mit Zwerchhaus, 1908 unter Vereinigung zweier einst giebelständiger Häuser und Aufstockung weitgehend neu errichtet, 1954 Umbauten im Erdgeschoss, 1957 neue Fensterordnung, 1959 Umbau und Erweiterung des Rückgebäudes, 1960 Einbau von Fremdenzimmern im ehemaligen Saal, 1983 Umbau der Metzgerei, 1991 Ausbau des zweiten Dachgeschosses. Der Fenstersturz mit dem als Hochrelief in barocken Formen ausgeprägtem Cherub hat dokumentarischen Wert als Zeugnis der volkstümlichen Bildhauerei. Der Schillerhof veranschaulicht als typischer, vom Heimatstil geprägter Bau der vorletzten Jahrhundertwende den um 1900 stark angewachsenen Fremdenverkehr nicht zuletzt durch die Verehrung Schillers. Geschützt nach § 2 DSchG                                                                                         |    |
| Weitere Bilder | Wohn- und Geschäftshaus                                                       | Marktstraße 20 (Karte)               | um 1700                | Zweigeschossiges verputztes Fachwerkhaus, Erdgeschoss massiv aus Bruchsteinen (Traufseite) und Quadersteinen (Giebelseite) mit Ladeneinbau, im Innern Laden mit historischer Ausstattung und Schablonenmalerei, Fachwerk ohne Vorstöße, Satteldach, nach dem Stadtbrand um 1700 von einem Handelsmann neu errichtet, 1893 von einem Tuchhändler aufgekauft und umgebaut, dabei Laden aufwendig neu gestaltet, 1987 Sanierung mit Freilegung des historischen Ladeneinbaues; erhaltenswert ist die rückwärtige Scheune, massiver Bruchsteinsockel, Fachwerkkonstruktion, Satteldach mit Schleppgauben, im Kern 18/19. Jahrhundert, 1996 zu Wohnzwecken umgebaut. Das im Kern barocke und stilistisch nicht mehr dem für Marbach typischen Wiederaufbau zugehörige Anwesen hat innerhalb der Reihe giebelständiger Anwesen auf der Nordseite der oberen Marktstraße mit seiner für das ausgehende 19. Jahrhundert typischen und sehr hochwertigen Ladenausstattung dokumentarischen Wert für die bauliche und gewerbliche Entwicklung der Stadt. Geschützt nach § 2 DSchG |    |
| Weitere Bilder | Gasthof zum Bären                                                             | Marktstraße 21 (Karte)               | 1894                   | Dreigeschossiges verputztes Gasthaus in Ecklage, Erdgeschoss massiv mit Putzgliederung zu Marktstraße, zur Bärengasse spätbarockes Portal, teils Gesimse und Vorstöße zu den Obergeschossen, Fenster im ersten Obergeschoss zur Marktstraße durch Putzornamentik zusammengefasst, dahinter Saal, mit vergoldetem Bären als Gasthauszeichen, Mansarddach, rückwärtig Satteldach, 1894 durch Zusammenfassung zweier zuvor giebelständiger Anwesen weitgehend neu errichtet, Doppelkeller und massives Erdgeschoss auf der Südseite mit Konsolen von 1693, seitliches Portal 1801 bezeichnet, 1925 Abtragung des 4. Geschosses, Aufbau des Mansarddaches und expressionistische Fassaden- und Innenraumgestaltung, 1995 Umbauten im Innern, 1999 Um- und Ausbau des Dachgeschosses. Mit seiner Lage direkt neben dem Rathaus hat das im Wesentlichen von 1894 stammende und in seiner heutigen Erscheinung auf die Umbauten von 1925 zurückgehende Gasthaus dokumentarischen Wert auch für die prosperierende Entwicklung des Fremdenverkehrs in der Schillerstadt Marbach. Geschützt nach § 2 DSchG                                                                                                  |    |
| Weitere Bilder | Portal                                                                        | Marktstraße 22 (Karte)               | 18. Jahrhundert        | Portal mit Löwendarstellung im Sprenggiebel, Portalgewände aus stark gefassten Quadern, lorbeerumkränztes Schriftfeld am Schlussstein, im gesprengten Giebel sitzender Löwe mit offenem Maul, mit der rechten Vorderpranke in einen Mörser greifend, Portal 18. Jahrhundert, Löwe entsprechend seiner Formensprache wohl nach 1900 in neoklassizistischem Stil erneuert, 1983 Instandsetzungsarbeiten. Das dazugehörige Anwesen ist seit 1628 als Apotheke nachweisbar. Beim heutigen Anwesen handelt es sich offensichtlich um einen Ersatzbau. Das aufwändig gestaltete Portal hat als Hinweis auf die historische Apotheke dokumentarischen Wert für die Geschichte des Apothekerwesen sowie für die Steinmetzkunst in Marbach. Geschützt nach § 2 DSchG |    |
| Weitere Bilder | Rathaus                                                                       | Marktstraße 23 (Karte)               | 1760–1763              | Dreigeschossiges verputztes Rathaus, freistehend, im Erdgeschoss in dem in die Marktstraße vorkragenden Teil mit Arkaden, im Innern kräftige Holzstützen mit allseitigen Kopfbügen, horizontale Fassadengliederung durch Stockwerks- und Traufgesimse, vertikale Gliederung durch Putzornamentik zur Betonung der Fensterzonen und Brüstungsfelder, Mansardwalmdach mit Glockentürmchen, 1760–1763 über den Resten eines Vorgängers nach Plänen des Marbacher Werkmeisters Jacob Maurer erbaut, 1934 Renovierung, Umbau und Einbau der Arkaden, 1959/1960 Erneuerungsarbeiten, 1983/1986 umfassend renoviert, 1991 Umbau und Sanierung, 2008 Fassadensanierung. Da das Rathaus aus finanziellen Gründen erst 70 Jahre nach dem Stadtbrand wieder errichtet wurde, hatte man zwischenzeitlich ein Behelfsrathaus errichtet (siehe Rathausgasse 3). Das bewusst in den Straßenraum vorgerückte Rathaus, in der Marktstraße ein primus inter pares, hat mit seinem spätbarocken Äußeren und der prägenden Überformung von 1934 dokumentarischen Wert für die administrative Geschichte der Stadt Marbach und ist zentraler Punkt des Stadtbildes. Geschützt nach § 2 DSchG                            |    |
| Weitere Bilder | Wohn- und Geschäftshaus                                                       | Marktstraße 24 (Karte)               | 1717                   | Dreigeschossiges Fachwerkhaus in Ecklage zum ehemaligen Kirchgäßle, Erdgeschoss massiv mit Ladeneinbau, zum Kirchgäßle Eingangsportal mit Medaillon am Sturz und Wappen in der gesprengten Segmentbogenverdachung sowie vermauerter Segmentbogen-Kellereingang, im Innern ehemalige Halle, Stuckdecke in der Stube, Zierfachwerk mit Vorstößen, in den Brüstungsfeldern teils Andreaskreuze, Satteldach, nach der Bezeichnung am Portal 1717 vom Sohn des einst reichsten Marbacher Handelsmann erbaut, 1979 Fachwerkfreilegung und Fassadeninstandsetzung, 1990 Erneuerung der Schaufenster. Das Anwesen steht im baulichen Verbund mit Marktstraße 26 und wies seit mindestens 1807 einen „Kaufladen“ auf. Das noch als typischer Wiederaufbau einzustufende Anwesen schließt die nach dem Brand 1693 regulierte nördliche Bauzeile der Oberen Marktstraße nach Westen ab und hat mit seinem kunsthistorisch wertvollen Portal dokumentarischen Wert für die gehobene Bauweise der reichen Handelsschicht in Marbach. Geschützt nach § 2 DSchG |    |
| Weitere Bilder | Wohn- und Geschäftshaus mit Kelleranlage                                      | Marktstraße 25 (Karte)               |                        | Dreigeschossiges Fachwerkhaus in Ecklage, darunter Kelleranlage, die sich bis unter Marktstraße 31 erstreckt, Erdgeschoss massiv aus Bruchsteinen mit Eckquaderung, Ladeneinbau, Steingesims zum Obergeschoss, Zierfachwerk ohne Vorstöße mit V- und K-Streben, Traufseiten verputzt, Satteldach mit Schleppgauben, Erdgeschoss aus der Zeit vor dem Brand von 1693, 1713 die Kelleranlage zur „U-Form“ erweitert, Obergeschosse und Dach 1757 neu errichtet, 1978 Einbau des Ladens, 1980 Erneuerungsarbeiten, 1991 Ausbau des Kellers zu Veranstaltungsräumen. Im 18. Jahrhundert gehörte das Anwesen zeitweise dem Stadt- und Amtsschreiber Christoph Friedrich Hartmann. Heute sind hier Teile der Stadtverwaltung untergebracht. Mit seiner Lage direkt neben dem Rathaus hat das im Kern frühneuzeitliche und ansonsten typisch barocke Anwesen dokumentarischen Wert für die anspruchsvolle Bauweise der gehobenen Schicht in den beiden stadtbildprägenden Bauphasen. Die Kelleranlage dokumentiert mit ihrer Ausdehnung unter vier Anwesen den einst großen Umfang des Besitzes. Geschützt nach § 2 DSchG                                                                                 |    |
| Weitere Bilder | Scheune (Erhaltenswertes Gebäude)                                             | Marktstraße 26/1 (Karte)             |                        | Scheune, Fachwerk unverputzt, verkleinerte Einfahrt mit vorgeblendetem Eingangstor in Holz, Satteldach, 18./19. Jahrhundert, 1993 Instandsetzungsmaßnahmen. Die Scheune gehört offenbar zu dem zum Kirchgäßle ausgerichteten Anwesen Marktstraße 26. Als einst wohl zur Lagerung von Gütern bestimmte Zweckgebäude des im Besitz von Handelsleuten befindlichen Hauptanwesens vermittelt die noch nicht ausgebaute Scheune den einst ackerbürgerlichen Charakter der Stadt abseits der Hauptstraßen. |    |
|                | Kelleranlage                                                                  | Marktstraße 27 (Karte)               | 1713                   | Ausgedehnte, „U-förmige“ Kelleranlage unter den Anwesen Markstraße 25, 27, 29 und 31, ausgehend vom frühneuzeitlichen Keller unter dem Anwesen Markstraße 25 im Jahr 1713 zur späteren Größe erweitert; erhaltenswert ist das darüber befindliche zweigeschossige verputzte Fachwerkhaus, Erdgeschoss massiv mit Ladeneinbau, Satteldach, 18./19. Jahrhundert, 1990 Sanierung der Nordfassade. Die Kelleranlage dokumentiert mit ihrer Ausdehnung unter vier Anwesen den einst großen Umfang des Besitzes Marktstraße 25. Das Wohnhaus veranschaulicht die Bauweise der einfacheren Schicht in ungewöhnlich prominenter Lage an der Unteren Marktstraße. Geschützt nach § 2 DSchG | BW |
|                | Kelleranlage                                                                  | Marktstraße 29 (Karte)               | 1713                   | Ausgedehnte, „U-förmige“ Kelleranlage unter den Anwesen Markstraße 25, 27, 29 und 31, ausgehend vom frühneuzeitlichen Keller unter dem Anwesen Markstraße 25 1713 zur späteren Größe erweitert; erhaltenswert ist das darüber befindliche zweigeschossige verputzte Fachwerkhaus, Erdgeschoss massiv, Eingang mit Oberlicht, Fachwerk mit Vorstößen, Satteldach mit Schleppgauben, 18./19. Jahrhundert. Die Kelleranlage dokumentiert mit ihrer Ausdehnung unter vier Anwesen den einst großen Umfang des Besitzes Marktstraße 25. Das Wohnhaus veranschaulicht die Bauweise der einfacheren Schicht in ungewöhnlich prominenter Lage an der Unteren Marktstraße. Geschützt nach § 2 DSchG | BW |
|                | Wohn- und Geschäftshaus (Erhaltenswertes Gebäude)                             | Marktstraße 30 (Karte)               | nach 1693              | Dreigeschossiges verputztes Fachwerkhaus, Erdgeschoss massiv mit Ladeneinbau, Fachwerk mit Vorstößen, Satteldach, 18. Jahrhundert. Wie das benachbarte Anwesen Marktstraße 28 wurde auch dieses Haus nach dem Stadtbrand von 1693 zur Vergrößerung des Marktplatzes deutlich zurückversetzt wieder aufgebaut. Teilweise reichen die älteren Kelleranlagen bis in den Straßenraum hinein. Das Wohnhaus veranschaulicht die Bauweise der einfacheren Schicht in ungewöhnlich prominenter Lage am Marktplatz sowie die Plankorrekturen nach dem Stadtbrand von 1693. |    |
|                | Kelleranlage                                                                  | Marktstraße 31 (Karte)               |                        | Ausgedehnte, „U-förmige“ Kelleranlage unter den Anwesen Markstraße 25, 27, 29 und 31, ausgehend vom frühneuzeitlichen Keller unter dem Anwesen Markstraße 25 im Jahr 1713 zur späteren Größe erweitert; erhaltenswert ist das darüber befindliche zweigeschossige verputzte Fachwerkhaus, Erdgeschoss massiv mit Ladeneinbau, Fachwerk mit Vorstößen, Satteldach im Kern 18./19. Jahrhundert, im 20. Jahrhundert überformt. Die Kelleranlage dokumentiert mit ihrer Ausdehnung unter vier Anwesen den einst großen Umfang des Besitzes Marktstraße 25. Das Wohnhaus veranschaulicht die Bauweise der einfacheren Schicht in ungewöhnlich prominenter Lage an der Unteren Marktstraße. Geschützt nach § 2 DSchG | BW |
| Weitere Bilder | Bäckerei, Gasthaus Schillereck, Wohn- und Geschäftshaus (Stadtverwaltung)     | Marktstraße 32 (Karte)               | 1579, 1732             | Dreigeschossiges Fachwerkhaus in Ecklage zur Niklastorstraße, Erdgeschoss massiv, zur Marktstraße Quadersteine mit Ladeneinbau, ansonsten teilverputztes Bruchsteinmauerwerk, rückwärtig mit abgeschrägter Eckquaderung und Rundbogen-Kellertor, dort Zwischengeschoss, zum Obergeschoss teils Steingesims sowie Konsole an der Nordwestecke, Zierfachwerk mit Vorstößen an den Giebelseiten, Satteldach mit Schleppgauben, am Konsolstein 1579 und am Türsturz 1833 bezeichnet, 1732 auf den Resten des Vorgängers aus dem 16. Jahrhundert erbaut, 1833 Umbau, 1986 Umbau, Modernisierung und Fachwerkfreilegung, Umnutzung für die Stadtverwaltung, 1991/1992 Erneuerung des Kellertores und von Fenstern. 1986 hatte man auf der Kellerdecke einen Münzschatz von 1340/1385 entdeckt, der auf einen mittelalterlichen Kern deutet. Das im Kern spätmittelalterliche und mit dem ehemaligen Zwischengeschoss typisch ackerbürgerliche Haus diente auch als Gasthaus und hat dokumentarischen Wert als Beispiel für die anspruchsvolle Bauweise der reicheren Schicht in prominenter Lage. Es ist zudem Zeugnis der Plankorrekturen nach 1693. Geschützt nach § 2 DSchG                           |    |
| Weitere Bilder | Stadtschreiberei, Wohn- und Geschäftshaus                                     | Marktstraße 34 (Karte)               | 1697/98                | Dreigeschossiges verputztes Fachwerkhaus in Ecklage zur Niklastorstraße, Erdgeschoss massiv mit Ladeneinbau, Vorsprünge bzw. Gesimse zu den Obergeschossen, vor allem im ersten Obergeschoss klassizistische Fassadengestaltung, Satteldach, 1697/1698 über älteren Resten als Stadtschreiberei wieder aufgebaut, 1830 privatisiert, 1884 von einem Kaufmann klassizistisch umgebaut und mit Laden im Erdgeschoss ausgestattet, um 1960/1970 Umbau der Ladenzone, 2001 von der Stadt erworben. Das Haus diente nach dem Stadtbrand wohl auch als Behelfsrathaus und steht im baulichen Verbund mit Marktstraße 36. Mit den Geschoßvorsprüngen verweist das Anwesen auf seinen Ursprung als Gebäude des Wiederaufbaus nach dem Stadtbrand. Ansonsten prägt eine klassizistische Formensprache das Anwesen, das an der bedeutsamen Ecke zur Niklastorstraße schräg gegenüber dem Rathaus mit seiner ehemaligen Funktion als Stadtschreiberei dokumentarischen Wert für die Geschichte der Stadt und ihrer Verwaltung hat. Geschützt nach § 2 DSchG |    |
|                | Wohn- und Geschäftshaus (Erhaltenswertes Gebäude)                             | Marktstraße 36 (Karte)               | um 1700                | Dreigeschossiges verputztes Fachwerkhaus in Ecklage zur Sonnengasse, rückwärtig zweigeschossig, Erdgeschoss massiv mit Ladeneinbau zur Marktstraße, Vorsprünge zu den Obergeschossen, auch an der Traufseite zur Sonnengasse, Traufe zur Marktstraße mit historistischen Holzkonsolen, Satteldach, im Kern Wiederaufbau der Zeit um 1700, 1902 vorderer Hausteil aufgestockt und Firstlinie gedreht, Ladenzone um 1950/1960 umgestaltet. Da das Anwesen lange Zeit auch als Wohnhaus des Stadtschreibers diente, dürfte es schon frühzeitig im baulichen Verbund mit Marktstraße 34 gestanden haben. Auch beim Umbau im Jahr 1902 befanden sich beide Anwesen in der Hand des Kaufmanns Jakob Staengle. Das 1902 in seiner Erscheinung zur Marktstraße grundlegend umgestaltete Anwesen mit Kern aus der Wiederaufbauzeit veranschaulicht die Überformung der barocken Substanz durch wohlhabende Geschäftsleute um 1900. |    |
| Weitere Bilder | Wohnhaus                                                                      | Marktstraße 39 (Karte)               | 1711                   | Zweigeschossiges verputztes Fachwerkhaus, Erdgeschoss massiv mit barocken Fenstergewänden und Portal mit Kartusche und Hauszeichen, konstruktives Fachwerk mit Vorstoß zum Giebel, Satteldach mit Gauben, nach Bezeichnung am Portal 1711 auf den massiven Resten des Kellers und des Sockels neu erbaut, 1835 nach Brand unter Verwendung des Erdgeschosses in heutiger Gestalt errichtet, 1994 Ausbau und Neueindeckung des Daches. Von dem Brand im Jahr 1835 waren vor allem die Nachbaranwesen Markstraße 35 und 37 betroffen, die anschließend als traufständige Gebäude wieder aufgebaut wurden und daher die ansonsten giebelständige Reihung der Marktstraße unterbrechen. Das Anwesen innerhalb der Reihe giebelständiger Anwesen auf der Südseite der unteren Marktstraße hat mit seinen typologisch und künstlerisch beachtlichen Baudetails von 1711 dokumentarischen Wert für die Bauweise der mittleren Schicht. Geschützt nach § 2 DSchG |    |
| Weitere Bilder | Wohn- und Geschäftshaus                                                       | Marktstraße 40 (Karte)               | 1724                   | Zweigeschossiges Fachwerkhaus in Ecklage zu kleiner Gasse, Erdgeschoss massiv, an der Giebelseite aus Quadersteinen mit Ecklisenen und Ladeneinbau, traufseitig verputzt mit barockem Portal, Hauszeichen und Kellereingang, zum Obergeschoss stark vorspringend, Fachwerk an der Traufseite verputzt, Satteldach, nach Bezeichnung am Portal 1724 unter Verwendung der Reste eines kleineren Vorgängers neu erbaut, Ende des 19. Jahrhunderts Ladeneinbau mit zwei Gusssäulen, 1988 Instandsetzung der Fassade, 1992 Erneuerung der Fenster, 2003 Umbau und Sanierung. Die Position der drei unterschiedlich alten Keller verdeutlicht die stadtplanerischen Festlegungen nach dem Brand von 1693 zur Begradigung der Marktstraße. Das Anwesen innerhalb der Reihe giebelständiger Anwesen auf der Nordseite der unteren Marktstraße hat als im Kern barockes Gebäude mit seinen auf drei unterschiedliche Berufe verweisenden Handwerkszeichen dokumentarischen Wert als Beispiel eines kleineren Handwerkerhauses. Es ist zudem Zeugnis der Entwicklung der Marktstraße zur Geschäftsstraße im 19. Jahrhundert. Geschützt nach § 2 DSchG                                                        |    |
| Weitere Bilder | Wohn- und Geschäftshaus                                                       | Marktstraße 42 (Karte)               | Anfang 18. Jahrhundert | Zweigeschossiges Fachwerkhaus in Ecklage zu kleiner Gasse, Erdgeschoss massiv aus unverputzten Bruch- und Quadersteinen, zur Marktstraße mit aufgeputzter Quaderung, rückwärtiger getreppter Konsolstein, Obergeschoss verputzt, Vorstoß zum Giebel, dort Zierfachwerk mit Feuerböcken in den Brüstungsfeldern und weiterer Vorstoß, Satteldach mit breiter Schleppgaube, Anfang des 18. Jahrhunderts auf den mittelalterlichen Resten eines Vorgängers erbaut (Teile des Erdgeschosses mit Konsolstein), 1895 Umbauarbeiten, 1990/1991 Sanierung und Fachwerkfreilegung. Die weit zurückliegende Position des Kellers verdeutlicht die stadtplanerischen Festlegungen nach dem Brand von 1693 zur Begradigung der Marktstraße. Das Anwesen innerhalb der Reihe giebelständiger Anwesen auf der Nordseite der unteren Marktstraße hat mit seinen beachtlichen Bauteilen des Mittelalters und als im Kern typischer Wiederaufbau dokumentarischen Wert als Beispiel für die Bauweise der einfacheren Bevölkerungsschicht in Marbach. Geschützt nach § 2 DSchG |    |
| Weitere Bilder | Gasthaus                                                                      | Marktstraße 43 (Karte)               | Anfang 18. Jahrhundert | Zweigeschossiges Fachwerkhaus, Erdgeschoss massiv aus Bruchsteinen mit Eckquaderung, zur Marktstraße verputzt mit geohrtem Portal und Handwerkszeichen der Küfer, Vorstoß zum Obergeschoss, Zierfachwerk mit Vorstößen und Feuerbock in der Giebelspitze, im rückwärtigen Gebäudeteil verputzt, Satteldach, im Keilstein des Portals 1820 bezeichnet, Anfang des 18. Jahrhunderts auf den massiven Resten eines Vorgängers erbaut, Umbau zu Beginn des 19. Jahrhunderts., seit Mitte des 19. Jahrhunderts Gasthaus, 1986 Fassadeninstandsetzung mit teilweiser Fachwerkfreilegung, 1989 Erneuerung der Fenster sowie Anbringung von Klappläden. Das Haus wurde im 18. und bis Mitte des 19. Jahrhunderts hauptsächlich von Küfern bewohnt. Das Anwesen innerhalb der Reihe giebelständiger Anwesen auf der Südseite der unteren Marktstraße hat dokumentarischen Wert als typischer Wiederaufbau des frühen 18. Jahrhunderts sowie als traditionsreiches Gasthaus. Geschützt nach § 2 DSchG |    |
|                | Gasthof zum Hirsch, Wohn- und Geschäftshaus                                   | Marktstraße 46 (Karte)               | nach 1700              | Zweigeschossiges verputztes Fachwerkhaus in Ecklage, Erdgeschoss massiv mit geohrtem Portal und Steinkonsolen, Fachwerk mit Vorstößen und K-Streben im Giebeldreieck, teils noch originale Ausfachung mit Bruchsteinen, Satteldach mit Schleppgauben, nach 1700 auf älteren Resten eines Vorgängers erbaut, 1989/1991 Neuanstrich der Fassade, Erneuerung der Fenster und Klappläden; dazugehörige ein rückwärtiger Anbau, zweigeschossig und verputzt mit hohem Untergeschoss, Satteldach, 1828 als Wohnhaus neu errichtet; erhaltenswert sind die Hofmauer sowie die dazugehörige Scheune hinter Marktstraße 48, massiver Unterbau aus Quadersteinen, nachträglich verkleinerte Durchfahrt und vermauertes Portal, Oberbau in Fachwerk, zum Wohnhaus abgewalmtes Satteldach, 18./19. Jahrhundert. Das Anwesen innerhalb der Reihe giebelständiger Häuser auf der Nordseite der unteren Marktstraße hat dokumentarischen Wert als historisches Gasthaus mit frühneuzeitlichem Kern. Die nachträglich dazu gekommene Scheune verdeutlicht die expansive Entwicklung des einst bedeutsamen Gasthofes. Geschützt nach § 2 DSchG                                                                      |    |
| Weitere Bilder | Wohnhaus                                                                      | Marktstraße 47 (Karte)               | um 1700                | Dreigeschossiges Fachwerkhaus, Erdgeschoss massiv aus Bruchsteinen mit Eckquaderung, Rundbogen-Kellertor und rundbogigem Portal mit Wappenstein und Ochsenaugenfenster, zum Obergeschoss Konsolsteine, Zierfachwerk mit Vorstößen auch an den Traufseiten, dort jeweils verputzt, im Giebel mit Andreaskreuzen und geschwungenen Streben, Satteldach, 1694 am Portal und 1674 am nordöstlichen Eckständer bezeichnet, um 1700 und endgültig bis 1732 unter Verwendung älterer Bauteile (Kellerabgang, Konsolsteine, Eckständer) neu errichtet, 1979 Fachwerkfreilegung und Außensanierung, 1988 Erneuerungen im Innern und Neueindeckung des Daches. Das Anwesen innerhalb der Reihe giebelständiger Anwesen auf der Südseite der unteren Marktstraße hat mit seinen Bauteilen aus der Zeit vor dem Stadtbrand, seinem für Ackerbürgerhäuser typischen Zwischengeschoss und als einer der ältesten barocken Wiederaufbauten mit aufwendigem Zierfachwerk dokumentarischen Wert für die Bauweise der reicheren Ackerbürgerschicht. Geschützt nach § 2 DSchG |    |
|                | Wohn- und Geschäftshaus                                                       | Marktstraße 50 (Karte)               | nach 1700              | Dreigeschossiges verputztes Fachwerkhaus, hohes Sockelgeschoss und Erdgeschoss zur Marktstraße massiv, dort unverputzt mit modern in Naturstein verkleidetem Ladeneinbau, auf der Giebelseite Vorsprünge zum zweiten Obergeschoss und zum Giebel, Satteldach, nach 1700 über den Resten eines Vorgängers neu erbaut, 1830, 1842 und 1898 Umbauten, Neuverputz wohl um 1960/1970, 1990 Anbringung von Klappläden. Im 18. und 19. Jahrhundert war das Haus vornehmlich im Besitz von Handwerkern und wies im Erdgeschoss eine Werkstatt auf. Das Anwesen innerhalb der Reihe giebelständiger Häuser auf der Nordseite der unteren Marktstraße hat mit seiner im Kern barocken Substanz und den leichten Geschoßvorstößen dokumentarischen Wert als typischer Wiederaufbau der Zeit nach dem Stadtbrand von 1693. Geschützt nach § 2 DSchG |    |
| Weitere Bilder | Wohnhaus                                                                      | Marktstraße 51 (Karte)               | um 1700                | Zweigeschossiges Fachwerkhaus in Ecklage zur Ludwigsburger Straße, hohes Sockelgeschoss und Erdgeschoss abgesehen von den beiden südlichsten Fensterachsen massiv aus Bruchsteinen mit Eckquaderung, an der Giebelseite korbbogiges und an der Traufseite rundbogiges Kellertor, Zierfachwerk mit Vorstößen zum Obergeschoss und zum Giebel, rückwärtiger Bereich der östlichen Traufseite verputzt, Satteldach mit Schleppgauben, am Scheitel des Rundbogen-Kellertores 1605 bezeichnet, um 1700 auf älteren Resten neu errichtet, um 1800 um zwei Fensterachsen nach Süden verlängert, 1984/86 Renovierung der Bruchsteinmauerwerkes, Maßnahmen an der Fassade. Erst durch den Abriss einiger westlich angrenzenden Gebäudegruppe im Jahr 1873 wurde das Anwesen zum Eckhaus. Mit dem Anwesen schließt die Reihe giebelständiger Häuser auf der Südseite der unteren Marktstraße nach Westen ab. Das Gebäude hat mit seinen für den Wiederaufbau typischen und noch ins 17. Jahrhundert verweisenden Elementen dokumentarischen Wert für die Bauweise der mittleren Schicht in Marbach. Geschützt nach § 2 DSchG                                                                                 |    |
| Weitere Bilder | Physikat, Wohnhaus                                                            | Marktstraße 53 (Karte)               | um 1700                | Zweigeschossiges Fachwerkhaus, Erdgeschoss massiv aus unverputzten Bruchsteinen mit Rundbogen-Portal, darüber aufwendig gestalteter Wappenstein, Zierfachwerk mit Andreaskreuzen und leichten Vorstößen, Satteldach mit Schleppgauben, nach Bezeichnung am Wappenstein 1699 auf den Resten eines Vorgängers für den Amtsphysikus erbaut, 1768 Einsturz der Stadtmauer mit dem westlichen Hausgiebel, 1789 Privatisierung, 1791 erneuter Aufbau auf der Stadtmauer sowie Ausstattung im Innern (Stuckdecken), 1986/1988 sowie 1993 Fassadenrestaurierung, 1995 Dachausbau mit Gauben; Kulturdenkmal gem. § 28 DSchG ist die auf der Westseite des Anwesens angrenzende Stadtmauer, 14. Jahrhundert. Als ehemaliges Physikatshaus mit qualitätvoller Bausubstanz aus der Zeit des Wiederaufbaues um 1700 hat das Gebäude dokumentarischen und als westlicher Abschluss der Marktstraße städtebauliche und Wert für die administrative und soziale und Entwicklung der Stadt. Die Stadtmauer hat dokumentarischen Wert für den militärischen Ausbau im späten Mittelalter. Geschützt nach §§ 2, 28 DSchG                                                                                              |    |
| Weitere Bilder | Gasthaus Rebstöckle                                                           | Marktstraße 56 (Karte)               | nach 1700              | Zweigeschossiges Fachwerkhaus, Erdgeschoss massiv und verputzt mit Gaststube, Zierfachwerk mit leichten Vorsprüngen, an der Traufseite verputzt, rückwärtig jüngerer Anbau, Satteldach mit zwerchhausartiger großer Gaube und kleineren Schleppgauben, nach 1700 auf dem Keller eines Vorgängers als Haus eines Handwerkers neu errichtet, seit 1843 Gasthaus, damals Gaststube im Obergeschoss und Bäckerei im Erdgeschoss eingerichtet, Umbauten im 19. und 20. Jahrhundert. Das Anwesen innerhalb der Reihe giebelständiger Häuser auf der Nordseite der unteren Marktstraße hat als typischer Wiederaufbau der Zeit nach dem Stadtbrand von 1693 dokumentarischen Wert für die Bauweise eines Handwerkerhauses sowie als späteres Gasthaus. Geschützt nach § 2 DSchG |    |
|                | Wohn- und Geschäftshaus                                                       | Marktstraße 58 (Karte)               | um 1700                | Zweigeschossiges Fachwerkhaus, Erdgeschoss massiv mit Ladeneinbau, Zierfachwerk mit Vorstößen, Satteldach mit Schleppgauben, um 1700 über den Resten eines Vorgängers neu errichtet, wohl für die zeitweise Nutzung als Gaststätte im 19. und zu Beginn des 20. Jahrhunderts umgebaut, 1981 grundlegend erneuert und neu befenstert. Wie auch bei den angrenzenden Anwesen ist der Gewölbekeller teilweise in den eiszeitlichen Neckarschotter eingegraben. Das Anwesen innerhalb der Reihe giebelständiger Häuser auf der Nordseite der unteren Marktstraße hat als typischer Wiederaufbau der Zeit nach dem Stadtbrand von 1693 sowie als ehemalige Gaststätte dokumentarischen Wert für die Bauweise der mittleren Schicht in Marbach. Geschützt nach § 2 DSchG |    |
| Weitere Bilder | Wohnhaus (Erhaltenswertes Gebäude)                                            | Marktstraße 60 (Karte)               | um 1700                | Zweigeschossiges verputztes Fachwerkhaus, Erdgeschoss massiv, Obergeschoss mit Rücksprung, Fachwerk mit Vorstoß zum und im Giebel, Satteldach, im Kern Wiederaufbau um 1700, modern verändert. Das Anwesen steht auf der Nordseite der westlichen Marktstraße, die beidseits geschlossen mit giebelständigen Anwesen bebaut ist. Es veranschaulicht als im Kern typischer Wiederaufbau der Zeit nach dem Stadtbrand von 1693 diese für Marbach entscheidende Bauphase. |    |
|                | Wohnhaus (Erhaltenswertes Gebäude)                                            | Marktstraße 62 (Karte)               | um 1700                | Zweigeschossiges verputztes Fachwerkhaus, Erdgeschoss massiv, Vorstoß zum Obergeschoss, Satteldach, im Kern Wiederaufbau um 1700, modern überformt. Das Anwesen steht auf der Nordseite der westlichen Marktstraße, die beidseits geschlossen mit giebelständigen Anwesen bebaut ist. Es veranschaulicht als im Kern typischer Wiederaufbau der Zeit nach dem Stadtbrand von 1693 diese für Marbach entscheidende Bauphase. |    |

#### Mittlere Holdergasse

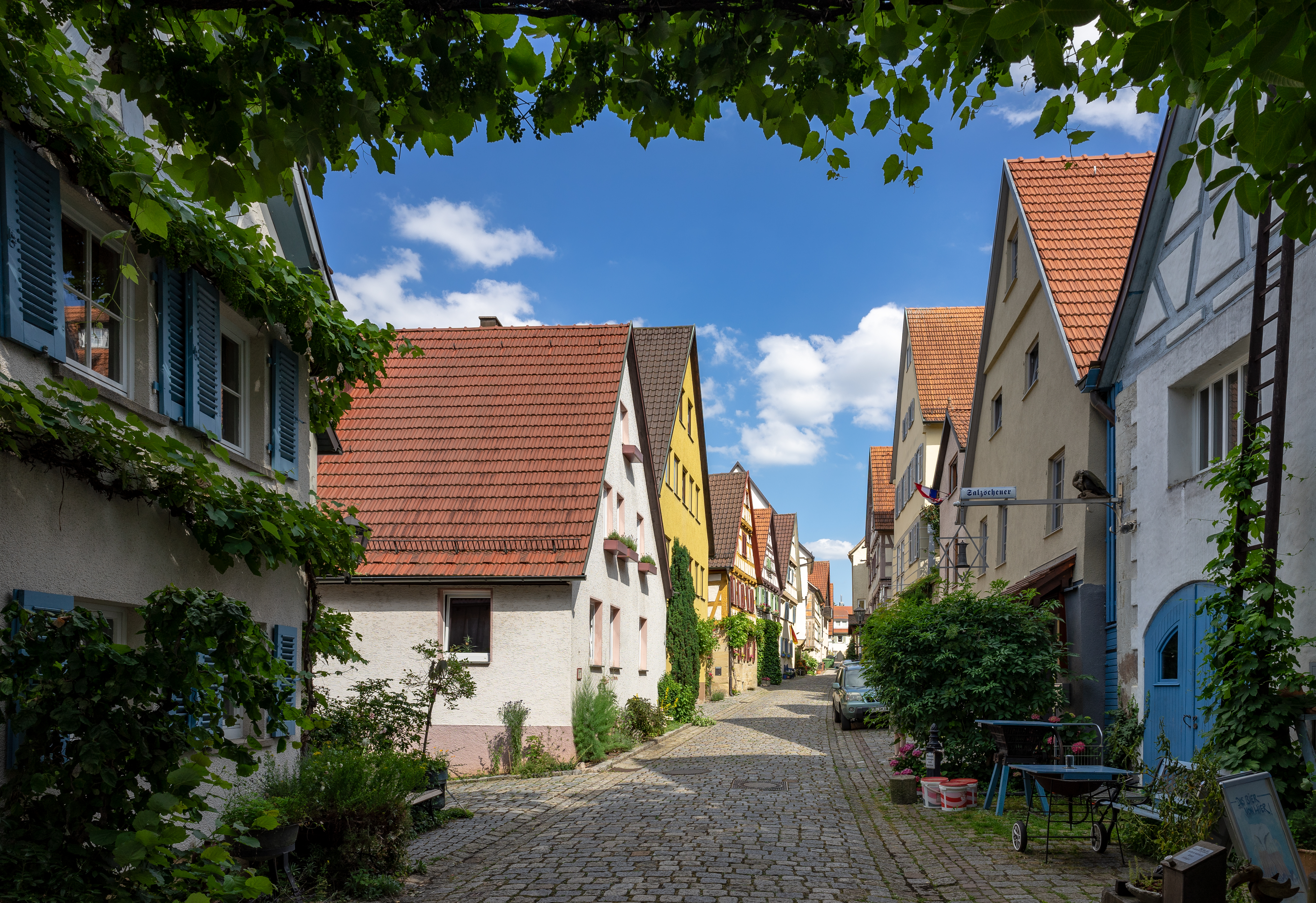
Blick in die Mittlere Holdergasse

Verbindungsstraße in der nördlichen Altstadt, namensgebend könnte der mutmaßliche Holunderbewuchs auf den ehemaligen Freiflächen sein; von der Niklastorstraße beim ehemaligen Dekanat mit leichter Krümmung und wenig Gefälle nach Westen führend und dort am Westrand der Altstadt in die Gasse „Auf den Felsen“ einmündend; hauptsächlich mit giebelständigen, einfachen, (wein)bäuerlich und kleinhandwerklich ausgerichteten Häusern sowie deren ehemaligen Scheunen bebaut, die Scheunen und oft auch die Wohnhäuser des 18. und 19. Jahrhunderts sind vielfach überformt, wobei die Dichte und Qualität der historischen Bausubstanz nach Osten zur Niklastorstraße zunimmt; zusammen mit der Unteren Holdergasse als eine der zentralen Erschließungsachsen des nördlichen Stadterweiterungsgebietes um 1400 angelegt.
| Bild           | Bezeichnung                                                      | Lage                                           | Datierung              | Beschreibung | ID |
| -------------- | ---------------------------------------------------------------- | ---------------------------------------------- | ---------------------- | --- | -- |
|                | Kellerportal mit Abgang                                          | Mittlere Holdergasse 1 (Karte)                 | um 1600                | Profiliertes und mit ornamentierten Rauten versehenes Rundbogentor mit Abgang zum Keller unter Niklastorstraße 13 (siehe dort), um 1600; erhaltenswert ist das dazugehörige dreigeschossige und verputzte Fachwerkhaus in Ecklage, Erdgeschoss massiv, zur Niklastorstraße unverputzte Quadersteine mit Steinkonsole, zur Oberen Holdergasse erstes Obergeschoss traufseitig vorkragend mit wohl nachträglichen Stützen, Satteldach, unter Verwendung älterer Bauteile um 1700 neu errichtet, Umbauten im 19. und 20. Jahrhundert, 2001 Außenrenovierung. Vermutlich entstand das Anwesen nach 1693 durch eine Teilung des Grundstückes mit Niklastorstraße 13. Das frühneuzeitliche Portal hat als Zugang zum Keller und mit seiner aufwendigen Gestaltung dokumentarischen Wert für die Steinmetzkunst der Renaissance. Das schmale Anwesen innerhalb der weiter östlich hauptsächlich mit giebelständigen Häusern bebauten Gasse bildet zusammen mit dem Dekanat den westlichen Eingang der Gasse und hat daher als Eckbau vor allem städtebaulichen Wert. Geschützt nach § 2 DSchG                       |    |
|                | Wohnhaus (Erhaltenswertes Gebäude)                               | Mittlere Holdergasse 3 (Karte)                 | um 1700                | Zweigeschossige Fachwerkhaus, hohes Sockelgeschoss massiv aus Bruchsteinen mit Eckquaderung, Rundbogen-Kellertor mit seitlichen Steinangeln, Zierfachwerk mit leichten Vorstößen, im Giebel rundbogige ehemalige Ladeluke, Satteldach, um 1700 auf älteren Bauteilen neu errichtet; dazugehörig zweigeschossiges Nebenhaus, hoher Sockel massiv aus Quadersteinen mit rundbogigem Eingang, Fachwerk ohne Vorstöße teils mit Andreaskreuzen in den Brüstungsfeldern, 18. Jahrhundert; am Gesamtanwesen 1980 Umbaumaßnahmen sowie rückwärtige Fachwerkfreilegung, 1993 Erneuerung des Daches und der Fenster sowie Fachwerkfreilegung zur Mittleren Holdergasse. Innerhalb der meist giebelständig mit schlichten ein- und zweigeschossigen ackerbürgerlichen Häusern und teils umgebauten Scheunen bebauten Mittleren Holdergasse gehört das modernisierte Anwesen zur hochwertigeren Bebauung im östlichen Bereich des Straßenzuges und veranschaulicht typologisch den für Marbach charakteristischen Wiederaufbau aus der Zeit um 1700.                                                                    |    |
|                | Wohnhaus (Erhaltenswertes Gebäude)                               | Mittlere Holdergasse 4 (Karte)                 | um 1700                | Zweigeschossige Fachwerkhaus, Erdgeschoss massiv aus Quadersteinen, gekoppelte Fenstergruppe und Konsolstein zum ehemaligen Stalltor, dieser mit Initialen, Handwerkszeichen und Porträtplastik, Fachwerk mit Vorstoß zum Giebel, dort Andreaskreuze, Satteldach, um 1700 durch den Steinmetz Christian Probst erbaut, 1987 Restaurierung der Fassade, Fachwerkfreilegung. Der Erbauer des Hauses hat als Steinmetz gegen Ende des 17. Jahrhunderts zahlreiche Häuser in Marbach errichtet. Vor der Restaurierung soll der Konsolstein eingemauert aufgefunden worden sein. Innerhalb der meist giebelständig mit schlichten ein- und zweigeschossigen ackerbürgerlichen Häusern und teils umgebauten Scheunen bebauten Mittleren Holdergasse gehört das modernisierte Anwesen mit dem bemerkenswert Konsolstein zur hochwertigeren Bebauung im östlichen Bereich der Straße und veranschaulicht typologisch den für Marbach charakteristischen Wiederaufbau. |    |
|                | Fruchtkasten mit ehemaligem Brennhaus, Wohnhaus (Sachgesamtheit) | Mittlere Holdergasse 5 (Karte)                 | 1698/99                | Dreigeschossiges verputztes Fachwerkhaus in Hanglage, Rundbogen-Kellertor im Sockelgeschoss, dieses sowie das erste Obergeschoss massiv mit aufgemalter Eckquaderung und horizontale Fassadengliederung, hölzerner Arkadengang (Laube) auf der Westseite des ersten Obergeschosses, zu diesem eine steinerne Außentreppe, im Innern Stuckdecken, Fachwerk ohne Vorstöße, Satteldach, 1698/1699 als Fruchtkasten errichtet, 1744/1745 durch zweites Obergeschoss mit Wohnfunktion ergänzt, 1986/91 Umbau, Sanierung, Neufassung der Fassade mit Bemalung, Freilegung des Kellertores; dazugehörig im Hof ehemaliges Brennhaus, zweigeschossiger Fachwerkbau mit Satteldach, 1788 als Brennhaus erbaut, um 1840 durch Obergeschoss ergänzt, 1992 Renovierung der Fassade. Das vom geistlichen Verwalter J. S. Rathmann errichtete und zum Haupthaus Niklastorstraße 7 (siehe dort) gehörige Gebäude (Sachgesamtheit) hat als ehemaliger Sonderbau innerhalb der Reihe meist giebelständiger Anwesen dokumentarischen Wert für die herrschaftliche und geistliche Geschichte Marbachs. Geschützt nach § 2 DSchG |    |
|                | Wohnhaus                                                         | Mittlere Holdergasse 6 (Karte)                 | um 1700                | Zweigeschossiges Fachwerkhaus, vorkragendes Sockelgeschoss sowie Erdgeschoss massiv aus Quadersteinen, Stube in Ecklage, Zierfachwerk mit leichten Vorstößen und Andreaskreuzen im Giebel, Satteldach, um 1700 auf älteren Resten erbaut (Keller und Sockel), 1984/1987 grundlegende Renovierung mit Fachwerkfreilegung. Das ehemalige Handwerker- und Bauernhaus hat innerhalb der meist giebelständig mit schlichten ein- und zweigeschossigen ackerbürgerlichen Häusern und teils umgebauten Scheunen bebauten Mittleren Holdergasse dokumentarischen Wert als typischer Wiederaufbau der Zeit um 1700 in gestelzter Bauweise. Es ist Zeugnis für das Bauen der einfacheren Bevölkerungsschicht im Viertel. Geschützt nach § 2 DSchG |    |
| Weitere Bilder | „Salzscheune“ (Erhaltenswertes Gebäude)                          | Mittlere Holdergasse 11 (Karte)                | 18./19. Jahrhundert    | Massive Scheune mit Fachwerkgiebel, beidseitig bis zur Traufe Eckquaderung, ebenso beidseits der rechteckigen Toreinfahrt, kleineres Segmentbogen-Tor, im Giebel Fachwerk ohne Vorsprünge, Satteldach, 18./19. Jahrhundert, 1992/1999 Umbau und umfassende Renovierung. Eventuell handelt es sich um die 1738 auf Beschluss der Amtsversammlung erbaute, aber in privater Hand befindliche Salzscheune. Eigentümer waren im 18. und 19. Jahrhundert Handelsleute und „Salzfaktoren“, deren Tätigkeit für die Scheune namensgebend war. Innerhalb der meist giebelständig mit schlichten ein- und zweigeschossigen ackerbürgerlichen Häusern und teils umgebauten Scheunen bebauten Mittleren Holdergasse veranschaulicht die modernisierte ehemalige Scheune mit einstiger Sonderfunktion den Bedarf größerer Lagergebäude der gehobenen Schicht. |    |
|                | Brunnen                                                          | Mittlere Holdergasse 13, FlSt.Nr. 58/7 (Karte) | Ende 19. Jahrhundert   | Gusseiserner Laufbrunnen, Brunnensäule mit polygonalem Stumpf, rundem Mittelstück mit Kapitell und Pinienzapfen als Bekrönung, davon getrennter Trog in Form eines antiken Prunkkraters in dafür typischer Ausführung mit größter Weite am oberen Rand und hohem Fuß, ausgehendes 19. Jahrhundert; nach 1978 neu aufgestellt. Der Brunnen hat als Beispiel eines seit Mitte des 19. Jahrhunderts auch in Württemberg seriell in künstlerischem Eisenguss hergestellten Brunnens exemplarischen Wert für die historische Wasserversorgung in Marbach. Geschützt nach § 2 DSchG |    |
| Weitere Bilder | Wohnhaus                                                         | Mittlere Holdergasse 16 (Karte)                | 1603                   | Eingeschossiges Wohnhaus in Hanglage, Erdgeschoss sowie rückwärtiges Sockelgeschoss massiv und verputzt, zur Mittleren Holdergasse mit Eckquaderung, an der Traufseite Rundbogen-Kellertor und vermauerter Hauseingang, dessen Gewände mit Stabwerk verziert sind, karniesbögiges und umlaufendes Steingesims, Giebel in Zierfachwerk, Satteldach mit Schleppgauben, am Kellertor 1603 bezeichnet, Dachwerk und Giebeldreieck nach 1700 auf älterem Kern neu aufgeführt, 1987/88 grundlegende Renovierung mit Dachausbau. Das Anwesen hat innerhalb der meist giebelständig mit schlichten ein- und zweigeschossigen ackerbürgerlichen Häusern und teils umgebauten Scheunen bebauten Mittleren Holdergasse dokumentarischen Wert als vergleichsweise hochwertiges Beispiel eines ehemaligen Weinbauernhauses mit einem dafür typisch breiten Kellerabgang und zahlreichen Baudetails der Renaissance. Geschützt nach § 2 DSchG |    |
|                | Wohnhaus (Erhaltenswertes Gebäude)                               | Mittlere Holdergasse 23 (Karte)                | 18. Jahrhundert        | Zweigeschossiges Fachwerkhaus in Eck- und Hanglage, Sockelgeschoss massiv und unverputzt aus Bruchsteinen, Rundbogen-Kellertor, rechteckiger ehemaliger Stalleingang, Zierfachwerk mit Andreaskreuzen und profilierten Schwellbalken, rückwärtig Zwerchhaus zur Hirschgasse, Satteldach mit Gauben, Zwerchhaus mit abgewalmten Satteldach, 18. Jahrhundert, 1992/1993 Umbau, Sanierung mit Einbau einer Garage anstelle des ehemaligen Stalleingangs. Innerhalb der meist giebelständig mit schlichten ein- und zweigeschossigen ackerbürgerlichen Häusern und teils umgebauten Scheunen bebauten Mittleren Holdergasse gehört das Anwesen zu den gut überlieferten Bespielen, die mit ihrem Zierfachwerk ohne Vorstöße und den profilierten Schwellen deutlich nach der Wiederaufbauphase um 1700 entstanden sind. |    |
|                | Hofanlage                                                        | Mittlere Holdergasse 34 (Karte)                | frühes 18. Jahrhundert | Zweigeschossiges verputztes Fachwerkhaus, Erdgeschoss massiv, im EG ehemaliger Stall zur Werkstatt umgebaut, Fachwerk ohne Vorstöße, Satteldach, im frühen 18. Jahrhundert auf Kern wohl des 17. Jahrhunderts erbaut (Keller, Teile des Sockelgeschosses), im 19./20. Jahrhundert im Giebel verändert; dazugehörig parallel angebaute und zur Straße verputzte Fachwerkscheune, mit einer den gesamten Unterbau einnehmenden rechteckigen Toreinfahrt, Satteldach, frühes 18. Jahrhundert. Das Anwesen hat innerhalb der meist giebelständig mit schlichten ein- und zweigeschossigen ackerbürgerlichen Häusern und teils umgebauten Scheunen bebauten Mittleren Holdergasse dokumentarischen Wert als eines der wenigen Beispiele einer bescheidenen innerstädtischen Hofanlage der Häcker und Handwerker, wie sie im Nordwestteil der Altstadt einst charakteristisch waren. Geschützt nach § 2 DSchG |    |
| Weitere Bilder | Wohnhaus                                                         | Mittlere Holdergasse 42 (Karte)                | Anfang 18. Jahrhundert | Eingeschossiges Fachwerkhaus, zurück versetzter Hauseingang, Zierfachwerk mit leichtem Vorstoß im Giebel sowie geschwungenen Streben in der Giebelspitze, Satteldach, Anfang 18. Jahrhundert, 1989 umfassende Renovierung, 2005 Umbauten im Innern. Das Anwesen steht innerhalb der meist giebelständig mit schlichten ein- und zweigeschossigen ackerbürgerlichen Häusern und teils umgebauten Scheunen bebauten Mittleren Holdergasse. Als Beispiel eines schlichten und zugleich handwerklich qualitätvollen Fachwerkhauses hat es exemplarischen Wert für die im Nordwestteil der Altstadt einst charakteristischen Kleinanwesen der Handwerker, Häcker und Bauern. Geschützt nach § 2 DSchG |    |

#### Niklastorstraße
Verbindungsstraße, nach der alten Stadtkirche (Alexanderkirche) als Kirchgasse bezeichnet, später nach dem Nikolausaltar in dieser Kirche; von der Marktstraße nach Norden zur heutigen Stadtkirche führend, dort nach Osten abknickend, in die Fortsetzung der Oberen Holdergasse übergehend, anschließend rechtwinklig nach Norden abknickend und nach einer dreiecksförmigen Platzausprägung durch das ehemalige Niklastor die Altstadt in nordöstlicher Richtung verlassend; im südlichen Teil um die Stadtkirche sowie im nördlichen Teil um den Platz teils hochwertige Wiederaufbauten sowie Sonderbauten der Zeit um 1700, im östlichen Mittelteil Neubaukomplex des 20. Jahrhunderts; als Teil einer überregionalen Altstraße wohl schon vor der Stadtgründung bestehend und in die neue Stadtanlage integriert, nördlicher Platzbereich 1794 durch Auflassung der ehemaligen Wette gebildet.
Der Straßenzug hat als zentrale Leitlinie neben der Marktstraße mit seiner dichten und hochwertigen historischen Bebauung hohen dokumentarischen Wert für die strukturelle und bauliche Entwicklung und die Gestalt der Stadt.

| Bild           | Bezeichnung                                                                    | Lage                                          | Datierung                       | Beschreibung | ID |
| -------------- | ------------------------------------------------------------------------------ | --------------------------------------------- | ------------------------------- | --- | -- |
|                | Wohn- und Geschäftshaus (Erhaltenswertes Gebäude)                              | Niklastorstraße 1 (Karte)                     | 18. Jahrhundert                 | Zweigeschossiges verputztes Fachwerkhaus, Erdgeschoss massiv mit Ladeneinbau, auf der nördlichen Giebelseite unverputzte Quadersteine, zum Obergeschoss Gesims mit Steinkonsole, Obergeschoss mit historistischen Fensterumrahmungen, Satteldach mit kleinen Stehgauben, im Kern 18. Jahrhundert mit älteren Bauteilen, Ende des 19. Jahrhunderts Neufassung der Fassade (Fensterumrahmung, Gauben) wohl mit Ladeneinbau. Entsprechend seiner Fassadenfassung dürfte das Anwesen zumindest zeitweise zur Marktstraße 34 gehört haben. Innerhalb der unregelmäßig bebauten Niklastorstraße veranschaulicht das Anwesen als im Kern barockes, äußerlich jedoch historistisch geprägtes Gebäude die Bauweise städtischer Handelsleute im 18. und späten 19. Jahrhundert. |    |
| Weitere Bilder | Wohn- und Gasthaus                                                             | Niklastorstraße 2 (Karte)                     | Anfang 18. Jahrhundert          | Dreigeschossiges Fachwerkhaus, Erdgeschoss massiv mit Gaststätte, Zierfachwerk mit Vorstößen und teils Andreaskreuzen in den Brüstungsfeldern, Satteldach mit Schleppgauben, Anfang des 18. Jahrhunderts über Keller wohl des 16. Jahrhunderts neu erbaut, 1980 Fachwerkfreilegung und Einbau einer Gaststätte, Innenrenovierung, 1987 Erneuerung der Fenster mit Klappläden. Mitte des 19. Jahrhunderts befand sich ein Kaufladen im Erdgeschoss des Anwesens, das damals zwei Handwerkern gehörte. Das Anwesen in der städtebaulich bedeutsamen Lage gegenüber der Stadtkirche und innerhalb einer Dreiergruppe giebelständiger Anwesen hat dokumentarischen Wert als typischer Wiederaufbau des frühen 18. Jahrhunderts mit Gestaltungselementen, die stilistisch noch auf das 17. Jahrhundert verweisen. Geschützt nach § 2 DSchG |    |
|                | Gasthaus Alte Sakristei (Erhaltenswertes Gebäude)                              | Niklastorstraße 3 (Karte)                     | Anfang 18. Jahrhundert          | Zweigeschossiges Fachwerkhaus, Erdgeschoss massiv mit rundbogigem Eingang und Gaststätte, Steinkonsole zum Obergeschoss, Zierfachwerk mit leichten Vorstößen, Andreaskreuze und profilierte Schwelle zum Giebel, Satteldach, Anfang 18. Jahrhundert neu errichtet, 1854 als Gastwirtschaft umgebaut, 1978/1981 Fassadenrestaurierung mit Fachwerkfreilegung, 1991/1992 nach Brand des Dachstuhles Instandsetzung und Erstellung von Dachgauben. Innerhalb der geschlossenen historischen Bauzeile gegenüber der Westfassade der Stadtkirche veranschaulicht das traditionsreiche Gasthaus die charakteristische Bauform der Wiederaufbauten zu Anfang des 18. Jahrhunderts im Zentrum der Altstadt. |    |
|                | Wohn- und Geschäftshaus                                                        | Niklastorstraße 4 (Karte)                     | um 1700                         | Dreigeschossiges verputztes Fachwerkhaus in Ecklage, Erdgeschoss massiv mit Ladeneinbau, Zierfachwerk mit umlaufenden Vorstößen, Satteldach mit Schleppgauben, um 1700 über Keller zumindest des 16. Jahrhunderts neu erbaut, 1989 und 1994 Erneuerung der Fenster mit Klappläden, 1991 Erstellung der Dachgauben. Im 19. Jahrhundert war das Haus in Stockwerkseigentum, vorwiegend von Handwerkern. Das Anwesen in der städtebaulich bedeutsamen Lage gegenüber der Stadtkirche und innerhalb einer Dreiergruppe giebelständiger Anwesen hat mit den im Innern erhaltenen bauzeitlichen Strukturen dokumentarischen Wert als typischer Wiederaufbau der zeit um 1700 mit Gestaltungselementen, die stilistisch noch auf das 17. Jahrhundert verweisen. Geschützt nach § 2 DSchG |    |
| Weitere Bilder | Marienkapelle, „Unser Frauen Kirche“ (Innere Kirche), evangelische Stadtkirche | Niklastorstraße 5 (Karte)                     | spätgotisch                     | Einschiffige Saalkirche mit Ostchor und Glockentürmchen als Dachreiter, massiv und verputzt mit Eckquaderung, spitzbogige Portale im Langhaus mit Stabwerk, umlaufendes Gesims in Höhe der Fensterbrüstung, spitzbogige Hochfenster, profiliertes Traufgesims, am Chor Treppenturm mit Portal der Renaissance, Strebepfeiler ursprünglich mit Figuren, Satteldach mit polygonalem Abschluss über dem Chor, im Kern spätgotisch (Umfassungsmauern und Chor), 1601/03 Emporeneinbau und äußerer Treppenturm (1602 bezeichnet), 1833 Erneuerung des barocken Dachreiters, 1966 Umbauten, Abbruch der Empore, neue Kassettendecke, Regotisierung des Chores. Die 1315 erstmals erwähnte Marienkapelle löste erst um 1600 die Alexanderkirche als städtische Pfarrkirche ab. Die zurückversetzt von der Marktstraße auf einem eng umbauten Platzareal der Niklastorstraße stehende Stadtkirche hat als im Kern spätmittelalterliche und barock überprägte Stadtkirche hohen dokumentarischen Wert für die Stadt- und Kirchengeschichte sowie für die Stadtsilhouette. Geschützt nach § 28 DSchG                                                                                                   |    |
| Weitere Bilder | Rathmannsches Haus („Kaserne“), Wohn- und Geschäftshaus (Sachgesamtheit)       | Niklastorstraße 7 (Karte)                     | 1699                            | Dreigeschossiges Fachwerkhaus, Erdgeschoss massiv, Westseite aus Bruchsteinen, dort profiliertes Rundbogenportal mit Wappenstein, auf der Ostseite Quadersteine mit Ladeneinbau, zum Obergeschoss Steingesims mit figürlichen Konsolsteinen zu beiden Seiten, erstes und zweites Obergeschoss verputzt und ohne Vorsprünge, im Innern Stuckdecken, zum Giebel stark vorragend, dort Zierfachwerk, Satteldach, nach Bezeichnung am Portal 1699 durch den geistlichen Verwalter J. S. Rathmann erbaut, 1744/1745 vom Diakon J. A. Hochstetter umgebaut, aufgestockt und mit Keller versehen, 1889 Einbau des Ladens, 1986/91 Umbau und umfassende Sanierung mit Fachwerkfreilegung (Sachgesamtheit mit Mittlere Holdergasse 5). Das vom geistlichen Verwalter J. S. Rathmann mit dem ehemaligen Fruchtkasten Mittlere Holdergasse 5 (s. d.) errichtete und in seiner Form auf den Umbau von 1744/1745 zurückgehende Anwesen hat als Beispiel eines Sonderbaues in der giebelständig angeordneten Reihe von Anwesen dokumentarischen Wert für die herrschaftliche/Geistliche Geschichte. Er prägt in hohem Maße das Straßenbild in unmittelbarer Nähe zur Stadtkirche. Geschützt nach § 2 DSchG |    |
|                | Wohnhaus                                                                       | Niklastorstraße 8 (Karte)                     | um 1700                         | Zweigeschossiges verputztes Fachwerkhaus in Hang- und Ecklage, hoher Sockel und Erdgeschoss massiv, im Sockelbereich Eckquaderung und auf der nördlichen Giebelseite profiliertes Rundbogen-Kellertor mit Diamantmotiv im Scheitel, Fachwerk mit leichten Vorstößen zu den Geschossen, auf der Traufseite zum Obergeschoss stärker ausladend, Satteldach mit Schleppgauben, um 1700 auf Resten eines Vorgängers der Zeit um 1600 (Keller, Teile der Sockelzone) neu erbaut (Bezeichnung in einem Gefach des Daches 170?), 1992/1999 Ausbau des Daches sowie Gauben. Das Anwesen in der städtebaulich bedeutsamen Lage gegenüber dem Chor der Stadtkirche und innerhalb einer Dreiergruppe giebelständiger Anwesen hat mit seinem frühneuzeitlichen Kern dokumentarischen Wert als typischer Wiederaufbau der Zeit um 1700 mit Gestaltungselementen, die stilistisch noch auf das 17. Jahrhundert verweisen. Geschützt nach § 2 DSchG |    |
| Weitere Bilder | Reste des Erdgeschosses und Kelleranlage                                       | Niklastorstraße 9 (Karte)                     | um 1700                         | Gewölbte Kelleranlage aus zwei Räumen, korbbogiges Kellertor mit breitem Abgang auf der Nordseite, massive Umfassungswände des Erdgeschosses aus Bruchsteinen mit Stockwerksgesims in Sandstein, auf der Südseite zur Niklastorstraße spätbarockes Portal mit Initialen und Handwerkszeichen der Bäcker (Brezel), Balkenbohlendecke im Innern, nach dem Stadtbrand von 1693 über den massiven Resten eines Vorgängers neu errichtet, die Bezeichnung am Eingangsportal 1779 vom Bäcker Johannes Mayer umgebaut, nach umfassender Sanierung 1986 (u. a. Freilegung der Balkenbohlendecke) sind nur noch Teile des Gebäudes (Keller und Teile des EG) original und besitzen Kulturdenkmaleigenschaft. Die genannten Reste des Anwesens haben dokumentarischen Wert als Teile eines typischen Wiederaufbauhauses mit älterem Kern und spätbarocker Überformung. Geschützt nach § 2 DSchG |    |
|                | Wohnhaus (Erhaltenswertes Gebäude)                                             | Niklastorstraße 10 (Karte)                    | 1779                            | Zweigeschossiges verputztes Fachwerkhaus, Erdgeschoss massiv mit rechteckigem (modernem) Einfahrtstor und Eingang mit Oberlicht, an der Nordostecke Quadersteine, Fachwerk mit leichten Vorstößen, Satteldach mit Schleppgauben, 18. Jahrhundert. Archivalien zufolge wurde das Haus 1779 von einem Metzger errichtet. Das Anwesen in der städtebaulich bedeutsamen Lage gegenüber dem Chor der Stadtkirche und innerhalb einer Dreiergruppe giebelständiger Anwesen veranschaulicht mit seinem barocken Kern und den leicht vorkragenden Geschossen eine Bauweise, wie sie auch bei den typischen Wiederaufbauten der Zeit um 1700 zu finden ist. |    |
|                | Gasthaus zum Goldenen Stern, Wohnhaus                                          | Niklastorstraße 11 (Karte)                    | um 1700                         | Zweigeschossiges verputztes Fachwerkhaus in Eck- und Hanglage, Erdgeschoss massiv mit starker Abfasung am Eck, dort unverputzte Quadersteine mit Eisenringen für die Pferde der einstigen Gäste der Gaststätte, rückwärtig Rundbogen-Kellertor, Zierfachwerk mit leichten Vorstößen, Satteldach mit breiter Schleppgaube, um 1700 unter Verwendung von Bauteilen des Vorgängers zumindest des 16. Jahrhunderts (Keller, Teile des Erdgeschosses) neu erbaut, in der 2. Hälfte des 19. Jahrhunderts durch nördlichen Anbau ergänzt, 1956 Dachgeschoss ausgebaut, 1966 Umbauten, 1993 Instandsetzungsmaßnahmen. 1740 wird das Gebäude als Einhaus mit integrierter Scheune beschrieben, 1880 als Bäckerei mit Gaststätte und Bierbrauerei. Mit seiner markanten Ecklage hat das Anwesen als einstiges Einhaus und spätere Bäckerei mit Gasthaus dokumentarischen Wert hinsichtlich der bautypologischen Entwicklung eines Stadthauses sowie als im Kern typischer Wiederaufbau mit an die Formen des 17. Jahrhunderts anknüpfenden Elementen. Geschützt nach § 2 DSchG |    |
|                | Gasthaus zum Lamm                                                              | Niklastorstraße 12 (Karte)                    | um 1700                         | Dreigeschossiges Fachwerkhaus, Erdgeschoss massiv aus zweifarbigen Backsteinen und Hausteinen in historistischer Formensprache mit segmentbogenförmigen Fenster- und Türöffnungen, darüber Zierfachwerk mit V- und K-Streben, Rauten und Andreaskreuzen im Giebel, Satteldach, um 1700 über älterer Kelleranlage neu errichtet, 1898 Umbau des Erdgeschosses und dabei vorkragendes Obergeschoss unterfangen, 1978/1979 Fachwerkfreilegung. Das Anwesen innerhalb einer Dreiergruppe giebelständiger Gebäude hat mit seinem für die Zeit um 1900 typischen Erdgeschoss dokumentarischen Wert als traditionsreiches Gasthaus sowie als typischer Wiederaufbau mit Gestaltungselementen, die stilistisch auf das 17. Jahrhundert verweisen. Es ist markanter point de vue in der Niklastorstraße nach Süden. Geschützt nach § 2 DSchG |    |
|                | Kelleranlage                                                                   | Niklastorstraße 13 (Karte)                    | um 1600                         | Zwei parallel liegende, gewölbte Kellerräume mit gewölbtem Durchgang und Innentreppen, dazugehörig ist der Kellerabgang und das Kellerportal unter Mittlerer Holdergasse 1 (siehe dort), um 1600; erhaltenswert ist das dazugehörige dreigeschossige und verputzte Fachwerkhaus, Erdgeschoss massiv, Sockel und Eckquaderung aus unverputzten Quadersteinen, Obergeschoss zur Niklastorstraße vorkragend, Satteldach mit Zwerchhaus, 19. Jahrhundert. Vermutlich entstand das Anwesen nach 1693 durch eine Teilung des Grundstückes mit Mittlerer Holdergasse 1. Die Kelleranlage der Zeit um 1600 hat zusammen mit dem Portal und Abgang dokumentarischen Wert für die Geschichte des Anwesens vor dem Stadtbrand von 1693. Das Haus innerhalb der an dieser Stelle unregelmäßig bebauten Niklastorstraße veranschaulicht die städtebauliche Erneuerung im späten 19. Jahrhundert. Geschützt nach § 2 DSchG | BW |
| Weitere Bilder | Portal mit Hauszeichen                                                         | Niklastorstraße 14 (Karte)                    | um 1600                         | Rundbogiges Portal in Sandstein mit in Sockelhöhe auslaufender Profilierung, darüber vermauertes Hauszeichen mit Initialen, Blattornament, Berufszeichen eines Zimmermannes und Zeichen des ausführenden Steinmetzes, um 1600. Das Hauszeichen über dem Portal soll von einem anderen Haus nachträglich hier versetzt worden sein. Das handwerklich solide ausgeführte Portal der Renaissance mit seiner für die Zeit um 1600 typischen Heraldik hat dokumentarischen Wert für die Steinmetzkunst der Renaissance und verdeutlicht die berufliche Vielfalt Marbachs zur frühen Neuzeit. Geschützt nach § 2 DSchG |    |
| Weitere Bilder | Plöbstisches Haus, Spezialat (Dekanat), Wohn- und Gasthaus                     | Niklastorstraße 17 (Karte)                    | 1626                            | Dreigeschossiges Fachwerkhaus in Ecklage mit dreigeschossigem Anbau auf der Nordseite sowie ehemaligem Scheunenteil auf der Nordwestseite, Erdgeschoss massiv, zur Mittleren Holdergasse unverputzte Bruch- und Quadersteine, Eckquaderung, Südostecke abgefast und profiliert, Inschriftenstein in vermauerter Tür, weit auskragendes Steingesims zum Obergeschoss mit Schriftband sowie profilierten Konsolsteinen, Zierfachwerk mit Vorstößen, Satteldach, nach Bezeichnung im Schriftband 1626 von Privat erbaut, 1678 von der geistlichen Verwaltung erkauft und als Spezialat eingerichtet, 1693 bis auf Keller und Erdgeschoss abgebrannt, 1696/1708 Wiederaufbau (Bezeichnung), 1765 Erweiterungsbau auf der Nordseite, seit 1806 wieder privat, ab 1860 mit Bäckerei, 1972 Instandsetzungsmaßnahmen, 1975 Umbau des Scheunenteiles, um 1980 Renovierungsarbeiten mit Fachwerkfreilegung, 2001 Umbaumaßnahmen. Mit den zahlreichen und wertvollen Baudetails der Renaissance sowie seiner Sonderfunktion als ehemaliges Dekanat hat das Anwesen dokumentarischen Wert. Es prägt das Bild der Niklastorstraße an der Straßenaufweitung in hohem Maße. Geschützt nach § 2 DSchG        |    |
|                | Wohnhaus (Erhaltenswertes Gebäude)                                             | Niklastorstraße 19 (Karte)                    | 1689                            | Zweigeschossiges Fachwerkhaus in Hanglage mit hohem Sockelgeschoss, Sockelzone und Erdgeschoss im Eingangsbereich massiv aus Bruch- und Quadersteinen, rundbogiges Eingangsportal mit darüber befindlichem Ochsenauge sowie daneben mit Inschriftenstein, Zierfachwerk mit Vorstößen, Satteldach, nach Inschriftenstein 1689 von einem Kandengießer (Zinngießer) erbaut, nach Brand 1693 um 1700 unter Verwendung erhaltener Bauteile wieder aufgebaut, 1847 Umbau mit Einbau einer Schmiedewerkstatt anstelle des Kellers, 1976/1980 Fachwerkfreilegung und Instandsetzungsmaßnahmen. Das an das ehemalige Dekanat angrenzende Gebäude prägt das Bild der Niklastorstraße an der Straßenaufweitung in hohem Maße. Als Handwerkerhaus sowie als typischer Wiederaufbau der Zeit um 1700 mit stilistischen Anklängen an das 17. Jahrhundert reiht sich das Haus in die umgebende Bebauung ein. |    |
|                | Türsturz                                                                       | Niklastorstraße 20 (Karte)                    | 1754                            | Ehemaliger Türsturz des Vorgängeranwesens mit trapezförmig eingearbeiteten Hauszeichen, dieses mit Jahreszahl, Berufszeichen eines Handelsmannes und dessen Initialen, nach Bezeichnung 1754 entstanden, 1974/1978 nach Abriss des dazugehörigen Anwesens, dem so genannten Göckelhof, in sekundärer Verwendung als Fenstersturz eingebaut. Als Spolie in einem Neubau hat der ehemalige Türsturz des orts- und hausgeschichtlich einst bedeutsamen Göckelhofes dokumentarischen Wert für die Geschichte des abgegangenen Anwesens als einstiges Wohnhaus eines Handelsmannes. Geschützt nach § 2 DSchG |    |
| Weitere Bilder | Diakonat, Landjägerhaus, Wohnhaus                                              | Niklastorstraße 21 (Karte)                    | 1698                            | Dreigeschossiges Fachwerkhaus in Ecklage, Erdgeschoss massiv aus Bruchsteinen mit Eckquaderung, Rundbogen-Kellertor zur Unteren Holdergasse und korbbogiges sowie profiliertes Portal zur Niklastorstraße, Zierfachwerk mit leichten Vorstößen, geschwungenen Streben, Feuerböcken und verzierten Rauten insbesondere in den Brüstungsfeldern, zur Unteren Holdergasse eher konstruktiver Charakter, Satteldach, 1698 über wohl noch mittelalterlichem Keller als Diakonat neu erbaut, 1716 im Portal bezeichnet (Verweis auf dessen Vergrößerung), bis 1929 Diakonat, bis 1990 Polizeigebäude, 1991 von der Stadt aufgekauft; 2000 Sanierung des Westgiebels. Das Anwesen hat als einstiges Diakonat dokumentarischen Wert für einen kirchlichen Sonderbau sowie als typischer Wiederaufbau der Zeit um 1700 mit an die Formen des 17. Jahrhunderts anknüpfenden Charakteristika. Der aufwendige Zierfachwerkbau prägt das Bild der Niklastorstraße an der Straßenaufweitung in markanter Ecklage zur Unteren Holdergasse in hohem Maße. Geschützt nach § 2 DSchG |    |
|                | Wohn- und Gasthaus (Erhaltenswertes Gebäude)                                   | Niklastorstraße 22 (Karte)                    | 18. Jahrhundert                 | Dreigeschossiges Fachwerkhaus in Eck- und Hanglage, Sockel- und Erdgeschoss massiv und verputzt, Zierfachwerk nach Westen zur Niklastorstraße vorkragend, ansonsten ohne Vorstöße, Satteldach, im Kern 18. Jahrhundert, im 19. Jahrhundert eventuell aufgestockt, Umbauten im 20. Jahrhundert, 1982/1984 Fassadenrenovierung, 1988 Umbau und Umnutzung des Erdgeschosses. Das als Eckgebäude den Südrand des platzartigen Areals um die ehemalige Wette beim heutigen Wilden-Mann-Brunnen begrenzende Anwesen veranschaulicht mit seinem mächtigen Baukörper in markanter Ecklage die städtische Bauweise der mittleren sozialen Schicht im 18. und 19. Jahrhundert. |    |
|                | Wohn- und Geschäftshaus (Erhaltenswertes Gebäude)                              | Niklastorstraße 23 (Karte)                    | um 1700                         | Zweigeschossiges Fachwerkhaus, Erdgeschoss massiv und verputzt mit Ladeneinbau, rundbogiger Eingang und Schaufensterbänke mit Klinkersteinen gefasst, historisierendes Zierfachwerk unter anderem mit profilierten und verzierten Schwellen, im Obergeschoss Fenstererker, im Kern um 1700, Giebel überwiegend 20. Jahrhundert, 1978 Renovierungsmaßnahmen, 1992 Fassadeninstandsetzung. 1978 war in dem Anwesen das Gasthaus Dreikönigsstüble untergebracht. Das Anwesen gehört zu einer Gruppe meist giebelständiger Häuser in östlicher Fortsetzung der Unteren Holdergasse am Nordrand eines durch die ehemalige Wette gebildeten Platzbereiches. Mit seinem auffälligen und zeittypischen Fachwerk veranschaulicht es den historisierenden Umgang mit älterer Bausubstanz und fügt sich damit in die umgebende Bebauung ein. |    |
|                | Wohn- und Geschäftshaus (Erhaltenswertes Gebäude)                              | Niklastorstraße 25 (Karte)                    | 18. Jahrhundert                 | Zweigeschossiges verputztes Fachwerkhaus, Erdgeschoss massiv mit Ladeneinbau und Eingang mit Oberlicht, auf der Giebelseite im Obergeschoss klassizistische Fensterverdachungen, Fachwerk mit leichten Vorstößen zum und im Giebel, Satteldach mit Zwerchhaus, Kern 18. Jahrhundert, Fassadenüberarbeitung/Umbau des späten 19. Jahrhunderts. Das Anwesen gehört zu einer Gruppe meist giebelständiger Häuser in östlicher Fortsetzung der Unteren Holdergasse am Nordrand eines durch die ehemalige Wette gebildeten Platzbereiches. Mit seiner verputzten Fachwerkfassade veranschaulicht das Anwesen die schlichte Bauweise der einfacheren Bevölkerungsschicht am nordwestlichen Rand der Altstadt. |    |
| Weitere Bilder | Niklasbrunnen, Wilder-Mann-Brunnen                                             | vor Niklastorstraße 26, Flstnr. 236/5 (Karte) | frühes 18. Jahrhundert          | Säulenbrunnen mit polygonalem Gusstrog als Becken, mittig am dem Haus zugewandten Rand steinerne Säule mit aufgesetzter Figur, dem sogenannten Wilden Mann, sagenumwobener Riesen mit Keule und der Wappentafel der Stadt Marbach, 1690 als Niklasbrunnen erwähnt, Säule und Figur frühes 18. Jahrhundert, die Figur erst um 1800 vom Marktbrunnen beim Rathaus hierher versetzt, 1965/68 durch eine Kopie ersetzt, der gusseiserne Brunnentrog aus dem 19. Jahrhundert, 1973 Neuanstrich des Troges, 1996 Sanierung mit Absenkung des umgebenden Niveaus sowie neuer Farbfassung des Brunnens. Ursprünglich wurde der Brunnen von einer Wette gespeist, einem Feuerlösch- und Viehtränkteich, der 1794 mit den Steinen des abgebrochenen Wicklinstorturmes aufgefüllt wurde. Der neben dem gusseisernen Brunnen in der Mittleren Holdergasse einzige in der Altstadt noch erhaltene historische Brunnen hat als Laufbrunnen mit Sagenfigur dokumentarischen Wert für die Geschichte Wasserversorgung der Stadt Marbach. Er steht in der Tradition aufwändig gestalteter Stadtbrunnen der frühen Neuzeit in der Region am mittleren Neckar. Geschützt nach § 28 DSchG                        |    |
|                | Wohnhaus                                                                       | Niklastorstraße 26 (Karte)                    | nach 1700                       | Zweigeschossiges Fachwerkhaus in Eck- und Hanglage, hoher Sockel und Erdgeschoss massiv, in der Sockelzone teilvermauertes Rundbogen-Kellertor, sowie Garageneinbau, Vorstoß zum Erdgeschoss, außenläufige Treppe zum Eingang, axiale Anordnung der Fenster, leichter Vorstoß im Giebel, Satteldach mit Krüppelwalm und Zwerchhaus, nach 1700 über älterem Kern (Sockel mit Keller) neu errichtet, 1794, 1815 und 1930 bezeichnet, um 1995 Einbau der Garage, 1997 Außenrenovierung. Mit seiner markanten Ecklage am Ostrand des platzartigen Areals um die ehemalige Wette beim heutigen Wilden-Mann-Brunnen hat das im Kern barocke Anwesen mit mehreren späteren Bauphasen dokumentarischen Wert für die Bauweise der mittleren sozialen Schicht am Nordostrand der Altstadt. Geschützt nach § 2 DSchG |    |
|                | Wohn- und Geschäftshaus (Erhaltenswertes Gebäude)                              | Niklastorstraße 27 (Karte)                    | um 1700                         | Dreigeschossiges verputztes Wohnhaus, rückwärtig zweigeschossig, Erdgeschoss massiv mit modernem Ladeneinbau, Obergeschosse zur Straße mit (neo)klassizistischen Fensterumrahmungen, im ersten Obergeschoss Fenstererker der 1950er Jahre, stark vorkragendes Traufgesims mit Konsolen, Satteldach mit Stehgauben, im Kern eingeschossiges Anwesen um 1700, 1859 aufgestockt, 1896 vorderer Hausteil erneut aufgestockt und das Dach gedreht, 1985 Außenrenovierung. Das Anwesen gehört zu einer Gruppe meist giebelständiger Häuser in östlicher Fortsetzung der Unteren Holdergasse am Nordrand eines durch die ehemalige Wette gebildeten Platzbereiches. Mit seiner klassizistischen und historistischen Fassadenfassung veranschaulicht das ursprünglich giebelständige Anwesen die veränderten baulichen Vorstellungen der 2. Hälfte des 19. Jahrhunderts und die städtebauliche Erneuerung dieser Zeit. |    |
|                | Gasthaus Schillerhaus                                                          | Niklastorstraße 28 (Karte)                    | um 1700                         | Zweigeschossiges Fachwerkhaus in Hang- und Ecklage zur Torgasse, Erdgeschoss massiv mit Gaststätte, zum Obergeschoss an der Traufseite leichter Vorstoß, Erd- und Obergeschoss verputzt, Giebel in Zierfachwerk mit leichten Vorstößen, Satteldach mit Zwerchhäusern, um 1700 über älterem Kern neu errichtet, Keller wohl noch mittelalterlich, 1919 Ausbau des Daches mit Zwerchhäusern nach Plänen des Marbacher Architekten Karl Rempel, 1980 grundlegende Renovierung mit Fachwerkfreilegung und EG-Umgestaltung, 1997 Außenrenovierung. Das Haus markiert zusammen mit Niklastorstraße 33 die Einfahrtssituation in die Altstadt beidseits des 1794/1805 abgebrochenen Niklastores. Als zu den traditionellen Bäckereien mit Wirtschaft zählendes Anwesen hat es mit seiner markanten Ecklage als im Kern barockes und 1919 mit expressionistischen Anklängen überformtes Anwesen dokumentarischen Wert. Geschützt nach § 2 DSchG |    |
|                | Wohn- und Geschäftshaus (Erhaltenswertes Gebäude)                              | Niklastorstraße 29 (Karte)                    | 18. Jahrhundert                 | Zweigeschossiges Fachwerkhaus, Erdgeschoss massiv aus Bruchsteinen mit Resten historischer Gewände, Obergeschoss leicht vorkragend, Fachwerk ohne Vorstöße, Satteldach mit Schleppgaube, 18. Jahrhundert mit wohl älterem Kern, 1962 Fachwerkfreilegung, 1984 Neugestaltung der Erdgeschosszone. Das Anwesen gehört zu einer Gruppe meist giebelständiger Häuser in östlicher Fortsetzung der Unteren Holdergasse am Nordrand eines durch die ehemalige Wette gebildeten Platzbereiches. Mit seiner Lage direkt neben dem viel besuchten Geburtshaus Schillers veranschaulicht das barocke Kleinhaus am nordöstlichen Stadtausgang die schlichte Bauweise der einfacheren Bevölkerungsschicht des 18. Jahrhunderts. |    |
| Weitere Bilder | Schiller-Geburtshaus, Museum                                                   | Niklastorstraße 31 (Karte)                    | um 1700                         | Zweigeschossiges Fachwerkhaus in Hang- und Ecklage, Erdgeschoss massiv mit Eckquaderung, Eingang mit Oberlicht, Obergeschoss mit Steinkonsole an der Ecke vorkragend, Fachwerk mit leichten Vorstößen, 1703/1705 über den abgebrannten Resten des Vorgängers neu erbaut, 1759 Geburt Friedrich Schillers, 1837 Umbau durch Bäcker mit Versetzung des Einganges von Giebel- auf Traufseite, 1857 vom Marbacher Schillerverein aufgekauft, zum 100. Geburtstag Schillers 1859 historisierender Umbau als Gedenkstätte (Architekt Chr. Fr. Leins), u. a. giebelseitig repräsentatives Portal eingebaut, 1965 grundlegende Sanierung mit Zurückverlegung des Portals auf die Seite, 1994/1995 sowie 2008 Umbaumaßnahmen. Das Anwesen hat als typisches Fachwerkhaus der Zeit um 1700 dokumentarischen Wert. Als Geburtshaus des weltbekannten Dichters hat das Gebäude zudem einen hohen heimatgeschichtlichen Wert, der sich in der bereits früh erfolgten Einrichtung einer Gedenkstätte mit mehrfachen jeweils zeittypischen, die Geschichte der Denkmalpflege spiegelnden Umbauten äußert. Geschützt nach § 28 DSchG                                                                         |    |
| Weitere Bilder | Schmiede, Wohnhaus (mit Resten der Stadtmauer und Torpfeiler)                  | Niklastorstraße 33 (Karte)                    | mittelalterlich                 | Zweigeschossiges Fachwerkhaus in Ecklage mit dreieckigem Grundriss, Sockel und Erdgeschoss massiv aus Bruchsteinen mit Rundbogen-Kellertor, vermauertem Rundbogenfenster und Rundbogenportal, Nordostaußenwand als integrierte Stadtmauer bis zur Dachtraufe massiv, am Südosteck Torpfeiler, konstruktives Fachwerk, asymmetrisches Krüppelwalmdach, im Kern mittelalterlich (Keller, massive Umfassungswände), nach Bezeichnung im Portal (170?) Anfang des 18. Jahrhunderts wohl anstelle des alten Torhauses für einen Schmied erbaut (Hauszeichen), Umbauten im Rahmen des Abbruches des Niklastorturmes (1794) und der Errichtung eines Staketentores (1804), 1833 Abbruch des Tores, wobei der nördliche Pfeiler erhalten blieb, 1936 Aufgabe der Schmiede und Umbau zur Wohnung, 1982 Konservierung des Pfeilers, 1991 Sanierung. Das Gebäude (KD gem. § 2 DSchG) hat als typischer Wiederaufbau des frühen 18. Jhs. dokumentarischen Wert als Handwerkerhaus in Stadtmauernähe. Die im Haus integrierten Reste der Stadtmauer / des Niklastores (KD gem. § 28 DSchG) sind Zeugnis der Stadtbefestigung und deren späterer Umwandlung. Geschützt nach §§ 2, 28 DSchG                 |    |
|                | Wohnhaus mit Resten der Stadtbefestigung                                       | Niklastorstraße 35 (Karte)                    | spätes Mittelalter, 1823 (Haus) | Zweigeschossiges Fachwerkhaus in Hanglage mit Anbau, Sockel und Erdgeschoss massiv aus Bruch- und Quadersteinen, Haupthaus Fachwerk verputzt, Anbau konstruktives Fachwerk unverputzt, jeweils Satteldach mit Krüppelwalm nach Norden, südwestliche Umfassungswand Stadtmauer, nordöstliche Sockel- und Erdgeschosszone umfunktionierte Zwingermauer sowie halbrunder Zwingerturm (Küllinsturm), jeweils spätes Mittelalter, Haus 1823 im Zwingergraben unter Verwendung der Stadtbefestigung neu erbaut, Anbau auf dem Turm wohl erst 1949, 1971 Außenrenovierung. Das Gebäude (KD gem. § 2 DSchG) hat als typische Maßnahme einer Stadterweiterung des 19. Jahrhunderts im Bereich der funktionslos gewordenen Stadtbefestigung dokumentarischen Wert. Die im Haus integrierten Reste der Stadtmauer/des Küllinsturmes (KD gem. § 28 DSchG) sind Zeugnis der Stadtbefestigung und deren späterer Umwandlung. Geschützt nach § 2 DSchG |    |
|                | Wohn- und Geschäftshaus (Erhaltenswertes Gebäude)                              | Niklastorstraße 37 (Karte)                    | 18./19. Jahrhundert             | Eingeschossiges verputztes Wohnhaus, Erdgeschoss massiv mit Ladeneinbau, Giebel Fachwerk, Satteldach, 18./19. Jahrhundert, Ladeneinbau frühes 20. Jahrhundert. Das Gebäude direkt vor dem ehemaligen Niklastor gibt als Kleinhaus mit Laden einen Hinweis auf die Stadterweiterung des 19. Jahrhunderts. |    |

#### Oberamteigasse

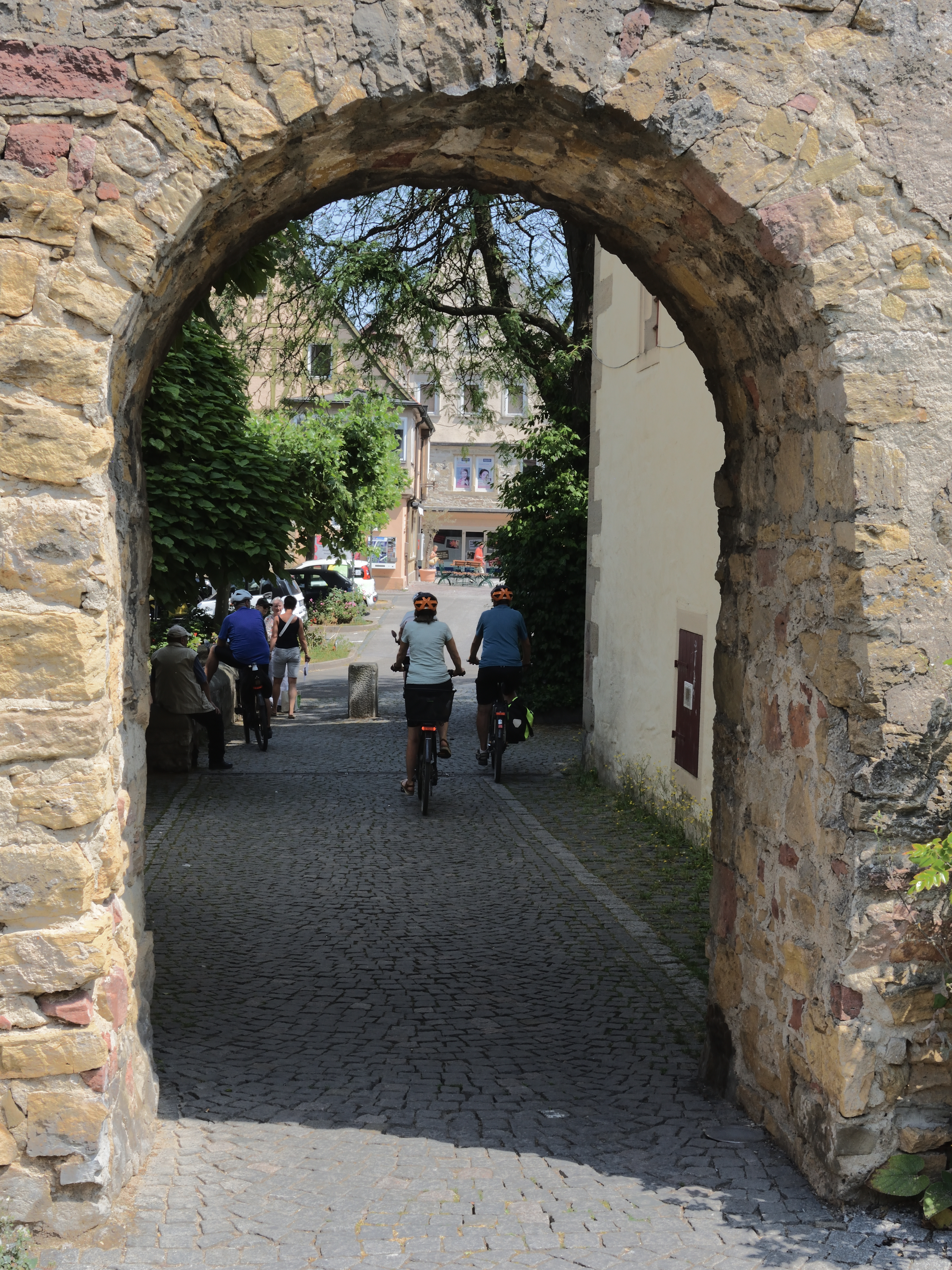
Oberamteigasse

Kurze Verbindungsgasse; benannt nach der einstigen Oberamtei (siehe Strohgasse 5); von der Marktstraße gegenüber der Rosengasse rechtwinklig nach Süden abzweigend und am Amtsgericht endend bzw. dort in die nach Westen führende Strohgasse übergehend; auf der Ostseite modern überbaut anstelle des 1975 abgerissenen ehemaligen Föhrschen Anwesens (zuvor Wirtschaftshof bzw. Marstall des Schlosses), auf der Westseite Traufseite des Anwesens Marktstraße 9 sowie Parkplatz anstelle der 1971 abgebrochenen Großen Kelter; die Gasse als westliche Abgrenzung des Burg- und Schlossbezirkes
gegenüber der bürgerlichen Stadt wohl mit Auflassung des innerstädtischen Burggrabens im späten Mittelalter gebildet, durch die Sanierungsmaßnahmen in den 1970er Jahren im Erscheinungsbild überformt.
Die Gasse hat dokumentarischen Wert insbesondere für die Entwicklung des alten Herrschaftssitzes zur Burg und später zum Schloss. Mit dem alten Fruchtkasten als späteren Amtsgericht und der Oberamtei schließt die Gasse zur Stadtmauer ab.

#### Obere Holdergasse
Verbindungsstraße in der nördlichen Altstadt, namensgebend könnte der mutmaßliche Holunderbewuchs auf den ehemaligen Freiflächen sein; von der Niklastorstraße nördlich der Stadtkirche entlang geradlinig nach Westen führend und dort am Westrand der Altstadt in die Gasse „Auf den Felsen“ einmündend; dicht mit giebelständigen, ackerbürgerlich sowie kleinhandwerklich ausgerichteten Häusern sowie deren ehemaligen Scheunen bebaut, die Scheunen und teils auch die Wohnhäuser des 18. und 19. Jahrhunderts vielfach modern überformt; zunächst nördliche innere Mauergasse des älteren Stadtgründungsgebietes parallel zur Marktstraße, seit der Stadterweiterung um 1400 eine der drei zentralen Erschließungsachsen des nördlichen Stadtgebietes.
Die Obere Holdergasse hat mit ihrer regelhaft giebelständigen Bebauung dokumentarischen Wert als ehemalige innere Mauergasse für die mittelalterliche Genese der Stadt. Die Gebäude lassen mit ihrer einstigen bäuerlichen Grundstruktur das ehemals agrarische Zentrum der Stadt erkennen.

| Bild           | Bezeichnung                                 | Lage                         | Datierung              | Beschreibung | ID |
| -------------- | ------------------------------------------- | ---------------------------- | ---------------------- | --- | -- |
|                | Wohnhaus (Erhaltenswertes Gebäude)          | Obere Holdergasse 1 (Karte)  | um 1700                | Zweigeschossiges verputztes Fachwerkhaus in Eck- und Hanglage an einer Staffel zur Stadtkirche, Erdgeschoss massiv mit profilierter Steinkonsole zum schräg vorkragendem Obergeschoss, Satteldach mit breiter Schleppgaube, wohl Anfang des 18. Jahrhunderts über älteren Resten neu errichtet, Umbauten im 19. und 20. Jahrhundert. Das Anwesen gehört zu der hauptsächlich giebelständigen Bebauung mit ackerbürgerlichen Häusern und Scheunen auf der Südseite der oberen Holdergasse in unmittelbarer Nachbarschaft zur Stadtkirche. Es veranschaulicht mit seinem älteren Erdgeschoss und dem verputzten Fachwerk einen typischen Wiederaufbau der Zeit um 1700 mit späteren Veränderungen. |    |
|                | Wohnhaus mit Ölmühle (Ölmühle Jäger)        | Obere Holdergasse 2 (Karte)  | 1706                   | Dreigeschossiges Fachwerkhaus, Erdgeschoss massiv aus unverputzten Bruch- und Quadersteinen mit profiliertem Rundbogen-Kellertor, geohrtem Portal mit Engelskopf und Eckquaderung, profiliertes Steinsims zum ersten Obergeschoss, Obergeschosse konstruktives Fachwerk verputzt, Gesims zum unverputzten Fachwerkgiebel, Satteldach mit Gauben, 1706 unter Verwendung von Bauteilen wohl des 16. Jahrhunderts (Keller, Erdgeschoss) vom Amtsschreiber Chr. Amend wieder aufgebaut, Portal wohl noch vom Vorbesitzer, dem Dekan Schlotterbeck, 1906 Einbau einer elektrischen Ölmühle durch den Ölmüller Jäger, 1989/1992 umfassende Sanierung, 1994 als Technisches Kulturdenkmal Ölmühle Jäger eröffnet (Museum). Das in der Reihe giebelständiger Anwesen auf der Nordseite der Oberen Holdergasse stehenden Gebäude hat mit seinem frühneuzeitlichen Kern und dessen aufwendigen Baudetails als ehemaliges Handwerkerhaus und als Wiederaufbau der Zeit um 1700 dokumentarischen Wert. Die Ölmühle gibt Zeugnis über die gewerbliche Entwicklung innerhalb des Stadtkerns und die Technikgeschichte um 1900. Geschützt nach § 2 DSchG |    |
|                | Wohnhaus (Erhaltenswertes Gebäude)          | Obere Holdergasse 3 (Karte)  | 1710                   | Zweigeschossiges verputztes Fachwerkhaus in Hanglage, Erdgeschoss massiv mit Eingang und Kellertür, getreppte Eckkonsole zum schräg vorkragenden Obergeschoss, Fachwerk mit leichten Vorstößen, Satteldach mit Stehgaube, 1710 bezeichnet, damals Wiederaufbau wohl unter Verwendung eines älteren Erdgeschosses. Bei der Kellertür könnte es sich um ein nachträglich verkleinertes Rundbogen-Kellertor handeln. Das Anwesen gehört zu der hauptsächlich giebelständigen Bebauung mit ackerbürgerlichen Häusern und Scheunen auf der Südseite der oberen Holdergasse. Es veranschaulicht mit seinem älteren Erdgeschoss und dem verputzten Fachwerk einen typischen Wiederaufbau der Zeit um 1700 mit späteren Veränderungen. |    |
|                | Scheune, Wohnhaus (Erhaltenswertes Gebäude) | Obere Holdergasse 4 (Karte)  | 1706                   | Fachwerkscheune zum Anwesen Obere Holdergasse 2, Erdgeschosszone verputzt mit Garageneinfahrt und Eingang, Eckquaderung wie beim Hauptanwesen, profilierte Schwelle zum Fachwerkgiebel, konstruktives Fachwerk ohne Vorstöße, Satteldach mit breiter Schleppgaube, im Kern wohl von 1706 (wie Hauptanwesen), 1980 Renovierung des Südgiebels, 1986 Umbau zu Wohnzwecken. Innerhalb der einst vielfach mit Scheunen der ackerbürgerlichen und handwerklichen Anwesen bebauten Obere Holdergasse veranschaulicht dieses zu Wohnzwecken umgebaute Beispiel noch immer den einst ländlichen Charakter des Viertels. |    |
| Weitere Bilder | Portal                                      | Obere Holdergasse 5 (Karte)  | 1706                   | Geohrtes Portal aus Sandstein, im Rankenornament des Sturzes mit Inschrift und einer Brezel sowie gekreuzten Brotschiebern als Berufszeichen der Bäcker gekennzeichnet, 1706 bezeichnet, 1983 Restaurierung; erhaltenswert ist das dazugehörige dreigeschossige und verputzte Fachwerkhaus in Ecklage, Sockelzone und Erdgeschoss massiv mit Stall- und Kellereingang zur Straße sowie dem genannten Portal zur Sonnengasse, leichter Vorstoß zum zweiten Obergeschoss, Satteldach mit Schleppgauben, nach Bezeichnung 1706 wohl über älterem Kern neu erbaut, Umbauten im 19./20. Jahrhundert, 1996 Erneuerung einiger Fenster. Das barocke Portal hat als Hauszugang mit seinem künstlerisch gestalteten Hauszeichen dokumentarischen Wert für das Selbstbewusstsein des Berufsstandes der Bäcker. Das Anwesen innerhalb der hauptsächlich giebelständigen Bebauung mit ackerbürgerlichen Anwesen und Scheunen auf der Südseite der Oberen Holdergasse veranschaulicht einen schlichten, aber typischen Wiederaufbau der Zeit um 1700. Geschützt nach § 2 DSchG                                                                         |    |
| Weitere Bilder | Scheune, Wohnhaus                           | Obere Holdergasse 7 (Karte)  | Anfang 18. Jahrhundert | Fachwerkscheune, Erdgeschosszone massiv aus unverputzten Bruchsteinen mit Eckquaderung, auf der Westseite rechteckige Toreinfahrt, daneben ehemaliger und teils vermauerter Rundbogen-Kellereingang mit Bezeichnung, konstruktives Fachwerk ohne Vorstöße, Satteldach, Anfang des 18. Jahrhunderts über Keller und Erdgeschoss von 1688 erbaut (Bezeichnung), Fachwerkgiebel im 19. Jahrhundert erneuert, 1995 Umbau der Scheune zum Wohnhaus, dabei das zuvor komplett vermauerte Rundbogen-Kellertor teils geöffnet. Entsprechend seiner Lage innerhalb der Parzellen könnte die Scheune zum Anwesen Marktstraße 40 oder 42 gehört haben. Innerhalb der einst vielfach mit Scheunen der ackerbürgerlichen/handwerklichen Anwesen bebauten Obere Holdergasse hat dieses zu Wohnzwecken umgebaute Beispiel eines Ökonomiegebäudes mit seinem frühneuzeitlichen Kern dokumentarischen Wert für die Geschichte der Oberen Holdergasse als Zentrum ackerbürgerlicher Aktivitäten. Geschützt nach § 2 DSchG |    |
| Weitere Bilder | Scheune                                     | Obere Holdergasse 9 (Karte)  | Anfang 18. Jahrhundert | Fachwerkscheune in Hanglage, zur Gasse traufseitig stehend, hohe Untergeschosszone massiv aus hammergerechtem Schichtenmauerwerk mit Eckquaderung, Obergeschoss unverputztes konstruktives Fachwerk, nach Süden zur Marktstraße durch ein mittiges rechteckiges Tor erschlossen, Satteldach, Anfang des 18. Jahrhunderts über vielleicht älterem Massivsockel erbaut. Innerhalb der einst vielfach mit Scheunen der ackerbürgerlich/handwerklichen Anwesen bebauten Oberen Holdergasse hat dieses ungewöhnlich authentisch überlieferte Beispiel eines Ökonomiegebäudes dokumentarischen Wert für die Geschichte der Oberen Holdergasse als Zentrum ackerbürgerlicher Aktivitäten. Geschützt nach § 2 DSchG |    |
|                | Wohnhaus (Erhaltenswertes Gebäude)          | Obere Holdergasse 10 (Karte) | Anfang 18. Jahrhundert | Zweigeschossiges verputztes Fachwerkhaus in Hang- und Ecklage, Sockel massiv, rückwärtig Rundbogen-Kellertor, Erdgeschossbereich zur Oberen Holdergasse unverputztes Fachwerk, Fachwerk mit umlaufenden Vorstößen, Satteldach, Anfang des 18. Jahrhunderts über älteren Resten (Keller) neu erbaut, 1978 Neufassung der Fassade. Das in der Reihe giebelständiger Anwesen auf der Nordseite der Oberen Holdergasse stehende Gebäude veranschaulicht mit seinem weitgehend verputzten Fachwerk den für dieses Viertel Marbachs charakteristischen Wiederaufbautypus der Zeit um 1700 in schlichter, aber charakteristischer Art und Weise. |    |
| Weitere Bilder | Wohnhaus                                    | Obere Holdergasse 11 (Karte) | um 1700                | Zweigeschossiges Fachwerkhaus in Hang- und Ecklage, hoher Sockel und Erdgeschoss massiv und verputzt mit teils unverputzter Eckquaderung, zur Oberen Holdergasse Fenstergewände der Renaissance, Rundbogen-Kellertor und rundbogiges Portal, dessen Gewände mittig spitz zulaufen, Zierfachwerk mit geschwungenen Streben und Eselsrückenprofil an den vorkragenden Schwellen, Satteldach mit Schleppgauben, um 1700 über spätmittelalterlich/frühneuzeitlichem massivem Unterbau neu errichtet, 1988/1989 Außenrenovierung mit Fachwerkfreilegung, 1997 Erstellung einer Dachgaube. Das innerhalb der gemischten Bebauung auf der Südseite der Oberen Holdergasse vergleichsweise repräsentative Gebäude ragt ungewöhnlich weit in die Gasse hinein und ist damit Hinweis auf die Bebauungsstruktur vor dem Stadtbrand von 1693. Mit seinem frühneuzeitlichen, massiven Unterbau und dem typischen Fachwerk eines Wiederaufbaues um 1700 hat das Anwesen dokumentarischen Wert für die beiden wichtigsten Bauphasen der Stadt Marbach. Geschützt nach § 2 DSchG                                                                          |    |
| Weitere Bilder | Scheune, Wohnhaus                           | Obere Holdergasse 15 (Karte) | 1747                   | Fachwerkscheune in Hanglage, Untergeschosszone zur Oberen Holdergasse massiv aus Quader- und Bruchsteinen mit Eckquaderung, Obergeschoss unverputztes konstruktives Fachwerk ohne Vorstöße, nach Süden zur Marktstraße durch ein seitliches rechteckiges Tor erschlossen, Satteldach mit Dachloggia, 1747 durch einen Handelsmann erbaut, 2007 Sanierung und Umbau zu Wohnzwecken. Vor dem Stadtbrand befand sich anstelle der Scheune die Zehntscheune der Kellerei; 1802 gehörte die 1747 erbaute Scheune mit Stall und Keller dem Hirschwirt. Innerhalb der einst vielfach mit Scheunen der ackerbürgerlichen/handwerklichen Anwesen bebauten Oberen Holdergasse hat dieses zu Wohnzwecken umgebaute Beispiel eines Ökonomiegebäudes dokumentarischen Wert für die Geschichte der Oberen Holdergasse als Zentrum ackerbürgerlicher Aktivitäten. Geschützt nach § 2 DSchG |    |
| Weitere Bilder | Wohnhaus (Erhaltenswertes Gebäude)          | Obere Holdergasse 18 (Karte) | Mitte 18. Jahrhundert  | Eingeschossiges verputztes Fachwerkhaus, hohes Sockelgeschoss massiv mit Eingang und Keller, profilierte Schwelle zum Giebel, Fachwerk mit Vorstoß im Giebel, Satteldach, Mitte 18. Jahrhundert. Das Haus gehört zu der (überwiegend modernisierten) giebelständigen Bebauung mit ackerbürgerlichen Anwesen in diesem Abschnitt der oberen Holdergasse. Es veranschaulicht mit seiner Fassadenabwicklung ein typisches Kleinbauernhaus aus der Mitte des 18. Jahrhunderts. |    |
| Weitere Bilder | Scheune, Wohnhaus                           | Obere Holdergasse 19 (Karte) | um 1700                | Fachwerkscheune in Hanglage, Untergeschosszone massiv aus unverputzten Quader- und Bruchsteinen mit rechteckiger Toreinfahrt, über der Untergeschosszone große Segmentbogen-Ladetür, Fachwerk jeweils mit Vorstoß zum und im Giebel, Satteldach mit Schleppgauben, um 1700 neu erbaut, 1991/1992 Umbau zum Wohnhaus. Innerhalb der einst vielfach mit Scheunen der ackerbürgerlich/handwerklichen Anwesen bebauten Oberen Holdergasse hat dieses zu Wohnzwecken umgebaute Beispiel eines Ökonomiegebäudes dokumentarischen Wert für die Geschichte der Oberen Holdergasse als Zentrum ackerbürgerlicher Aktivitäten. Geschützt nach § 2 DSchG |    |
| Weitere Bilder | Türsturz (Erhaltenswertes Bauteil)          | Obere Holdergasse 21 (Karte) | 1793                   | Türsturz mit Inschrift und Bezeichnung in Kartusche, nach der Bezeichnung 1793 gefertigt. Der Türsturz des Wohnhauses Obere Holdergasse 5 veranschaulicht mit seiner künstlerisch gestalteten Kartusche eine Bauphase des dazugehörigen Anwesens. |    |
|                | Scheune (Erhaltenswertes Gebäude)           | Obere Holdergasse 22 (Karte) | 19. Jahrhundert        | Verputzte Fachwerkscheune in Hanglage, zur Oberen Holdergasse mittig rechteckige Toreinfahrt, seitlich jeweils kleinere Eingänge, Öffnungen durch Holzläden geschlossen, Fassade ohne Vorstöße, Satteldach, 19. Jahrhundert. Innerhalb der einst vielfach mit Scheunen der ackerbürgerlich/handwerklichen Anwesen bebauten Oberen Holdergasse veranschaulicht dieses einfache und authentisch überlieferte Beispiel eines Ökonomiegebäudes die Geschichte der Oberen Holdergasse als Zentrum ackerbürgerlicher Aktivitäten. |    |
|                | Wohnhaus (Erhaltenswertes Gebäude)          | Obere Holdergasse 30 (Karte) | 19. Jahrhundert        | Eingeschossiges verputztes Wohnhaus, hoher Sockel massiv aus unverputzten Quadersteinen, Giebel mit leichtem Rücksprung, 19. Jahrhundert mit älterem Kern, 1989 Sanierung. Das Haus gehört zu der (überwiegend modernisierten) giebelständigen Bebauung mit ackerbürgerlichen Anwesen in diesem Abschnitt der oberen Holdergasse. Es veranschaulicht mit seiner Fassadenabwicklung ein typisches Kleinbauernhaus aus dem 19. Jahrhundert. |    |
| Weitere Bilder | Hauszeichen                                 | Obere Holdergasse 34         | 1706                   | Wappenartiges Hauszeichen, gefasst mit floraler Ornamentierung, rundlicher Schild mit Berufszeichen eines Tuchmachers (Art Holzkamm zum Kämmen der Wolle, sogenannte Kardätsche) sowie Initialen und Bezeichnung, nach dieser 1706 entstanden; erhaltenswert ist das dazugehörige zweigeschossige und verputzte Fachwerkhaus in Ecklage, Erdgeschoss massiv mit teils sichtbarer Eckquaderung, Fachwerk mit leichten Vorstößen, Satteldach mit Schleppgauben, nach Bezeichnung 1706 vom Tuchmacher Caspar Höllriegel erbaut. Das in barocken Formen gestaltete Hauszeichen hat dokumentarischen Wert für das Selbstbewusstsein des Berufsstandes der Tuchmacher. Das Haus gehört zu der (überwiegend modernisierten) giebelständigen Bebauung mit ackerbürgerlichen Anwesen in diesem Abschnitt der oberen Holdergasse. Es veranschaulicht einen für dieses Viertel typischen, schlichten Wiederaufbau der Zeit um 1700. Geschützt nach § 2 DSchG |    |

#### Rathausgasse
Kurze Verbindungsgasse; benannt nach dem Rathaus am Nordende der Gasse (siehe Marktstraße 23); von der Strohgasse schräg gegenüber der Geistlichen Verwaltung rechtwinklig nach Norden abzweigend und am Rathaus endend bzw. dort in zwei schmale Gassen aufgeteilt westlich und östlich des Gebäudes vorbei zur Marktstraße führend; geprägt von den rückwärtigen Traufseiten der zur Strohgasse und Marktgasse giebelständig ausgerichteten Anwesen aus der Wiederaufbauzeit um 1700 bzw. am nördlichen Endpunkt vom dort raumabschließenden Rathaus von 1760/63; als eine der Quergassen zwischen Marktstraße und Strohgasse wohl schon seit dem Mittelalter bestehend.
Mit dem Behelfrathaus auf seiner Ostseite (Nr. 3) hat die Rathausgasse insbesondere hinsichtlich der städtebaulichen Entwicklung nach dem Stadtbrand von 1693 dokumentarischen Wert.

| Bild | Bezeichnung                                           | Lage                   | Datierung              | Beschreibung | ID |
| ---- | ----------------------------------------------------- | ---------------------- | ---------------------- | --- | -- |
|      | Städtischer Speicher, Behelfsrathaus, Ökonomiegebäude | Rathausgasse 3 (Karte) | 1699/1700              | Zweigeschossiges Fachwerkgebäude, Erdgeschoss massiv und verputzt mit älterer (vermauerter) und neuerer Einfahrt sowie Kellereingang, Fachwerk mit Fuß- und K-Streben, auf der nördlichen Giebelseite mit leichten Vorstößen, Satteldach, 1699/1700 als Speicherbau anstelle des städtischen Kornhauses wieder aufgebaut, darunter ein 1682 bezeichneter Keller des Vorgängers, 1703/04 durch „Fruchtbodenaufbau“ ergänzt, bis 1763 als provisorisches Rathaus genutzt, 1843 im Erdgeschoss Lager für Marktmaterialien, im Obergeschoss Gefängnis und im Dach städtischer Fruchtkasten. Das heute äußerlich unscheinbare Ökonomiegebäude direkt hinter dem heutigen Rathaus hat seiner im Innern teils noch ablesbaren Vergangenheit als ehemaliges städtischen Kornhaus und Interimsrathaus dokumentarischen Wert für die administrative Entwicklung der Stadt Marbach, insbesondere nach der Zerstörung von 1693. Geschützt nach § 2 DSchG |    |
|      | Wohnhaus (Erhaltenswertes Gebäude)                    | Rathausgasse 6 (Karte) | Anfang 18. Jahrhundert | Zweigeschossiges verputztes Fachwerkhaus in Hang- und Ecklage, nach Westen kleiner dreigeschossiger Anbau, im hohen Sockel zur Strohgasse Garageneinbau und Kellerabgang, Fachwerk mit leichten Vorstößen, Satteldach mit Schleppgaube, Anfang des 18. Jahrhunderts wohl über älteren Resten (Keller) neu erbaut, im 20. Jahrhundert überformt. Der Keller unter dem Anwesen deutet auf eine gemeinsame Vergangenheit mit dem Anwesen Rathausgasse 4. Das in der Reihe giebelständiger Anwesen auf der Nordseite der Strohgasse und in markanter Eckposition zur Rathausgasse stehende Gebäude veranschaulicht noch in der überformten Art und Weise mit seinem verputzten Fachwerk den für Marbach charakteristischen Wiederaufbautypus der Zeit um 1700. |    |

#### Rosengasse
Kurze Verbindungsgasse; benannt nach dem Gasthof zur Rose an der Ecke zur Marktstraße (siehe Marktstraße 16), von der oberen Marktstraße rechtwinklig nach Norden mit leichtem Gefälle abzweigend, bei den Anwesen Nummer 10 und 12 sich aufspaltend und auf der Ostseite in den Göckelhof sowie auf der Westseite in die Niklastorstraße übergehend; geprägt von den rückwärtigen Traufseiten der zur Marktgasse giebelständig ausgerichteten Anwesen sowie von den Anwesen Nummer 10 und 12, die den Straßenraum nach Norden als point de vue abschließen, jeweils Wiederaufbauten der Zeit um 1700; als eine der von der Marktstraße nach Norden führenden Quergassen zur Anbindung des Bereiches Göckelhof wohl schon seit dem Mittelalter bestehend.
Mit dem ehemaligen Gasthof zur Rose auf seiner Westseite hat die Rosengasse insbesondere hinsichtlich der städtebaulichen Entwicklung nach dem Stadtbrand von 1693 dokumentarischen Wert. Die Gestalt der Straße wird neben einigen Neubauten vor allem von den Häusern Nr. 10 und 12 in nördlicher Blickachse geprägt.

| Bild           | Bezeichnung | Lage                  | Datierung | Beschreibung | ID |
| -------------- | ----------- | --------------------- | --------- | --- | -- |
| Weitere Bilder | Wohnhaus    | Rosengasse 10 (Karte) | 1707      | Zweigeschossiges Fachwerkhaus in Ecklage mit zum Göckelhof abgeschrägtem Grundriss, Erdgeschoss massiv aus unverputzten Hausteinen mit Eckquaderung, rechteckige Toreinfahrt, kleiner Ladeneinbau, im Innern Kassettendecke und bezeichnete Tür, Fachwerk über eine von vier Streben getragene Auskragung am Eck mit profilierten Schwellen an den leichten Vorstößen sowie Andreaskreuzen, im Obergeschoss Gestaltung der Fenster mit Fenstererkern zur Schauseite, Satteldach mit Schleppgauben, nach Bezeichnung bis 1707 über älterem Kern wohl von zwei Vorgängerbauten errichtet, 1960 Instandsetzungsmaßnahmen am Südgiebel, 1983/86 Umbau und Außensanierung mit Fachwerkfreilegung der Ost- und Westseite, Dachgeschossausbau. Das Anwesen, das zusammen mit dem Nachbarhaus Rosengasse 12 den räumlichen Nordabschluss der Rosengasse bildet, hat dokumentarischen Wert als qualitätvolles Beispiel eines Wiederaufbaues der Zeit um 1700 mit auffälligen Fenstererkern und außergewöhnlichem Grundriss. Geschützt nach § 2 DSchG |    |
| Weitere Bilder | Wohnhaus    | Rosengasse 12 (Karte) | nach 1700 | Zweigeschossiges Fachwerkhaus in Ecklage mit hohem Sockelgeschoss, dieses massiv und verputzt mit rechteckiger Toreinfahrt zur Niklastorstraße, Sockel und Fachwerk bis zum Obergeschoss mit abgeschrägter Ecke, Fachwerk ohne Vorstöße, zum Obergeschoss über abgeschrägter Ecke von Streben getragen, Satteldach, nach 1700 über kleinem wohl älteren Keller erbaut, 1978 Fachwerkfreilegung, 1986 Außenrenovierung. Das Sockelgeschoss des Anwesens diente im 18. und 19. Jahrhundert hauptsächlich als Wagnerei. Das Haus bildet zusammen mit dem Nachbarhaus Rosengasse 10 den räumlichen Nordabschluss der Rosengasse. Als ehemaliges Handwerkeranwesen hat es dokumentarischen Wert für einen typischen Wiederaufbau zu Anfang des 18. Jahrhunderts in beengter städtebaulicher Lage. Geschützt nach § 2 DSchG |    |

#### Sonnengasse
Verbindungsgasse; benannt nach dem ehemaligen Gasthaus zur Sonne (Marktstraße 38), im 19. Jahrhundert noch als Unteres Marktgäßchen bezeichnet; von der Marktstraße als schmale Gasse bergab geradlinig nach Norden führend und die Obere Holdergasse querend, leicht nach Osten versetzt und wiederum geradlinig bis zur Mittleren Holdergasse weiter verlaufend; von den jeweiligen Eckanwesen der einzelnen Straßen bzw. deren rückwärtigen Gebäudeteilen geprägt, diese vielfach überformt; als typische „Quersprosse“ des leiterförmigen Grundrisses zwischen den Holdergassen Teil der um 1400 erweiterten Stadtanlage.
Die Gasse hat als klassische Querverbindung einer im späten Mittelalter angelegten Planstadt mit leiterförmigem Grundriss dokumentarischen Wert für den Planungswillen dieser Zeit. Städtebaulichen Wert haben zudem die Blickachsen, die im nördlichen und südlichen Abschnitt jeweils auf die Giebelseiten von Kleinanwesen zielen.

| Bild | Bezeichnung                        | Lage                  | Datierung | Beschreibung | ID |
| ---- | ---------------------------------- | --------------------- | --------- | --- | -- |
|      | Wohnhaus (Erhaltenswertes Gebäude) | Sonnengasse 1 (Karte) | um 1700   | Zweigeschossiges verputztes Fachwerkhaus, rückwärtig dreigeschossig, Sockelzone massiv, im Erdgeschoss angedeuteter Fenstererker, Fachwerk mit zwei leichten Vorstößen, asymmetrisches Satteldach mit Schleppgauben, Anfang 18. Jahrhundert mit wohl älterem Kern, 1940 Um- und Ausbauten, 1951 einseitige Aufstockung auf der Westseite. Der gemeinsame Gewölbekeller mit Obere Holdergasse 5 deutet auf ein erst nachträglich aufgeteiltes Haus hin. Demnach könnte es wie dieses nach dessen Bezeichnung 1706 erbaut worden sein. Das Anwesen gehört als einst rückwärtiger Teil des Gebäudes Obere Holdergasse 5 zur hauptsächlich giebelständigen Bebauung der Oberen Holdergasse mit ackerbürgerlichen Anwesen und Scheunen. Es veranschaulicht einen schlichten, aber typischen Wiederaufbau der Zeit um 1700. |    |

#### Strohgasse
Verbindungsstraße in der südlichen Altstadt, namensgebend eventuell das auf der Straße durch die Ackerbauern verstreute Stroh, 1556 als „Strawgas“ (= Strohgasse) bezeichnet; von der Oberamteigasse leicht bergab und geradlinig nach Westen führend, dabei die Bärengasse querend und am Ende in die Ludwigsburger Straße einmündend; östlicher Teil bis zur Bärengasse auf der Nordseite von traufständigen Scheunen und auf der Südseite von herrschaftlichen Gebäuden beherrscht, westlich der Bärengasse beidseits regelhaft giebelständige Privatanwesen, ackerbürgerlich bis kleinbäuerlich bzw. kleinhandwerklich geprägt, auf der Nordseite stärker überformt; als eine zur Markstraße parallele Nebenachse im südlichen Stadtgründungsgebietes Ende des 12. Jahrhunderts angelegt, durch die Anlage der Oberamteigasse im späten Mittelalter Anschluss an die Marktstraße, nach dem Stadtbrand Begradigung der Baulinien.
| Bild           | Bezeichnung                                                   | Lage                     | Datierung                 | Beschreibung | ID |
| -------------- | ------------------------------------------------------------- | ------------------------ | ------------------------- | --- | -- |
|                | Reste der Kelter                                              | Strohgasse 2 (Karte)     | 1590                      | Auf der Nordseite eines Parkplatzes verlaufende Bruchsteinmauer mit einem großen und einem kleinen vermauerten Rundbogentor, seitlich kurze nach Süden zeigende Mauerstutzen, im Kern von 1590, 1687 im Zuge der weitgehenden Neuerrichtung der großen Kelter erneuert, seit Abbruch derselben im Jahr 1971 einziger Rest der ehemaligen Kelter. Der U-förmige Mauerzug hat als Rest der ehemaligen Nordgiebelwand der großen Kelter dokumentarischen Wert als letztes Zeugnis des einst herrschaftlichen, die wirtschaftliche Kraft der Stadt und die Dominanz des Weinbaues ausdrückenden Gebäudes, das die Gestalt der Strohgasse als markanter Baukörper in hohem Maße prägte. Geschützt nach § 2 DSchG |    |
| Weitere Bilder | Amtsgerichtsgebäude mit Waschhaus (Sachgesamtheit)            | Strohgasse 3 (Karte)     | Mittelalter, 1534 (Umbau) | Dreigeschossiger, lang gestreckter und verputzter Massivbau mit Eckquaderung (§ 28), in der hohen Sockelzone im Westen Rundbogentor, mehrere Eingänge, Satteldach mit breiten Schleppgauben, nach Westen mit Halbwalm, im Kern mittelalterlich (Ostflügel, Reste des alten Stadtschlosses), südliche Traufwand ehemalige Stadtmauer, nach Bezeichnung 1534 zumindest umgebaut, nach dem Stadtbrand unter Verwendung der massiven Reste in zwei Phasen wieder aufgebaut, Ostflügel 1698 als herrschaftliche Zehntscheune errichtet, Westflügel 1724 als herrschaftliches Bandhaus erbaut und ab 1837 zum Amtsgerichtsgebäude umfunktioniert, 1855 Umbau Ostflügel zum Oberamtsgefängnis, 1990/2003 Sanierungsmaßnahmen; vorgelagert kleiner Massivbau (§ 2), unverputzt aus Sichtmauerwerk, um 1858 als Waschhaus neu erbaut, 1992 Sanierung. Mit seiner bis ins Mittelalter zurückreichenden Sondernutzung als Fruchtkasten hat das spätere Amtsgebäude hohen dokumentarischen Wert für die herrschaftliche Entwicklung der Stadt. Es prägt mit seinem großen Baukörper die östliche Strohgasse und besonders auch die Stadtsilhouette von Süden. Geschützt nach §§ 2, 28 DSchG |    |
| Weitere Bilder | Vogtei, Oberamtei                                             | Strohgasse 5 (Karte)     | 1697/98                   | Dreigeschossiges verputztes Fachwerkhaus mit rechtwinkligem Anbau, Erdgeschoss massiv mit Rundbogen-Kellertor und teils aufwendigen Sandsteingewänden, korbbogiges Eingangsportal mit Württembergischen Wappen, südliche Giebelseite mit integrierter Stadtmauer bis zum ersten Obergeschoss massiv und unverputzt, ansonsten auf den Giebelseiten leichte Vorstöße, an der östlichen Traufseite Fachwerkerker im ersten Obergeschoss, Satteldach, auf dem Anbau Walmdach, 1697/98 unter Einbeziehung der Stadtmauer und Teile der alten Vogtei neu erbaut, westlicher Anbau nach Abbruch der dazugehörigen Scheune 1831 errichtet, 2006/08 umfassende Sanierung und Ausbau zu Wohnungen. Das Anwesen könnte auf den ehemals gräflichen Marbacher Meiereihof zurückgehen, der erst 1473 privatisiert wurde. Mit seinen ehemaligen Sondernutzungen gehört das repräsentative Anwesen zum herrschaftlichen Umfeld des ehemaligen Schlosses. Es hat hohen dokumentarischen Wert für die herrschaftliche Geschichte der Stadt und prägt das Bild der östlichen Strohgasse sowie die Stadtsilhouette von Süden. Geschützt nach § 28 DSchG                                            |    |
|                | Wohn- und Geschäftshaus (Erhaltenswertes Gebäude)             | Strohgasse 8 (Karte)     | 19. Jahrhundert           | Zweigeschossiges verputztes Fachwerkhaus in Ecklage, Erdgeschoss massiv mit Ladeneinbau zur Bärengasse, Fenster- und Türgewände teils aus Werksteinen, Fachwerk ohne Vorstöße, Satteldach mit Stehgauben, 19. Jahrhundert, im Kern älter, 1995 Umbau des Ladens. Im Urkatasterplan von 1832 ist das Gebäude noch als Scheune eingetragen. Das Anwesen gehört zu einer Reihe traufständiger und später zu Wohnzwecken umgebauter Scheunen auf der Nordseite der östlichen Strohgasse. Das Gebäude veranschaulicht die bis heute anhaltende Tendenz, Scheunen innerhalb des Altstadtgebietes zu Wohnhäusern umzunutzen. |    |
|                | Kelleranlage und Reste der Stadtmauer                         | Strohgasse 9 (Karte)     | 1699                      | Rundbogen-Kellertor (vermauert) mit breitem Kellerabgang, großer gewölbter Keller mit Stadtmauer als südliche Stirnwand, zwei kleinere Nebenkeller, Kelleranlage des 1699 erbauten Fruchtkastens und Bandhauses der Geistlichen Verwaltung, eventuell bereits vor dem Stadtbrand von 1693 als Keller des dort bestehenden Amtshauses erbaut; Kulturdenkmal gem. § 28 DSchG ist die auf der Südseite des Anwesens angrenzende Stadtmauer, 14. Jahrhundert. Das dazugehörige Gebäude wurde bis 1990 in historisierender Weise neu errichtet. Die große Kelleranlage hat sowohl typologisch als auch in Hinblick auf die Stadtgeschichte dokumentarischen Wert als Beleg für das ehemalige Amtshaus und den späteren Fruchtkasten bzw. das Bandhaus. Die Stadtmauer hat dokumentarischen Wert für den militärischen Ausbau der Stadt im späten Mittelalter. Geschützt nach §§ 2, 28 DSchG |    |
|                | Wohnhaus (Erhaltenswertes Gebäude)                            | Strohgasse 10 (Karte)    | um 1700                   | Dreigeschossiges Fachwerkhaus in Ecklage, Erdgeschoss massiv mit Eckquaderung, gekoppelte Fenster und Tür mit Oberlicht jeweils mit Werksteingewänden, Zierfachwerk mit leichten Vorstößen, Satteldach mit Schleppgauben, um 1700 wohl über älteren Resten neu erbaut, 1990 umfassende Sanierung. Das Wohnhaus bildet mit dem dahinter anschließenden Scheunengebäude eine bauliche Einheit. Dieses diente bis 1763 als provisorisches Rathaus (siehe Rathausgasse 3). Mit dem Anwesen wechselt die Ausrichtung der Gebäude, die giebelständige Bebauung auf der westlichen Nordseite der Strohgasse beginnt. Das Haus veranschaulicht einen typischen Wiederaufbau der Zeit um 1700 mit älteren Resten und jüngerer Modernisierung. |    |
|                | Wohn- und Geschäftshaus mit Scheune (Erhaltenswertes Gebäude) | Strohgasse 11 (Karte)    | 18./19. Jahrhundert       | Zweigeschossiges Fachwerkhaus in Ecklage, Erdgeschoss massiv mit Durchgang über das Eck, Fachwerk mit Vorstößen, im Giebel verputzt, im Kern um 1700, Umbauten im 20. Jahrhundert, 1999 Außenrenovierung mit Umgestaltung der Erdgeschosszone; dazugehörig rückwärtig anschließende Scheune, teils massiv, teils Fachwerk, rechteckige Einfahrt, Satteldach, 18./19. Jahrhundert. Die Scheune steht in baulichem Verbund mit dem Diebs- oder Malefizturm (siehe Strohgasse 11/2). Das Anwesen zwischen der Geistlichen Verwaltung (siehe Strohgasse 13) und dessen ehemaligen Fruchtkasten bzw. dem ehemaligen Amtshaus (siehe Strohgasse 9) unterbricht die Bebauung mit öffentlichen Gebäuden. Zusammen mit seiner Scheune veranschaulicht das im Kern typische Wiederaufbauhaus den landwirtschaftlichen Charakter Marbachs abseits der Hauptdurchfahrtsstraßen. Geschützt nach § 2 DSchG |    |
|                | Scheune                                                       | Strohgasse 11/1 (Karte)  | 18. Jahrhundert           | Fachwerkscheune, Sockel massiv, rechteckige Toreinfahrt, Fachwerk mit Vorstoß auf der Traufseite, Satteldach mit Walm auf der Südseite zur Stadtmauer, 18. Jahrhundert, 1979 Außensanierung; Kulturdenkmal gem. § 28 DSchG ist die in der südlichen Giebelwand integrierte Stadtmauer, 14. Jahrhundert. Die Scheune steht in baulichem Verbund mit dem Diebs- oder Malefizturm (siehe Strohgasse 11/2). Die lange Zeit im Besitz von Metzgern befindliche Scheune hat als beispielhaft überliefertes Exemplar dokumentarischen Wert für ein innerstädtisches Ökonomiegebäude des 18. Jahrhunderts. Die Stadtmauer hat dokumentarischen Wert für den militärischen Ausbau der Stadt im späten Mittelalter. Geschützt nach §§ 2, 28 DSchG |    |
|                | Diebs- oder Malefizturm                                       | Strohgasse 11/2 (Karte)  | 14./15. Jahrhundert       | Stadtturm, massiv und verputzt aus Bruchsteinen, Eckquaderung und Werksteingewände unverputzt, im Obergeschoss Abtritt auf Konsolen, Walmdach, im Kern 14./15. Jahrhundert, 1693 ausgebrannt und 1719/20 wieder mit zwei Gefängnissen eingerichtet, 1754/55 bauliche Verbesserungen. Die Scheunen Strohgasse 11 und 11/1 stehen in baulichem Verbund mit dem Turm (siehe Strohgasse 11 und 11/1). Das daneben angrenzende Grabentor wurde erst 1847 durch die Stadtmauer gebrochen. Der lange Zeit als Gefängnis dienende Stadtturm hat hohen dokumentarischen Wert für die Entwicklung der Stadtbefestigung seit dem hohen Mittelalter und als öffentliche Einrichtung der städtischen Verwaltung. Geschützt nach § 28 DSchG |    |
|                | Geistliche Verwaltung (Dekanat), Pfarrhaus                    | Strohgasse 13 (Karte)    | 1700                      | Zweigeschossiges Fachwerkhaus in Ecklage, Erdgeschoss massiv mit Eckquaderung, gekoppelte Fenster, Barockportal zur Strohgasse, Rundbogentor zur Bärengasse, Zierfachwerk mit Vorstößen, Satteldach mit Zwerchhaus zur Bärengasse, nach Bezeichnung am Eckständer 1700 von der Geistlichen Verwaltung über älteren Resten erbaut, ab 1754 Dekanat im Tausch mit Niklastorstraße 17, 1864 Dachausbau mit Zwerchhaus, 1957 Fachwerkfreilegung, 1976 Instandsetzung, 1983 Modernisierung, 1987 Umbauten, 2008 Fassadensanierung; Kulturdenkmal gem. § 28 DSchG ist die südlich an das Grundstück angrenzende Stadtmauer, 14. Jahrhundert. Als repräsentatives, das Straßenbild an markanter Stelle prägendes Anwesen hat das Gebäude mit herrschaftlichem Wappen über dem Barockportal und den Umfassungsmauern der ehemaligen Scheune dokumentarischen Wert für die Geschichte der Geistlichen Verwaltung. Die Stadtmauer hat dokumentarischen Wert für den militärischen Ausbau der Stadt im späten Mittelalter. Geschützt nach § 28 DSchG |    |
|                | Kelleranlage und massive Umfassungswände                      | Strohgasse 14 (Karte)    | 1678                      | Zwei hintereinander angeordnete Gewölbekeller sowie die zweigeschossigen Umfassungswände des Wohnhauses in Ecklage, Außenwände mit rechteckigem Kellereingang und Eckquaderung, gekehltes Portalgewände, Porträtplastik am Eck zum zweiten Obergeschoss, Hofanlage nach Inschriftentafel 1678 für den reichen Handelsmann und Bürgermeister Dietrich Wunderlich erbaut. Das 1795 unter Verwendung eines abgebrochenen Bauernhofes aus Höpfigheim nach dem großen Stadtbrand wieder errichtete Wohnhaus wurde in jüngerer Zeit mit Ausnahme der Bauteile vor aus der Zeit vor 1793 stark verändert. Die Gewölbekeller und Umfassungswände der Hofanlage haben mit ihren Baudetails der Renaissance und dem Bauherren-Porträt als Eckkonsole dokumentarischen Wert für die Bauweise der gehobenen Schicht vor dem großen Stadtbrand im Jahr 1693. Geschützt nach § 2 DSchG | BW |
|                | Hofanlage mit Stadtmauer (Sachgesamtheit)                     | Strohgasse 15 (Karte)    | um 1700                   | Gehöft, bestehend aus: Zweigeschossiges verputztes Fachwerkhaus, Erdgeschoss massiv, Zierfachwerk mit Vorstößen, im Giebel Andreaskreuze und Rauten in Brüstungsfeldern, Satteldach mit breiter Schleppgaube, um 1700 unter Verwendung der massiven Reste des Vorgängers aus dem 16. Jahrhundert neu erbaut; rückwärtig dazugehörige Fachwerkscheune, Unterbau massiv aus Bruch- und Quadersteinen, nördliche Traufseite verputzt, Satteldach, 19. Jahrhundert, 1866 unter Einbeziehung der westlichen Umfassungsmauer der 1865 abgerissenen Pfarrscheune vergrößert; Kulturdenkmal gem. § 28 DSchG ist die an die südliche Traufwand der Scheune angebaute Stadtmauer, 14. Jahrhundert. Das im 19. Jahrhundert im Besitz von Weingärtnern und Bauern befindliche Anwesen mit Scheune hat innerhalb der giebelständigen Bebauung auf der Südseite der Strohgasse dokumentarischen Wert als typischer Wiederaufbau mit frühneuzeitlichem Kern. Die Scheune des 19. Jahrhunderts prägt die Stadtansicht von Süden in hohem Maß. Die Stadtmauer hat dokumentarischen Wert für den militärischen Ausbau der Stadt im späten Mittelalter. Geschützt nach §§ 2, 28 DSchG              |    |
|                | Wohnhaus                                                      | Strohgasse 21            | 1706                      | Zweigeschossiges verputztes Fachwerkhaus, Erdgeschoss massiv mit ehemaligen Ladeneinbau, Zierfachwerk ohne Vorstöße, in der Giebelspitze geschwungenen Streben mit Nasen, Satteldach, 1706 für einen Schreiner erbaut. Das Anwesen hat innerhalb der regelhaft giebelständigen Bebauung auf der westlichen Südseite der Strohgasse dokumentarischen Wert als Beispiel eines vergleichsweise aufwendig gestalteten (aktuell verputzten) Kleinhandwerkerhauses, wie es sonst eher in den Holdergassen in der nördlichen Altstadt zu finden ist. Geschützt nach § 2 DSchG |    |
|                | Kelleranlage und Erdgeschoss                                  | Strohgasse 22 (Karte)    | 18./19. Jahrhundert       | Kelleranlage aus zwei unterschiedlich großen, gewölbten Kellern mit zweiläufiger Treppe zum Rundbogen-Kellertor, Teile des massiven Erdgeschosses mit Bänderung, Eckpilaster, Eingangsportal mit ornamentiertem Hauszeichen, profilierten Gewänden und Stockwerksgesims, im Kern 16. Jahrhundert, Erdgeschoss nach Bezeichnung im Portal 1780 durch den Steinmetzen Abraham Holzmann spätbarock überformt, 1994 und 1999 Instandsetzungen an der Fassade; erhaltenswert ist das dazugehörige zweigeschossige und verputzte Fachwerkhaus, Fachwerk ohne Vorstoß, Satteldach mit moderner Gaube, im Kern 18./19. Jahrhundert. Die frühneuzeitliche Kelleranlage sowie das spätbarock überformte Erdgeschoss haben dokumentarischen Wert für die Bauphase vor dem großen Stadtbrand sowie für die repräsentative und anspruchsvolle Bauweise eines örtlichen Steinmetzen im 18. Jahrhundert. Das Wohnhaus gehört zu der regelhaft giebelständigen Bebauung auf der westlichen Nordseite der Strohgasse. Geschützt nach § 2 DSchG |    |
|                | Scheune                                                       | Strohgasse 23 (Karte)    | um 1700                   | Verputzte Fachwerkscheune, Unterbau massiv aus unverputzten Bruch- und Quadersteinen, rechteckige Toreinfahrt auf der Westseite, Satteldach, um 1700 erbaut. Innerhalb der regelhaft giebelständigen, ackerbürgerlich geprägten Bebauung auf der westlichen Südseite der Strohgasse hat die Scheune dokumentarischen Wert als frühes Beispiel eines heute in der Altstadt selten gewordenen Ökonomiegebäudes. Geschützt nach § 2 DSchG |    |
| Weitere Bilder | Doppelhaus                                                    | Strohgasse 25–27 (Karte) | Anfang 18. Jahrhundert    | Zweigeschossiges verputztes Fachwerkhaus, Erdgeschoss massiv mit gekoppelten Fenstern, vertikale Teilung bis zum First mit weitgehend spiegelbildlicher Architektur, mittig nebeneinander liegende Eingänge, Stuben jeweils in Ecklage, Zierfachwerk mit Vorstößen im Giebeldreieck des dreigeschossigen Daches, Anfang des 18. Jahrhunderts als Doppelhaus über älterem und zurück versetztem Keller neu erbaut. Das Anwesen hat innerhalb der regelhaft giebelständigen Bebauung auf der westlichen Südseite der Strohgasse dokumentarischen Wert als Beispiel eines typologisch für Marbach seltenen und ungewöhnlichen Doppelhauses mit weitgehend originaler Überlieferung. Geschützt nach § 2 DSchG |    |
|                | Wohnhaus (Erhaltenswertes Gebäude)                            | Strohgasse 26 (Karte)    | Anfang 18. Jahrhundert    | Eingeschossiges und verputztes Fachwerkhaus, Sockel massiv, Fachwerk mit Vorstoß im Giebel, Satteldach, Anfang 18. Jahrhundert. Zu dem Anwesen dürfte als Scheune ursprünglich das Anwesen Markstraße 49 gehört haben. Das äußerlich recht authentisch überlieferte Wohnhaus eines kleinen, ehemaligen Einfirstgehöftes veranschaulicht mit seiner von der Straße weit zurück versetzten Stellung den einst ackerbürgerlichen Charakter Marbachs abseits der Hauptstraßen. |    |
|                | Wohnhaus (Erhaltenswertes Gebäude)                            | Strohgasse 28 (Karte)    | 18./19. Jahrhundert       | Eingeschossiges und verputztes Fachwerkhaus in Hanglage, nach Süden hohes Sockelgeschoss massiv, Fachwerk ohne Vorstöße, Satteldach mit großer Schleppgaube, im Kern 18./19. Jahrhundert. Das Kleinhaus gehört zu der regelhaft giebelständigen Bebauung auf der westlichen Nordseite der Strohgasse und veranschaulicht als typisches Kleinhaus die schlichte Bauweise der einfacheren Schicht am südwestlichen Rand der Altstadt. |    |
| Weitere Bilder | Erdgeschoss (Erhaltenswertes Bauteil)                         | Strohgasse 29 (Karte)    | 16./17. Jahrhundert       | Umfassungsmauer des Erdgeschosses zur Strohgasse, massiv aus Quadersteinen mit gekehltem Rundbogen-Kellertor, Steinkonsole zum Obergeschoss, Rest einer Vorgängerbaues aus dem 16./17. Jahrhundert, 1988 umfassend saniert. Das dazugehörige Wohnhaus ist im 20. Jahrhundert stark erneuert worden. Die frühneuzeitliche Erdgeschosszone des Wohnhauses veranschaulicht die für Marbach typische Formensprache aus der Zeit vor dem Stadtbrand von 1693. |    |
|                | Wohnhaus (Erhaltenswertes Gebäude)                            | Strohgasse 30 (Karte)    | 1732                      | Zweigeschossiges und verputztes Fachwerkhaus in Ecklage, Erdgeschoss massiv aus unverputzten Bruchsteinen mit Eckquaderung, Fachwerk mit Vorstoß auf der westlichen Traufseite, Satteldach, nach Bezeichnung 1732 erbaut, rückwärtiger Wirtschaftsteil unter anderem 1907 überformt. Erst der Abbruch einiger Anwesen an der Ludwigsburger Straße im Jahr 1873 führte zur heutigen Ecklage des Anwesens. Das einst vermutlich kleinbäuerliche Anwesen schließt die regelhaft giebelständige Bebauung auf der westlichen Nordseite der Strohgasse heute nach Westen ab. Es veranschaulicht als Kleinanwesen die schlichte Bauweise der einfacheren Schicht am südwestlichen Rand der Altstadt. |    |
|                | Türgewände                                                    | Strohgasse 33 (Karte)    | 1707                      | Profiliertes und geohrtes Portal mit Oberlicht, reich ornamentierter Türsturz mit Pflugschar als Hauszeichen, 1707 bezeichnet, beim Umbau 1981 saniert; erhaltenswert ist das dazugehörige zweigeschossige und verputzte Fachwerkhaus in Hanglage, Sockel und Erdgeschoss massiv mit Eckquaderung, Fachwerk mit Vorstößen im Giebel, dort ehemalige Aufzugluke, der Bezeichnung am Portal entsprechend 1707 als Ackerbürgerhaus erbaut, eventuell unter Verwendung älterer Bauteile wie dem Keller, 1981 Umbau mit Versetzung der Eingangstür. Das aufwendig gestaltete Portal mit dem auf den Beruf des Besitzers verweisenden Hauszeichen hat dokumentarischen Wert insbesondere in Hinblick auf das für Marbach einst bedeutsame Ackerbürgertum. Das Wohnhaus gehört zu der regelhaft giebelständigen, ackerbürgerlich geprägten Bebauung auf der westlichen Südseite der Strohgasse und veranschaulicht einen typischen Wiederaufbau vom Anfang des 18. Jahrhunderts. Geschützt nach § 2 DSchG |    |
|                | Türgewände (Erhaltenswertes Bauteil)                          | Strohgasse 35 (Karte)    | 16./17. Jahrhundert       | Gekehltes Portalgewände mit medaillonartiger Kartusche am Sturz, stark verwittert und nicht mehr lesbar, wohl 16./17. Jahrhundert; Kulturdenkmal gem. § 28 DSchG ist die auf der Südseite des Anwesens angrenzende Stadtmauer, 14. Jahrhundert. Das dazugehörige Wohnhaus ist im 20. Jahrhundert stark erneuert worden. Das frühneuzeitliche Portal des Wohnhauses veranschaulicht, dass beim Wiederaufbau des Anwesens nach dem Stadtbrand von 1693 auch hier ältere Bauteile wieder verwendet wurden. Die Stadtmauer hat dokumentarischen Wert für den militärischen Ausbau der Stadt im späten Mittelalter. Geschützt nach § 28 DSchG |    |
| Weitere Bilder | Doppelhaus                                                    | Strohgasse 37 (Karte)    | 1826                      | Zweigeschossiges Fachwerkhaus in Ecklage, Erdgeschoss massiv und verputzt, zur Strohgasse dreifach gekoppelte Fenster mit Steinpfosten, Fachwerk verkleidet, Satteldach mit Krüppelwalm nach Süden, 1719 unter Verwendung älterer Bausubstanz neu erbaut, nach Bezeichnung und Hauszeichen über dem Eingang 1826 von einem Rotgerber ausgebaut, 1996 Renovierung des Gebäudesockels, 2001 Erneuerung der Fenster; Kulturdenkmal gem. § 28 DSchG ist die auf der Südseite des Anwesens integrierte Stadtmauer, 14. Jahrhundert. Im 18. Jahrhundert war das Gebäude unter zahlreichen Besitzern aufgeteilt, 1825 kaufte es der Rotgerber Spoun. Das in bedeutsamer Ecklage befindliche Anwesen schließt die regelhaft giebelständige Bebauung auf der westlichen Südseite der Strohgasse ab. Das Haus hat mit seinem älteren Kern dokumentarischen Wert für den Wiederaufbau Marbachs um 1700 und als im 19. Jahrhundert überprägtes Handwerkerhaus eines Gerbers. Die Stadtmauer hat dokumentarischen Wert für den militärischen Ausbau der Stadt im späten Mittelalter. Geschützt nach §§ 2, 28 DSchG                                                                           |    |

#### Torgasse
Verbindungsstraße vom namensgebenden Oberen Tor zum 1794 abgebrochenen Niklastor; zwischen Oberem Tor und Wendelinskapelle von der Marktstraße nach Norden abzweigend, geradlinig und sich langsam verbreiternd bergab führend und beim ehemaligen Niklastor in die Niklastorstraße einmündend; auf der Westseite unregelmäßig, jedoch hauptsächlich giebelständig mit Kleinanwesen aus der Zeit um 1700 und später bebaut, auf der Ostseite insgesamt acht traufständige Häuser und Scheunen der Zeit um 1830, diese stärker überformt als die Anwesen auf der Westseite; als typische Mauergasse seit
der Stadtgründung im hohen Mittelalter bestehend, Anfang des 19. Jahrhunderts um die abgebrochene Stadtmauer und Teile des verfüllten Stadtgrabens nach Osten verbreitert.
Die ehemalige Mauergasse hat mit ihrer innerstädtischen Bebauung auf der Westseite und der nach der Auflösung der Stadtmauer angelegten Bebauung auf der Ostseite dokumentarischen Wert für die strukturelle Entwicklung der Stadt von der Stadtgründung bis zur teilweisen Niederlegung der Stadtmauer.

| Bild           | Bezeichnung                        | Lage                | Datierung       | Beschreibung | ID |
| -------------- | ---------------------------------- | ------------------- | --------------- | --- | -- |
| Weitere Bilder | Wohnhaus (Erhaltenswertes Gebäude) | Torgasse 2 (Karte)  | um 1830         | Zweigeschossiges verputztes Wohnhaus in Hanglage, hohes Sockelgeschoss, Außentreppe zum zentralen Eingang, Fassade ohne Vorstöße, vorkragende Traufe, Satteldach, um 1830 im ehemaligen Stadtgraben neu erbaut, 1997 rückwärtiger Anbau. Das Anwesen entstand jenseits der Anfang des 19. Jahrhunderts zwischen dem Oberen Tor und dem Niklastor abgebrochenen Stadtmauer im verfüllten Stadtgraben. Als eines der bis 1832 neu entstandenen acht Wohnhäuser und Scheunen auf der Ostseite der Torgasse veranschaulicht das Gebäude die frühe Entwicklung der Stadt Marbach über die Stadtmauern hinaus. |    |
|                | Wohnhaus (Erhaltenswertes Gebäude) | Torgasse 7 (Karte)  | um 1700         | Zweigeschossiges verputztes Fachwerkhaus in Hanglage, Erdgeschoss massiv, Fachwerk mit Vorstößen im Giebel, Satteldach mit Schleppgaube, im Kern wohl um 1700, 1927 Schaufenstereinbau (später zurückgebaut), 1942 Dachausbau mit Gaube, 1985 Renovierung mit Erneuerung der Fenster; dazugehörig rückwärtige Scheune, Satteldach, 19. Jahrhundert, später zu Wohnzwecken umgebaut. Die Scheune Marktstraße 4/1 (siehe dort) dürfte ihrer Lage nach einst ebenfalls zu dem Anwesen gehört haben. Das Wohnhaus mit Scheune gehört zu einer Reihe kleinerer giebelständiger Anwesen auf der Westseite der Torgasse und veranschaulicht die schlichte Bauweise der einfacheren und hier wohl landwirtschaftlich ausgerichteten Bevölkerungsschicht am Ostrand der Altstadt.                                                       |    |
| Weitere Bilder | Wohnhaus (Erhaltenswertes Gebäude) | Torgasse 9 (Karte)  | 19. Jahrhundert | Zweigeschossiges verputztes Wohnhaus in Hanglage, Sockel massiv, ansonsten wohl Fachwerk, Satteldach, 1. Hälfte 19. Jahrhundert, 1972 Balkonanbau; dazugehörig rückwärtige Scheune, Satteldach, 19. Jahrhundert, später zu Wohnzwecken umgebaut. Das Anwesen könnte aus einer Teilung des Anwesens Torgasse 7 hervorgegangen sein. Das Kleinhaus mit Scheune gehört zu einer Reihe kleinerer giebelständiger Anwesen auf der Westseite der Torgasse und veranschaulicht die schlichte Bauweise der einfacheren und hier wohl landwirtschaftlich ausgerichteten Bevölkerungsschicht am Ostrand der Altstadt. |    |
|                | Scheune                            | Torgasse 10 (Karte) | 1829            | Fachwerkscheune, Sockel massiv aus Bruch- und Quadersteinen, mittig rechteckige Toreinfahrt, konstruktives Fachwerkgefüge ohne Vorstöße, Satteldach mit Krüppelwalm, 1829 für den Kübler Friedrich Hellriegel erbaut. Die Scheune entstand jenseits der Anfang des 19. Jahrhunderts zwischen dem Oberen Tor und dem Niklastor abgebrochenen Stadtmauer im verfüllten Stadtgraben. Die Steine der abgebrochenen Stadtmauer fanden offenbar auch im Sockel der Scheune eine zweite Verwendung. Als einziges, nahezu authentisch überliefertes Gebäude auf der um 1830 bebauten Ostseite der Torgasse hat diese Scheune dokumentarischen Wert als Beispiel eines städtischen Ökonomiegebäudes dieser Zeit. Zudem veranschaulicht es die frühe Entwicklung der Stadt Marbach über die Stadtmauern hinaus. Geschützt nach § 2 DSchG |    |
| Weitere Bilder | Wohnhaus (Erhaltenswertes Gebäude) | Torgasse 11 (Karte) | um 1700         | Zweigeschossiges verputztes Fachwerkhaus in Ecklage, Erdgeschoss massiv mit historischem Türgewände auf der nördlichen Giebelseite, Fachwerk mit Vorstoß zum Giebel, Satteldach, wohl um 1700, 1984 Umdeckung des Daches, 1989 Maßnahmen an der Fassade. Das Wohnhaus am markanten Eck zum Göckelhof gehört zu einer Reihe kleinerer Anwesen auf der Westseite der Torgasse und veranschaulicht die schlichte Bauweise der einfacheren und hier wohl landwirtschaftlich/handwerklich ausgerichteten Bevölkerungsschicht am Ostrand der Altstadt. Zugleich ist es ein Beispiel eines schlichten, aber typischen Wiederaufbaus aus der Zeit um 1700. |    |
| Weitere Bilder | Tobias-Mayer-Haus (Museum)         | Torgasse 13 (Karte) | um 1711         | Zweigeschossiges Fachwerkhaus, Erdgeschoss massiv aus unverputzten Bruch- und Quadersteinen, Fachwerk mit leichten Vorstößen, um 1711 als Handwerkerhaus mit Wagnerwerkstatt im Erdgeschoss für Tobias Mayer erbaut, um 1980 umfassend saniert. 1723 wurde in dem Haus der berühmte Mathematiker/Astronom Tobias Mayer geboren, der schon 1762 als Professor in Göttingen verstarb. Das schlichte Anwesen eines Handwerkers hat als Haustypus dokumentarischen Wert. Als Geburtshaus des bekannten Astronomen weist das Anwesen zusätzlich einen hohen heimatgeschichtlichen Wert auf. Geschützt nach § 2 DSchG |    |

#### Untere Holdergasse
Verbindungsstraße in der nördlichen Altstadt, namensgebend könnte der mutmaßliche Holunderbewuchs auf den ehemaligen Freiflächen sein; von der Niklastorstraße beim ehemaligen Diakonat mit leichter Krümmung und geringem Gefälle nach Westen führend, am westlichen Stadtrand bogenförmig nach Süden umbiegend und in die Gasse „Auf den Felsen“ übergehend; außer den beiden Schulhäusern (siehe Untere Holdergasse 4 und 6) von Ost nach West zunehmend lückenhafter mit giebelständigen und einfachen Anwesen sowie deren ehemaligen Scheunen bebaut, im Westen auf der Nordseite die so genannten Maurengärten, auf der Südseite junge Bebauung des frühen 20. Jahrhunderts; zusammen mit der Mittleren Holdergasse als eine der zentralen Erschließungsachsen des nördlichen Stadterweiterungsgebietes um 1400 angelegt.
Die zunehmend dünner bebaute und im westlichen Abschnitt von historischen Nutzgärten beherrschte Gasse hat als eine geplante Leitlinie der Stadterweiterung um 1400 dokumentarischen Wert für die Entwicklung der Stadtstruktur, insbesondere für den abnehmenden Nutzungsdruck im Nordteil der Stadt.

| Bild           | Bezeichnung                                                             | Lage | Datierung                 | Beschreibung | ID |
| -------------- | ----------------------------------------------------------------------- | --- | ------------------------- | --- | -- |
|                | Wohnhaus (Erhaltenswertes Gebäude)                                      | Untere Holdergasse 2 (Karte) | 2. Hälfte 19. Jahrhundert | Zweigeschossiges verputztes Wohnhaus in Ecklage zum Alten Schulhaus (Nr. 4, siehe dort), Erdgeschoss zur Unteren Holdergasse massiv aus unverputzten Quadersteinen, Obergeschoss wohl konstruktives Fachwerk, Satteldach mit Zwerchhaus und Schleppgauben, wohl in der 2. Hälfte des 19. Jahrhunderts anstelle eines Vorgängers neu erbaut, 1985/1992 Erneuerung der Fassade. Das Anwesen schließt eine die Niklastorstraße nach Norden begrenzende Gruppe von giebelständigen Häusern nach Westen ab. Das Gebäude veranschaulicht die Bauformen des ausgehenden 19. und beginnenden 20. Jahrhunderts, die in Marbach eher selten vertreten sind. |    |
| Weitere Bilder | Sogenanntes Altes Schulhaus (Beginenhaus), Evangelische Diakoniestation | Untere Holdergasse 4 (Karte) | spätmittelalterlich       | Zweigeschossiger Fachwerkbau, Erdgeschoss massiv aus unverputzten Bruch- und Quadersteinen, gekoppelte Fenster mit steinernen Mittelpfosten, auf der Ostseite spitzbogiges Portal, Fachwerk mit leichten Vorstößen, Satteldach mit großen Walmdach- und Schleppgauben, im Kern (massive Bauteile und Keller) spätmittelalterlich, 1698/1702 unter Verwendung von zwei Vorgängerbauten als Schulhaus neu errichtet, 1850 Umbau, 1920 Dachausbau mit Gauben; Kulturdenkmal gem. § 28 DSchG ist die auf der Nordseite des Anwesens integrierte Stadtmauer, 14. Jahrhundert. Die Vorgängerbauten gehen auf zwei Häuser der Beginen zurück. Ab 1550/1551 war ein Spital eingerichtet, im 16. und 17. Jahrhundert dienten die Häuser als Lateinschule und als Deutsche Schule. Das Anwesen hat dokumentarischen Wert für die kirchliche und soziale Entwicklung der Stadt. Der große über die Stadtmauer aufragende Baukörper prägt zudem die nördliche Stadtsilhouette. Die Stadtmauer hat dokumentarischen Wert für den militärischen Ausbau der Stadt im späten Mittelalter. Geschützt nach §§ 2, 28 DSchG                                                 |    |
| Weitere Bilder | Wohnhaus (Erhaltenswertes Gebäude)                                      | Untere Holdergasse 5 (Karte) | 18. Jahrhundert           | Eingeschossiges Fachwerkhaus in Hanglage, hohes Untergeschoss aus unverputzten Bruchsteinen mit stichbogiger Tür und Garageneinbau, Fachwerk ohne Vorstöße, rückwärtig quer angebauter Wirtschaftsteil in Fachwerk, jeweils mit Satteldach, 18. Jahrhundert; 1989/1990 Umbau und Sanierung mit Fachwerkfreilegung. Das Anwesen innerhalb der im östlichen Teil dicht mit giebelständigen Anwesen bebauten Unteren Holdergasse veranschaulicht mit seiner kleinbäuerlichen/handwerklichen Grundstruktur die schlichte Bauweise der einfacheren Bevölkerungsschicht, wie sie vor allem in der Mittleren und Unteren Holdergasse zu finden war. |    |
|                | Ehemaliges Schulhaus mit Toilettenbau (Sachgesamtheit)                  | Untere Holdergasse 6 (Karte) | 1887                      | Zweigeschossiges Schulhaus, Erdgeschoss massiv aus Backsteinen, Fenster- und Türgewände in Sandstein, Steingesims zum Obergeschoss, Obergeschoss verschindelt, überstehendes Dach mit hölzernem Zierwerk, Satteldach mit Zwerchhaus und Stehgauben, 1887 als „neue“ Schule nach Plänen des Oberamtsbaumeisters Dillenius fertig gestellt, dazugehörig Toilettenbau im Stil eines Gartenpavillons, Holzbau, flaches Satteldach, wohl bauzeitlich; 1997/98 Umbau und Sanierung; Kulturdenkmal gem. § 28 DSchG ist die auf der Nordseite des Anwesens angrenzende Stadtmauer, 14. Jahrhundert. Das Gebäude diente als Lateinschule, bis 1913 als Volksschule, bis 1955 als Realschule und danach als Jugendherberge und Jugendhaus. Seit 1997/1998 ist es in privater Hand. Das Schulhaus hat (neben dem älteren Vorgänger, siehe Untere Holdergasse 4) dokumentarischen Wert für die Schulgeschichte der Stadt Marbach und den (im Marbacher Stadtkern seltenen) Schweizerhausstil des ausgehenden 19. Jahrhunderts. Die Stadtmauer hat dokumentarischen Wert für den militärischen Ausbau der Stadt im späten Mittelalter. Geschützt nach §§ 2, 28 DSchG |    |
|                | Wohnhaus (Erhaltenswertes Gebäude)                                      | Untere Holdergasse 15 (Karte) | um 1700                   | Eingeschossiges Fachwerkhaus in Eck- und Hanglage, hohes Untergeschoss massiv aus unverputzten Bruch- und Quadersteinen, auf der westlichen Giebelseite Vorsprung bis ins erste Obergeschoss, Eingang über Sonnengasse, Fachwerk mit Vorstoß zum Giebel, Satteldach mit Ladegaube auf der südöstlichen Dachseite, um 1700 eventuell unter Verwendung älterer Bauteile neu errichtet. Das Anwesen innerhalb der nach Westen zunehmend dünner besiedelten Unteren Holdergasse veranschaulicht mit seiner kleinbäuerlichen/handwerklichen Grundstruktur die schlichte Bauweise der einfacheren Bevölkerungsschicht, wie sie vor allem in der Mittleren und Unteren Holdergasse zu finden war. | BW |
|                | Haspelturm (Bürgerturm)                                                 | Untere Holdergasse 40 (Karte) | um 1400                   | Stadtturm in der Nordwestecke der Stadtmauer am westlichen Ende der Unteren Holdergasse, zweigeschossiger Massivbau aus Bruchsteinen mit Eckquaderung, unverputzt mit Schießscharten und Abtritterker nach außen, Zeltdach, im Zuge der Stadterweiterung nach Norden um 1400 als Stadtmauerturm errichtet, 1473 als Bürgerturm erwähnt, Zeltdach von 1712, zeitweilig als Frauengefängnis genutzt, seit dem 19. Jahrhundert als Haspelturm bezeichnet, 2002 Ausbesserungsarbeiten. Den Namen Bürgerturm trägt seit dem 19. Jahrhundert der Zwingerturm am Südosteck der Stadt (siehe Wildermuthstraße 2/3). Der Haspelturm gehört neben dem Torturm des Oberen Tores, dem Diebs- oder Malefizturm und dem Bürgerturm zu den markantesten Bestandteilen der mittelalterlichen Stadtbefestigung. Als fernwirksamer Turm hat er dokumentarischen Wert für die spätmittelalterliche Stadterweiterung und deren militärische Sicherung im 15. Jahrhundert. Geschützt nach § 28 DSchG |    |
|                | Wohnhaus (Erhaltenswertes Gebäude)                                      | Untere Holdergasse 41 (Karte) | 19. Jahrhundert           | Eingeschossiges verputztes Fachwerkhaus in Ecklage, Sockel massiv, auf der östlichen Seite an der südlichen Giebelwand kleiner zweigeschossiger und verputzter Anbau, Erdgeschoss massiv mit Fenstergewänden aus Werksteinen und sichtbarer Eckquaderung, jeweils mit Satteldach, Haupthaus wohl 19. Jahrhundert, Anbau mit älterem Kern. Das Kleinhaus mit seinem markanten Anbau an der Ecke zur Mittleren Holdergasse veranschaulicht beispielhaft einen Bautypus, der einst im ganzen nördlichen Stadtviertel in Form kleinbäuerlicher und kleinhandwerklicher Anwesen vorherrschte. |    |
| Weitere Bilder | Sogenannte Maurengärten (Nutzgärten)                                    | Untere Holdergasse - Flstnr. 14/1, 15, 16/1, 16/2, 17, 18, 19, 20, 21, 22/1, 22/2, 23, 24, 25, 26/1, 26/2, 27, 28, 29, 30, 31, 32,/1, 32/2, 32/3, 32/4, 32/5, 33/1, 33/2, 34/1, 34/2, 35 | spätmittelalterlich (?)   | Traditionell genutzte Gartenparzellen zwischen der Unteren Holdergasse und der Stadtmauer, zur Straße durch eine Hangmauer und nach Norden durch die Stadtmauer begrenzt; die Gärten befinden sich am Nordwestrand der Stadterweiterungszone des 15. Jahrhunderts und waren vermutlich nie bebaut, nach archivalischen Unterlagen verteilten sich die „Maurengärten“ im Jahr 1726 auf etwa 40 Besitzer, die vornehmlich im Bereich der Marktstraße wohnten und somit der besser gestellten Bevölkerungsschicht angehörten, aktuell bestehen etwa 30 schmale Besitzparzellen ohne interne Zäune. Im Mittelalter waren die so genannten Haus- und Küchengärten häufig anzutreffende Bestandteile einer ummauerten Stadt. In der Regel verschwanden sie bis heute jedoch durch den zunehmenden Baudruck und durch veränderte Anforderungen. Die Maurengärten haben als Nutzgärten, die seit dem Mittelalter als private, schmalstreifige Besitz- und Nutzungsparzellen überliefert sind, hohen exemplarischen Wert für einen historischen Gartentyp sowie für die Entwicklung der inneren Stadtstruktur.                                                   |    |

#### Wildermuthstraße
| Bild           | Bezeichnung                                       | Lage                       | Datierung       | Beschreibung | ID |
| -------------- | ------------------------------------------------- | -------------------------- | --------------- | --- | -- |
|                | Wohn- und Geschäftshaus (Erhaltenswertes Gebäude) | Wildermuthstraße 1 (Karte) | um 1820         | Zweigeschossiges Fachwerkhaus, Erdgeschoss massiv mit modernem Ladeneinbau, Giebelseite verputzt, Obergeschoss zur Wildermuthstraße sowie Zwerchhaus Fachwerk unverputzt, vorkragende Traufe mit Wiederkehr, Satteldach mit Zwerchhaus in Fachwerk und Stehgauben, um 1820 erbaut, 1901 Umbauten, 1929 Vergrößerung des Ladens, später weitere Umbauten im Erdgeschoss. Im Rahmen der Anlage einer kleinen Vorstadt vor dem oberen Torturm ab 1820 dürfte das Anwesen als eines der ersten Häuser entstanden sein. Das Anwesen direkt am Oberen Torturm veranschaulicht als Vertreter einer vorstädtischen Entwicklung zu Beginn des 19. Jahrhunderts die vergleichsweise bescheidene Expansion der Stadt Marbach zu diesem Zeitpunkt. Das Haus steht in engem optischen Zusammenhang mit dem Oberen Torturm.                                  |    |
| Weitere Bilder | Wehrturm (Bürgerturm)                             | Wildermuthstraße 2/3       | 15. Jahrhundert | Zweigeschossiger, runder Wehrturm, massiv aus Bruchsteinen, Ansätze der ehemaligen Zwingermauer, zum zweiten Geschoss Gesims, dort auch Schießscharten, spitzes und polygonales Turmdach, der eigentlichen Stadtmauer vorgelagert als Eckturm der ehemaligen Zwingermauer in der 2. Hälfte des 15. Jahrhunderts errichtet, 1826 zum „stadtschultheißenamtlichen“ Gefängnis umgebaut, um 1982 weiterer Umbau mit Einbau eines Ladens. Den Namen Bürgerturm hatte der Turm erst ab 1826 vom späteren Haspelturm übertragen bekommen (siehe Untere Holdergasse 40). Als markanter, die Stadtansicht prägender Teil der äußeren Stadt- bzw. Zwingermauer hat der Turm hohen dokumentarischen Wert für die geschichtliche und strukturelle Entwicklung der Stadtbefestigung sowie für deren Umnutzung im 19. Jahrhundert. Geschützt nach § 28 DSchG |    |

### Am Alten Markt
| Bild           | Bezeichnung     | Lage                   | Datierung       | Beschreibung | ID |
| -------------- | --------------- | ---------------------- | --------------- | --- | -- |
| Weitere Bilder | Alexanderkirche | Am Alten Markt (Karte) | 15. Jahrhundert | Der Ort der Alexanderkirche markiert den ältesten Siedlungskern von Marbach am Neckar. Bereits in karolingischer Zeit wurde dort eine erste Urkirche errichtet, die im 12. Jahrhundert zu einer Basilika im Stil der Romanik erweitert wurde und im 15. Jahrhundert ihre heutige spätgotische Gestalt erhielt. Die Kirche ist die einzige Kirche in Württemberg, die dem Hl. Alexander geweiht ist. Dieses Patrozinium erklärt sich wahrscheinlich über das Kloster Klingenmünster, das seit der Zeit Karls des Großen über Alexander-Reliquien verfügte und Besitz in Marbach hatte, der im 13. Jahrhundert an die Grafen von Grüningen verlehnt war. Die Kirche liegt außerhalb der Stadtmauern von Marbach, da der heutige Altstadtbereich auf einer Anhöhe südwestlich der älteren Siedlung um die Alexanderkirche erst im späten 12. Jahrhundert entstand. Während die Siedlung um die Pfarrkirche unterging, hielt man an der Kirche fest und hat diese ebenfalls mit schützenden Mauern und Türmen umgeben. In der Stadt entstand im 15. Jahrhundert eine Marienkapelle, die nach der Reformation zur Stadtkirche wurde. Die alte Alexanderkirche, 1534 ihrer Bildwerke und Altäre beraubt, blieb daraufhin lange Zeit unbenutzt und dient erst seit einer Renovierung von 1926/1928 wieder für Gottesdienste. Erbaut wurde die heutige Alexanderkirche gemäß einem Inschriftenstein an der westlichen Turmwand in drei Bauabschnitten: der Chor wurde 1450 begonnen, das Langhaus 1463, der Turm 1481. Im Chor und in der daran angebauten Sakristei befinden sich Baumeisterzeichen von Aberlin Jörg, der den Bau daher begonnen haben dürfte. In der Südwestecke des Langhauses befindet sich eine Datierung von 1453, sodass Aberlin Jörg vermutlich auch noch das Langhaus begonnen hat, bevor der Bau wegen der Änderung der Besitzverhältnisse in Marbach wohl ruhte. Die durch die Turminschrift belegte Wiederaufnahme des Langhausbaus 1463 fällt mit dem Übergang der Stadt an die Kurpfalz zusammen, so dass die restlichen im Langhaus zu findenden Steinmetzzeichen wohl von rheinpfälzischen Baumeistern stammen, die den Bau vollendeten. Namentlich genannt wird der Baumeister Caspar Lechler. Nördlich an die Alexanderkirche schließt sich der Friedhof an. Die Kirche hat den Stadtbrand von 1693 sowie den Zweiten Weltkrieg ohne größere Schäden überdauert. 1879 wurde die Bahnstrecke Backnang–Ludwigsburg direkt an der Kirche vorbei erbaut. Dem Bau der Bahnlinie, die den Friedhof durchquert, fielen die nördliche Umfassungsmauer der Kirche sowie zwei zugehörige Türme der Wehranlage zum Opfer. Geschützt nach § 2 DSchG |    |